# Fritzlar

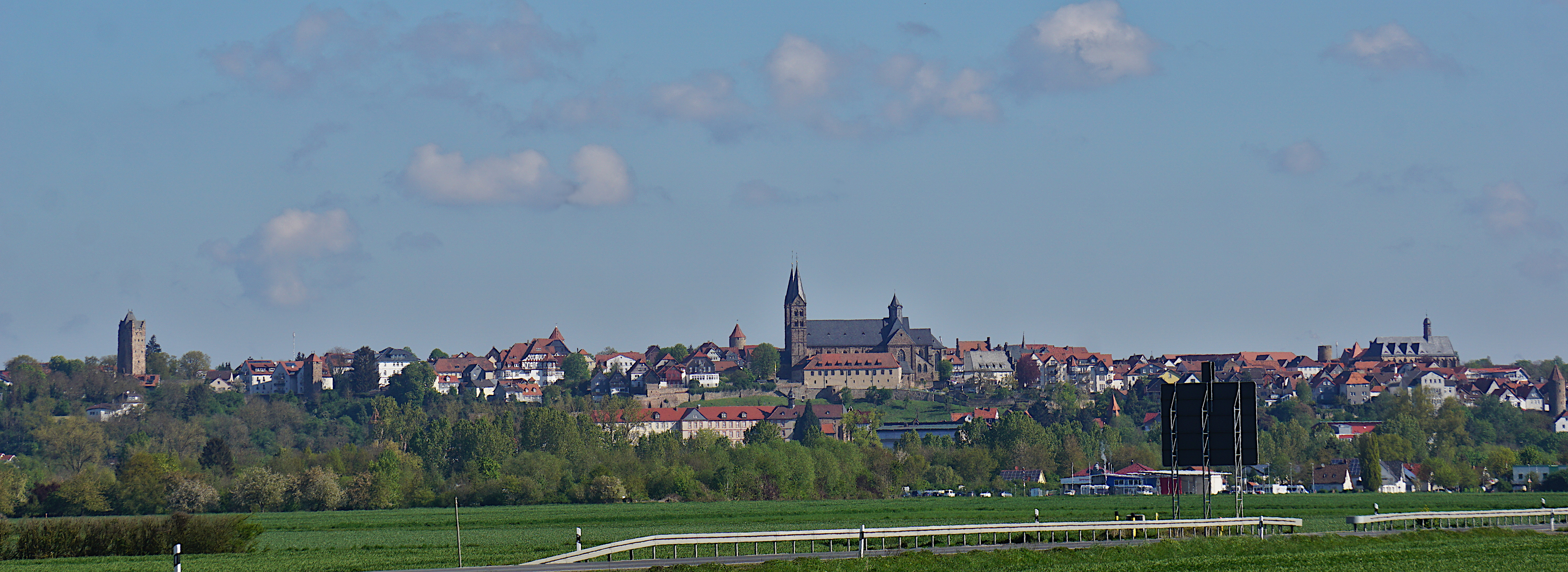
Fritzlarer Altstadt vom Süden aus gesehen

Fritzlar ist eine Kleinstadt und ein wirtschaftliches Mittelzentrum im nordhessischen Schwalm-Eder-Kreis. Die Entstehung der Stadt geht auf eine Kirchen- und Klostergründung durch Bonifatius zurück. Sie gilt als der Ort, an dem sowohl die Christianisierung Mittel- und Norddeutschlands (mit dem Fällen der Donareiche um 723 durch Bonifatius) als auch das mittelalterliche Deutsche Reich (mit der Wahl von Heinrich I. zum König des Ostfrankenreichs auf dem Reichstag von 919) ihren Anfang nahmen. Der Name Fritzlar ist abgeleitet von der ursprünglichen Bezeichnung Friedeslar, „Ort des Friedens“. Fritzlar trägt seit dem 24. November 2001 die amtliche Zusatzbezeichnung Dom- und Kaiserstadt.

## Geografie

### Geografische Lage

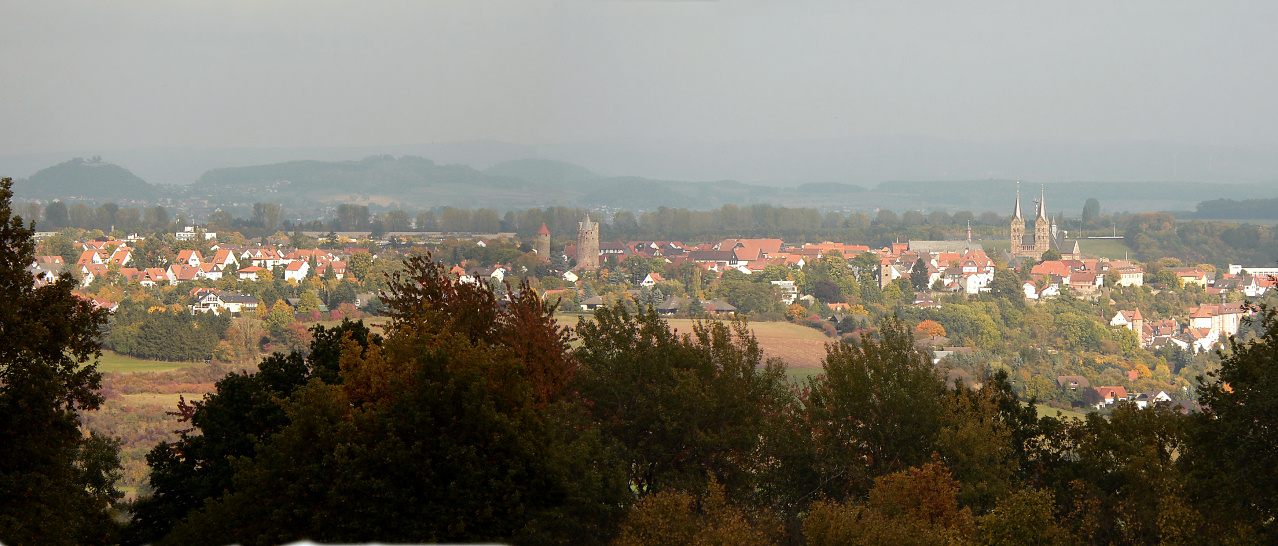
Blick auf die Altstadt von Fritzlar vom Büraberg; rechts die Domtürme, in der Mitte der Graue Turm; im Hintergrund am linken Bildrand die Obernburg von Gudensberg

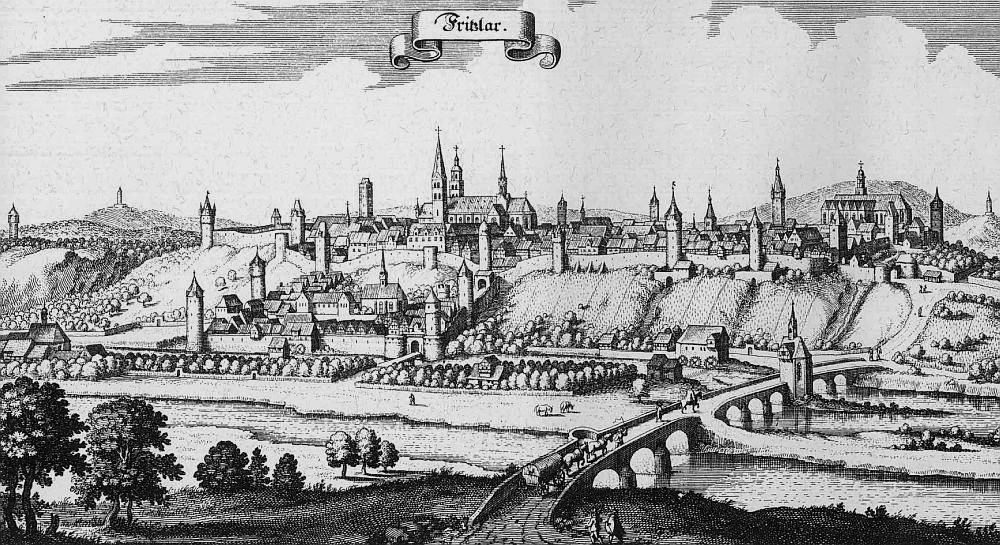
Fritzlar – aus der Topographia Hassiae von Matthäus Merian 1655

Fritzlar liegt im nordhessischen Bergland etwa 25 km (Luftlinie) südwestlich von Kassel, am Südrand der „Fritzlarer Börde“ (Naturraum Nummer 343.23) und nördlich oberhalb der „Fritzlarer Ederflur“ (Naturraum Nr. 343.211), am Nordufer der Eder.
Die nähere Umgebung der Stadt ist durch fruchtbare Ackerböden und zahlreiche, meist bewaldete Basaltkuppen geprägt, von denen viele mit mittelalterlichen Burgen oder deren Ruinen „gekrönt“ sind; dazu gehören unter anderem die Büraburg bei Fritzlar, die Obernburg und die Wenigenburg in Gudensberg, die Hohenburg in Homberg, die Felsburg, die Heiligenburg und die Altenburg in bzw. bei Felsberg, die Burg Jesberg in Jesberg, die Ruine Falkenberg bei Wabern und die Burgruine Löwenstein in Oberurff-Schiffelborn.

### Nachbargemeinden
Fritzlar grenzt im Norden an die Stadt Naumburg, die Gemeinde Bad Emstal (beide im Landkreis Kassel) und die Stadt Niedenstein, im Osten an die Städte Gudensberg und Felsberg, im Süden an die Gemeinde Wabern und die Stadt Borken, im Südwesten an die Gemeinde Bad Zwesten (alle im Schwalm-Eder-Kreis), sowie im Westen an die Stadt Bad Wildungen und die Gemeinde Edertal (beide im Landkreis Waldeck-Frankenberg).

### Stadtgliederung
Die Stadt Fritzlar besteht neben der Kernstadt Fritzlar selbst aus folgenden Stadtteilen:
| - Cappel - Geismar - Haddamar - Lohne | - Obermöllrich - Rothhelmshausen - Ungedanken - Wehren | - Werkel - Züschen |

Diese Stadtteile wurden während der Gemeindegebietsreform in Hessen 1972 und 1974 eingemeindet. Ungedanken und Rothhelmshausen waren bereits geschichtlich eng mit Fritzlar verbunden, denn sie gehörten schon seit dem 14. Jahrhundert zur Kurmainzischen Enklave Fritzlar. Züschen war bis zur Eingemeindung nach Fritzlar eine selbständige Stadt im Kreis Waldeck und im ehemaligen Fürstentum Waldeck. Die anderen Dörfer waren historisch hessisch.

### Bevölkerungsentwicklung
Im Mittelalter belief sich die Bevölkerung der Stadt durchweg auf 2000 bis 3000 Menschen. Genauere Angaben sind erst ab 1740 verfügbar. Im 20. Jahrhundert kam es dreimal zu großen Sprüngen in der Einwohnerzahl der Stadt: einmal nach 1933 mit der Stationierung von Wehrmachtstruppen in der Stadt und dem Bau des Fliegerhorsts, ein zweites Mal ab 1956 mit der Einrichtung einer recht umfangreichen Bundeswehr-Garnison in der Stadt, wobei jedes Mal Familienangehörige und Zivilangestellte hinzuzogen, und ein drittes Mal mit der Eingemeindung von neun umliegenden Dörfern zum 1. Januar 1972 und der ehemals waldeckschen Stadt Züschen zum 1. Januar 1974 mit insgesamt mehr als 5500 zusätzlichen Einwohnern.

Einwohnerentwicklung von Fritzlar von 1740 bis 2017. Deutlich sichtbar die sprunghaften Anstiege durch die Stationierung der Wehrmacht ab 1933 und der Bundeswehr ab 1956 und durch die Eingemeindungen in den 1970er Jahren

| Jahr | Einwohner |
| ---- | --------- |
| 1740 | 2027      |
| 1812 | 2274      |
| 1820 | 2659      |
| 1834 | 2872      |
| 1837 | 2890      |
| 1840 | 3039      |
| 1846 | 3142      |
| 1852 | 3142      |
| 1861 | 2881      |
| 1864 | 2771      |
| 1871 | 2922      |
| 1875 | 2964      |
| 1880 | 3021      |

| Jahr | Einwohner |
| ---- | --------- |
| 1885 | 3239      |
| 1895 | 3296      |
| 1900 | 3226      |
| 1905 | 3448      |
| 1910 | 3494      |
| 1925 | 3909      |
| 1933 | 4240      |
| 1939 | 6468      |
| 1946 | 6654      |
| 1950 | 6851      |
| 1956 | 6985      |
| 1961 | 8539      |
| 1967 | 8803      |

| Jahr | Einwohner |
| ---- | --------- |
| 1972 | ..        |
| 1975 | 15.079    |
| 1980 | 15.159    |
| 1990 | 14.060    |
| 1995 | 14.443    |
| 1999 | 14.798    |
| 2001 | 14.877    |
| 2011 | 14.416    |
| 2014 | 14.304    |
| 2017 | 14.676    |
| 2022 | 15.031    |

## Stadtbild

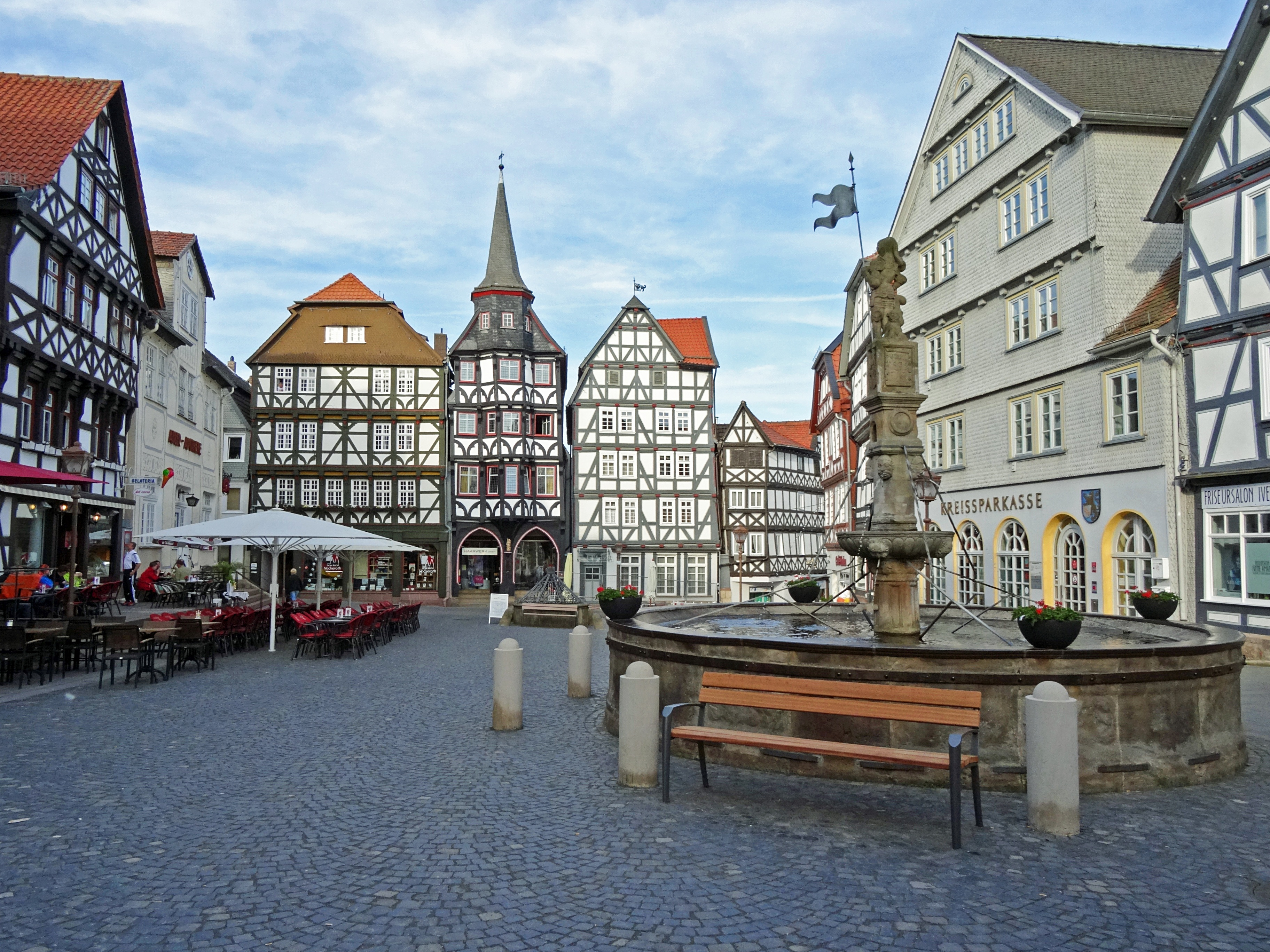
Fritzlarer Marktplatz mit dem Kaufmannsgildehaus St. Michaelis in der Bildmitte, rechts der Rolandsbrunnen

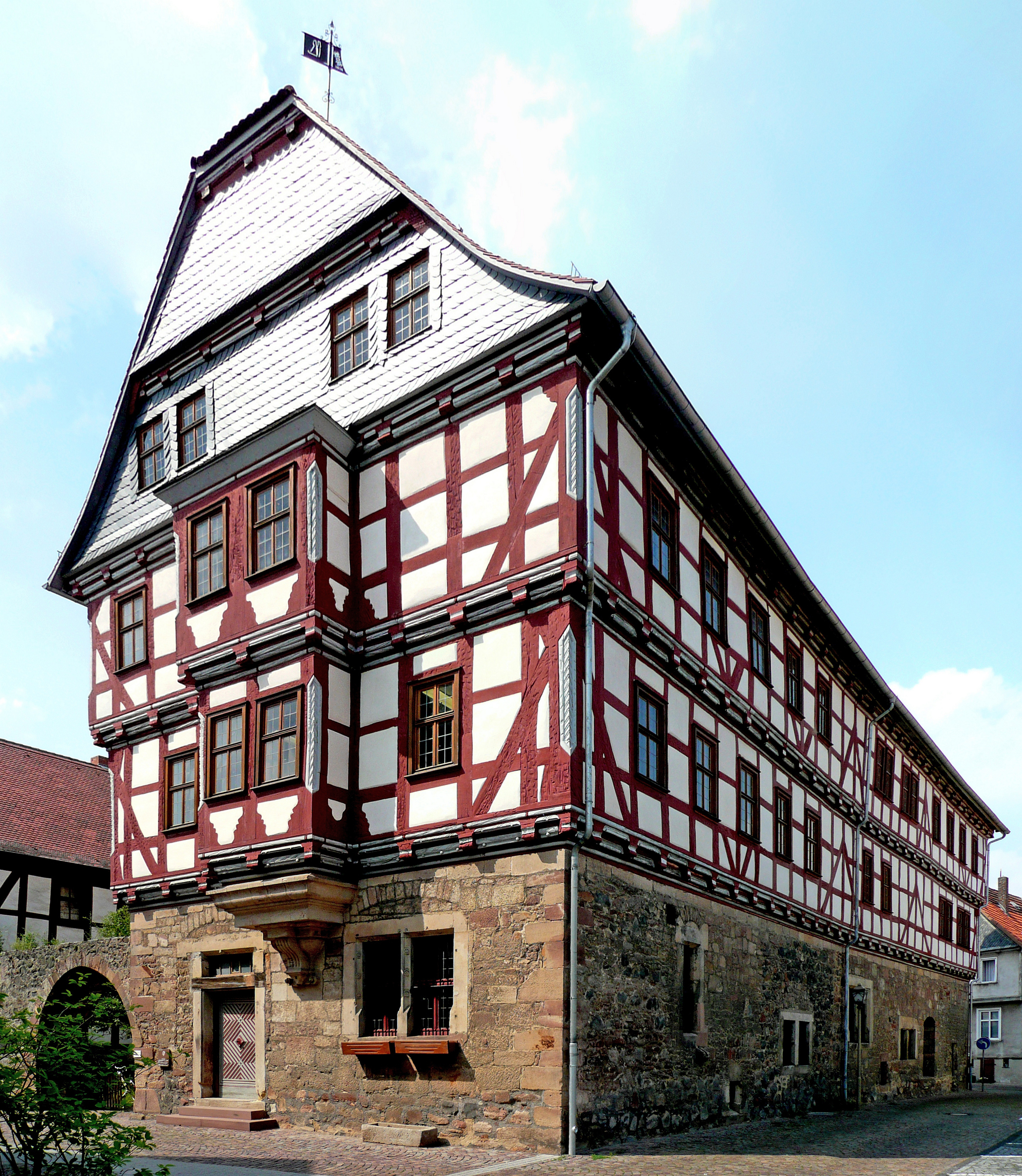
Das Hochzeitshaus

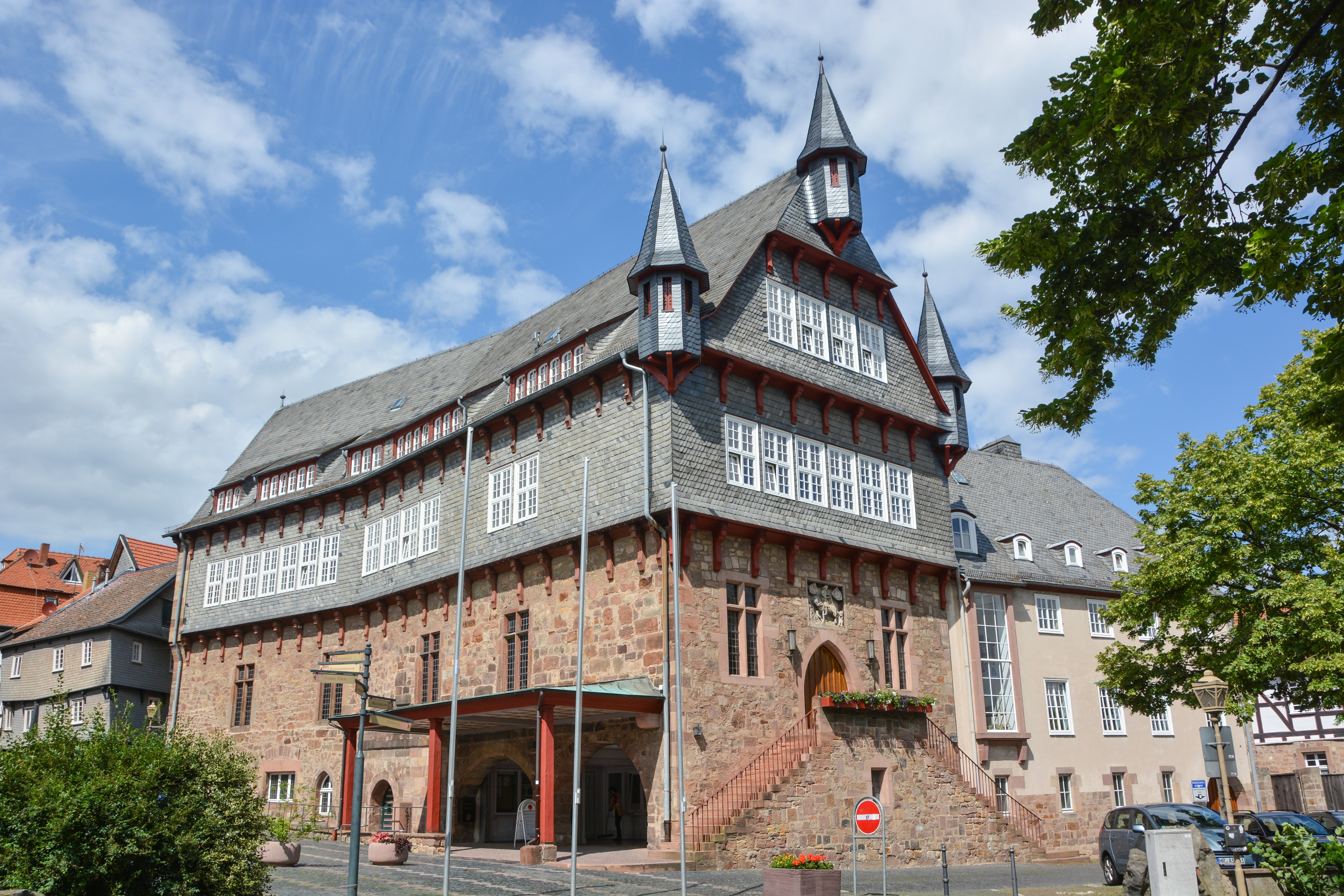
Das Rathaus, Blick von Südwesten

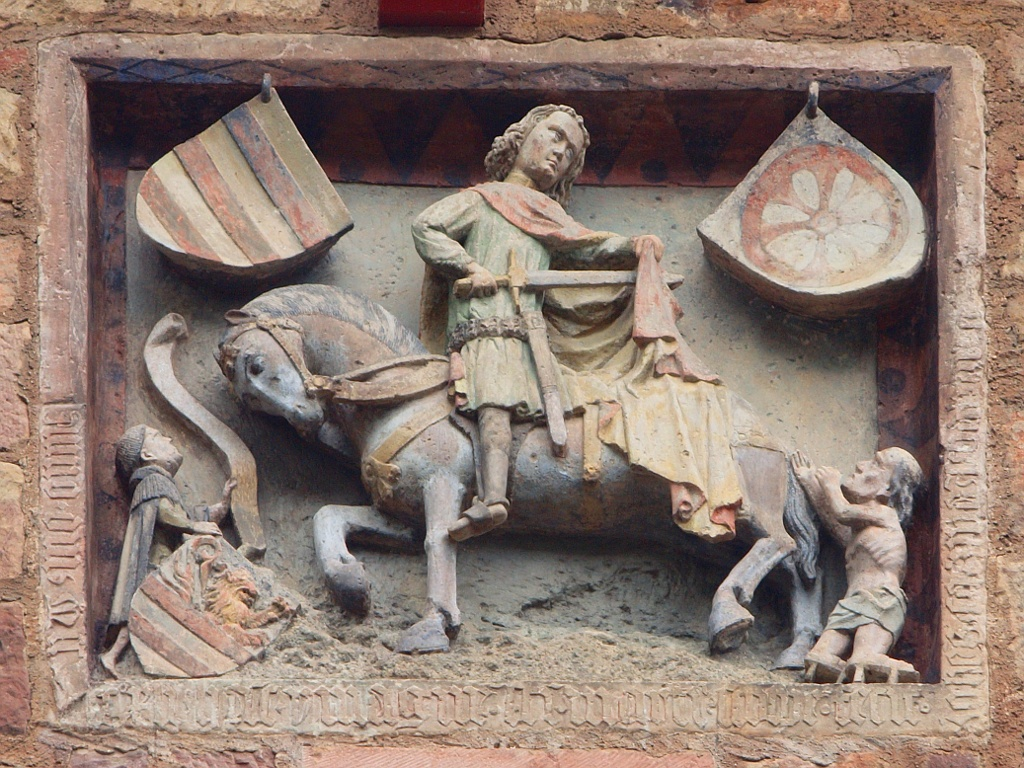
Martins-Relief am Rathaus: der Heilige Martin mit dem Bettler. Rechts oben das Wappen der Erzbischöfe von Mainz, links oben das Wappen des Mainzer Domkapitels und links unten der Stifter des Reliefs, Johannes Katzmann, mit seinem Wappen.

Zu den Besonderheiten Fritzlars zählt das gut erhaltene mittelalterlich geprägte Stadtbild mit zahlreichen Fachwerkhäusern einschließlich der weithin intakten 2,7 km langen Stadtmauer, die den mittelalterlichen Stadtkern umringt.
Ausgangspunkt und Zentrum der Stadtentwicklung war der im 8. Jahrhundert errichtete Vorgängerbau der Kloster- und Stiftskirche St. Peter, deren heutiges Gebäude, der Fritzlarer Dom, in zwei romanischen Bauphasen vom späten 11. bis zum frühen 13. Jahrhundert entstand und das Stadtbild überragt. Die gotische Kirche des ehemaligen Franziskanerklosters ist heute evangelische Gemeindekirche, während die übrigen und modernisierten Gebäude dieses Klosters heute zum Krankenhaus „Hospital zum Heiligen Geist“ gehören.
Das Rathaus ist das älteste urkundlich erwähnte (1109) und noch heute als solches genutzte Amtshaus in Deutschland. Es zeigt ein Steinrelief des Schutzheiligen der Stadt, St. Martin, von 1441. Viele Stadthäuser, insbesondere um den Markt herum, stammen aus dem 15. bis 17. Jahrhundert und sind sorgsam restauriert. Der Marktplatz bietet heute eine malerische Kulisse.
Die etwa 2,7 km lange, 7,5 bis 10 m hohe und an ihrer Basis durchschnittlich 3 m dicke Stadtmauer war an strategischen Stellen mit Türmen versehen und an mindestens fünf Stellen durch Hurden verstärkt, wurde jedoch im Siebenjährigen Krieg auf Befehl französischer Besatzungstruppen auf etwa zwei Drittel ihrer Höhe geschleift. Von den einst 23 Wehrtürmen stehen heute noch zehn: Frauenturm, Grauer Turm, Grebenturm, Rosenturm, Jordanturm, Regilturm, Turm am Bad, Bleichenturm, Kanzel und Winterturm (die vier letzteren als Teil der Mauer um die sogenannte Neustadt). Mit 38,5 m Höhe ist der 1274 erstmals erwähnte „Graue Turm“ der höchste noch stehende städtische Wachturm in Deutschland. Nur hier ist ein kurzes Stück der ehemaligen Mauerkrone mit Wehrgang zu sehen, das in den 1980er Jahren wieder hergerichtet wurde. Lediglich Turmstümpfe bestehen noch von: Alter Turm, Kalars, Petersturm, Nadelöhrturm, Zuckmantel, Steingossenturm und Pavillon sowie von zwei namenlosen Türmen. Die der Mauer vorgelagerten Wallgräben sind heute, bis auf geringe Reste an der Westseite der Altstadt, fast vollständig verschwunden. Die meisten Stadttore mit ihren Barbakanen wurden in der ersten Hälfte des 19. Jahrhunderts abgebrochen, da sie den Verkehr behinderten: das Hospitaltor 1823, das Werkeltor 1829, das Fleckenborntor (am Fuße des „Ziegenbergs“) 1834 sowie der prächtige Torturm des Haddamartors 1838.
Außerhalb der Stadt stehen noch heute fünf der ehemals sieben Warten, die in der zweiten Hälfte des 14. Jahrhunderts bzw. 1425 (Galbächer Warte) als Wachposten und, mit ihren Ringmauern, als Zufluchtsorte erbaut wurden und teilweise durch Landwehren miteinander verbunden waren: Obermöllricher (Unröder) Warte, Kasseler Warte (in deren Nähe der kaiserliche General Piccolomini 1640 sein Feldherrenzelt stehen hatte), Hellenwarte, Eckerichswarte und Galbächer (Galberger) Warte. Die Auewarte wurde 1937 beim Bau des Militärflugplatzes abgerissen; die Holzheimer Warte verfiel schon im 18. Jahrhundert.

Mauertürme
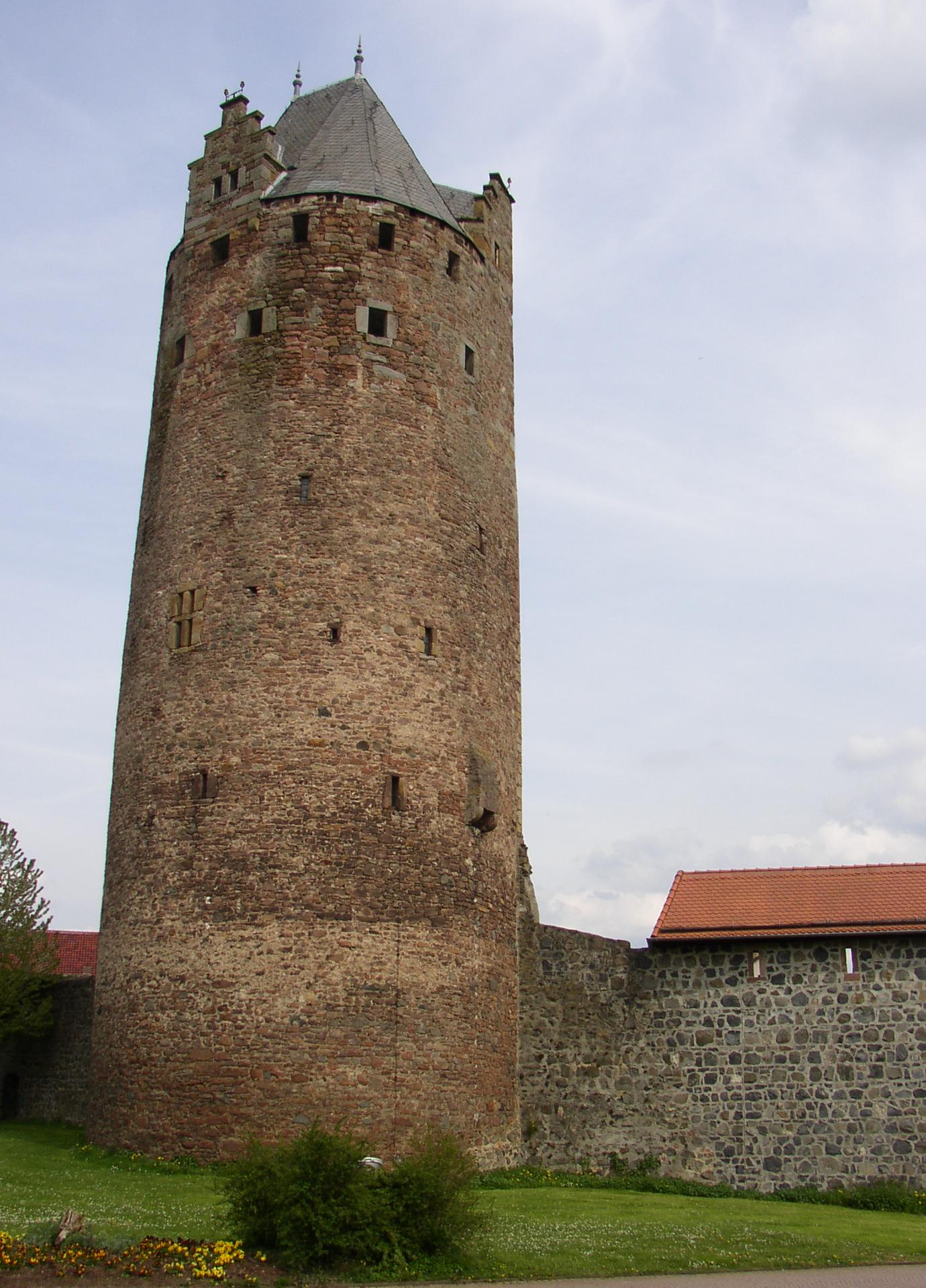
Der „Graue Turm“
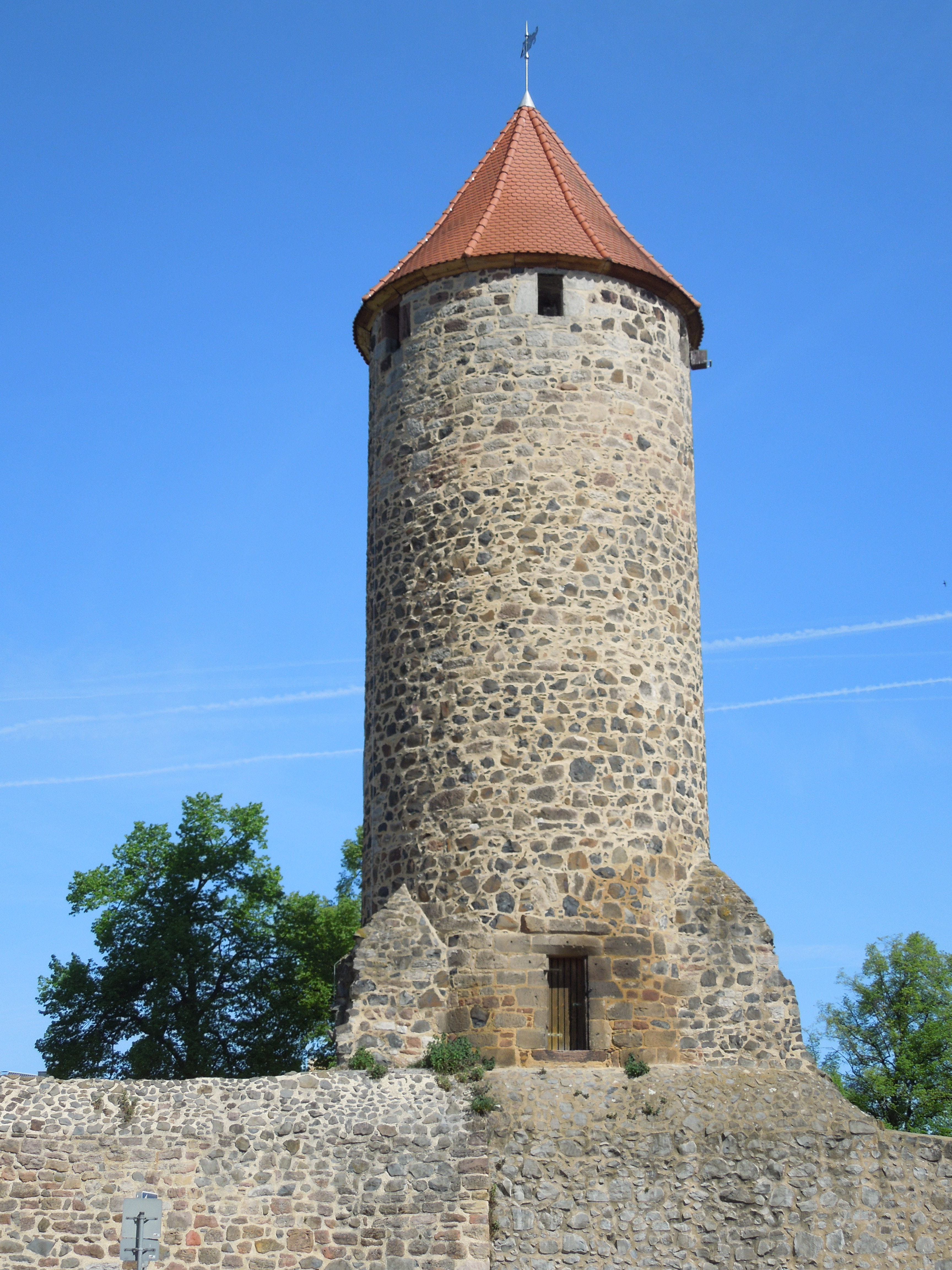
Der Grebenturm
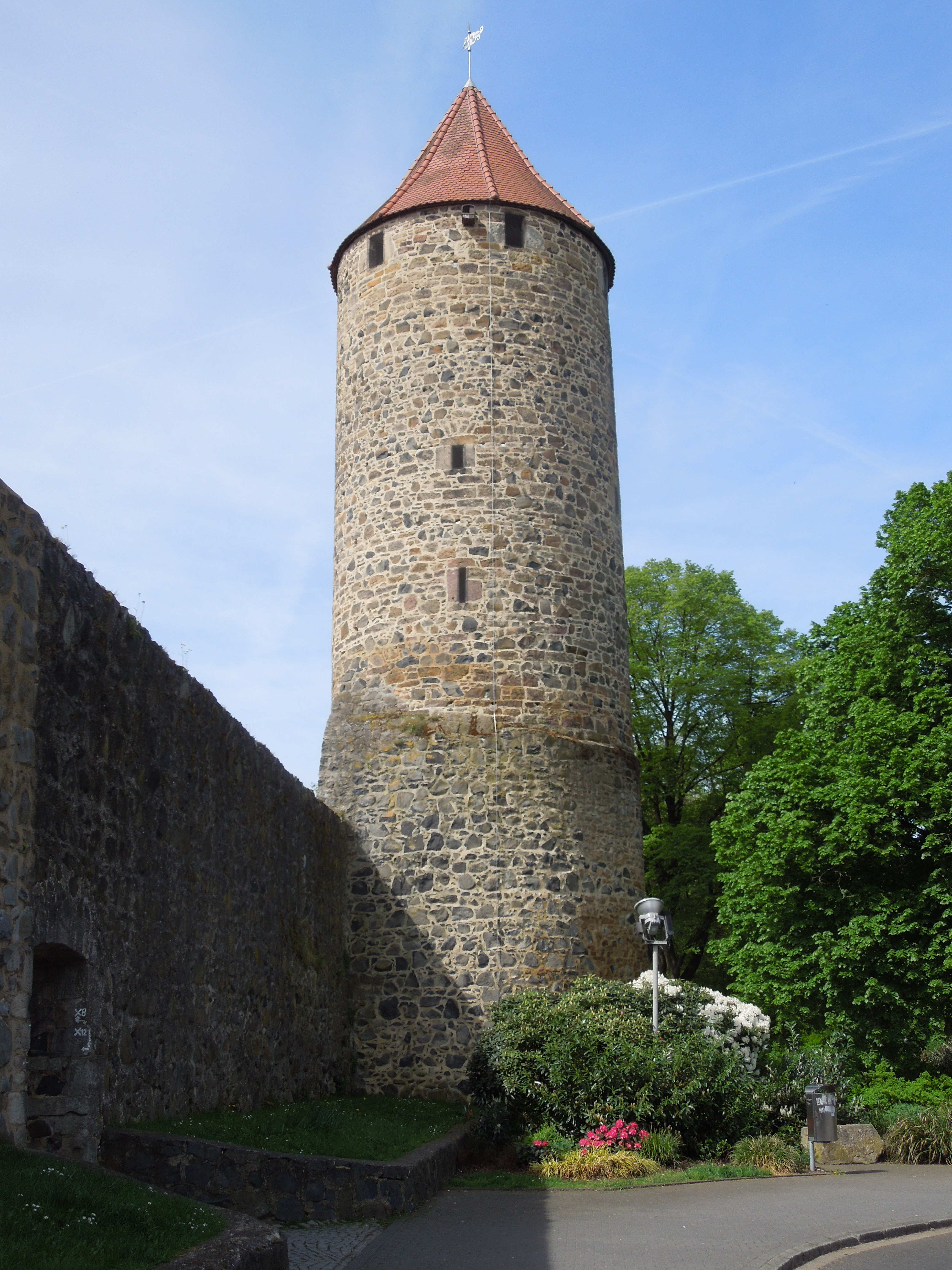
Der Rosenturm
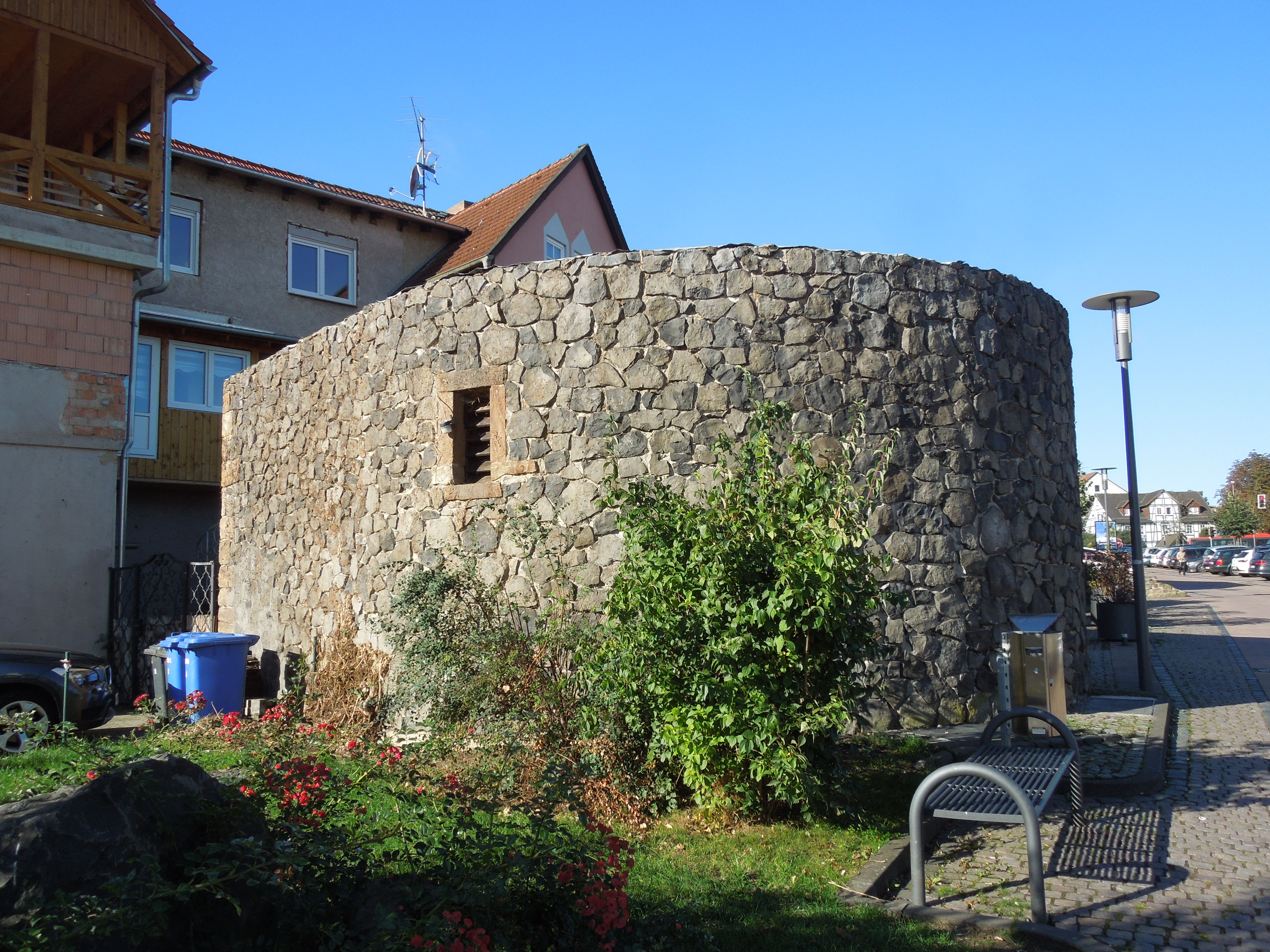
Rest des Alten Turms
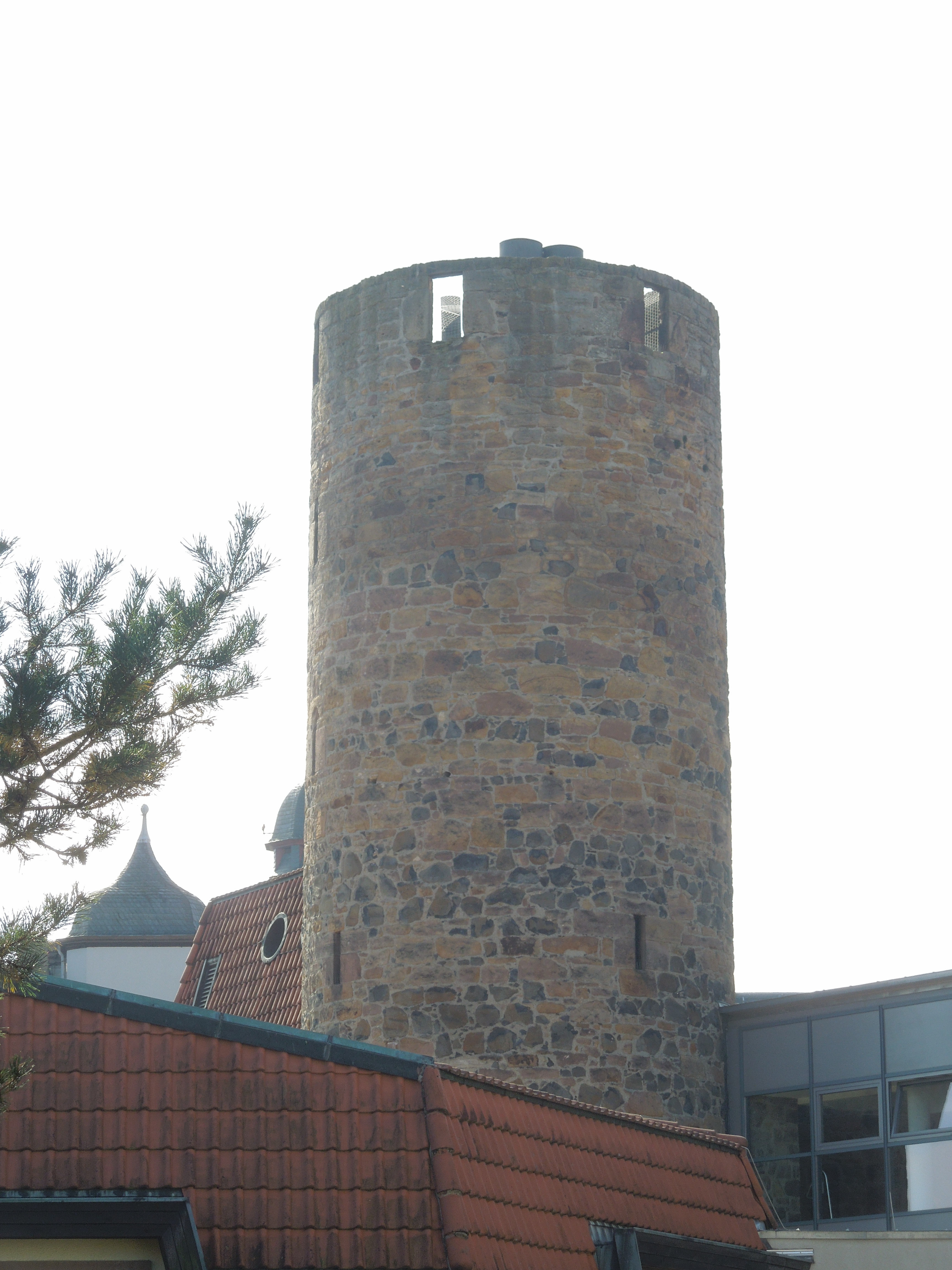
Der Jordanturm
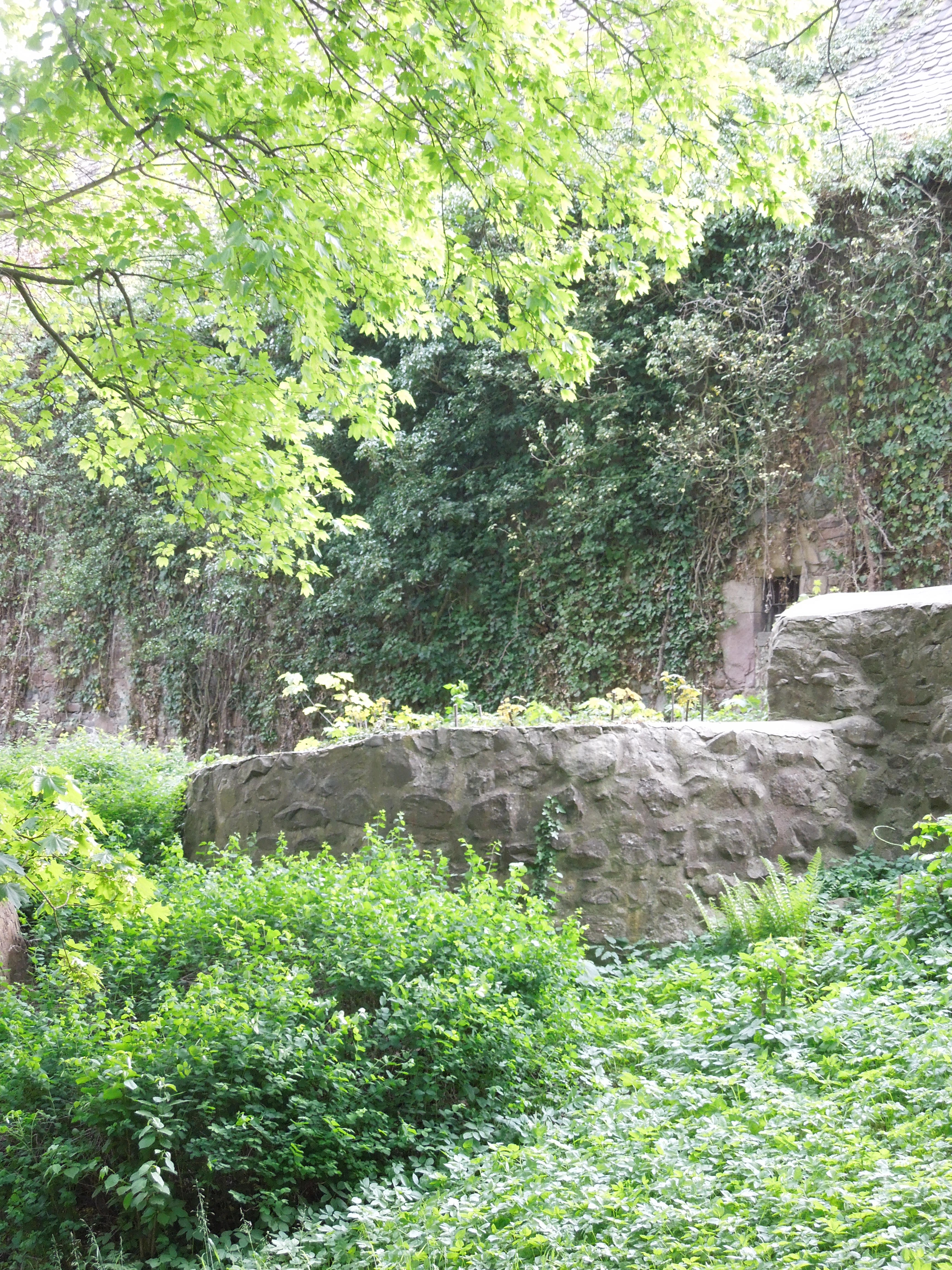
Stumpf des Kalars
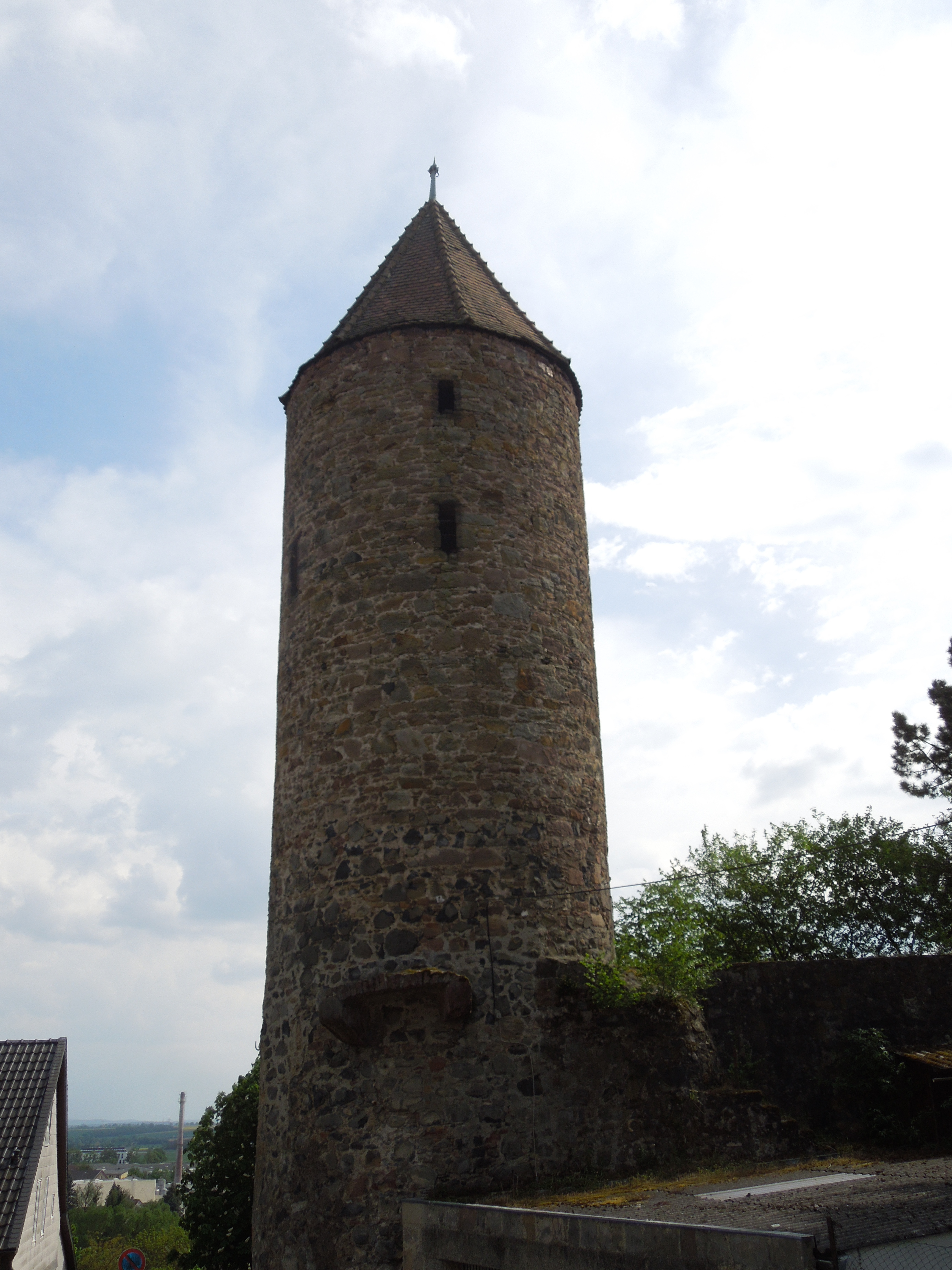
Der Regiltorturm
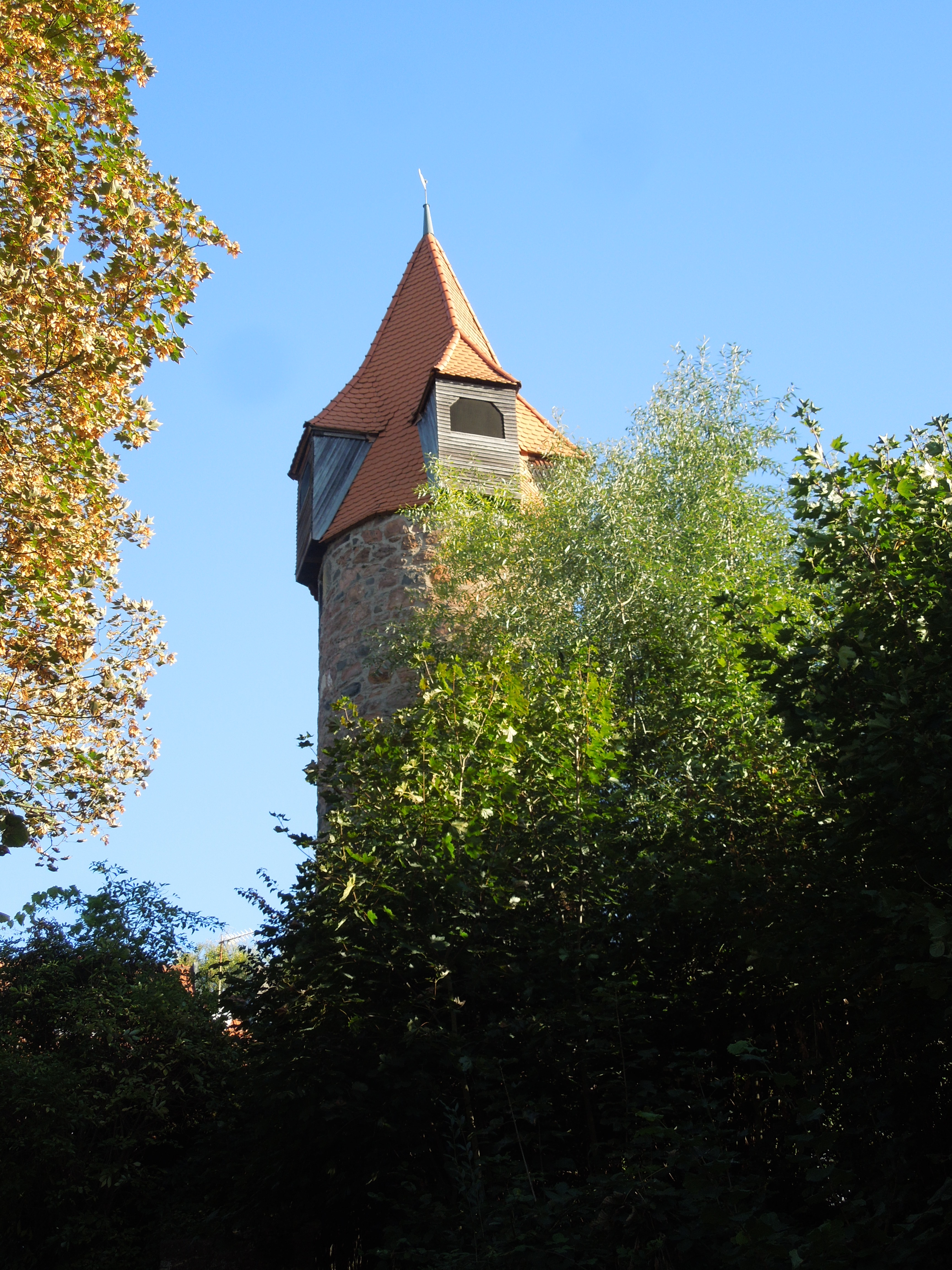
Der Turm am Bad
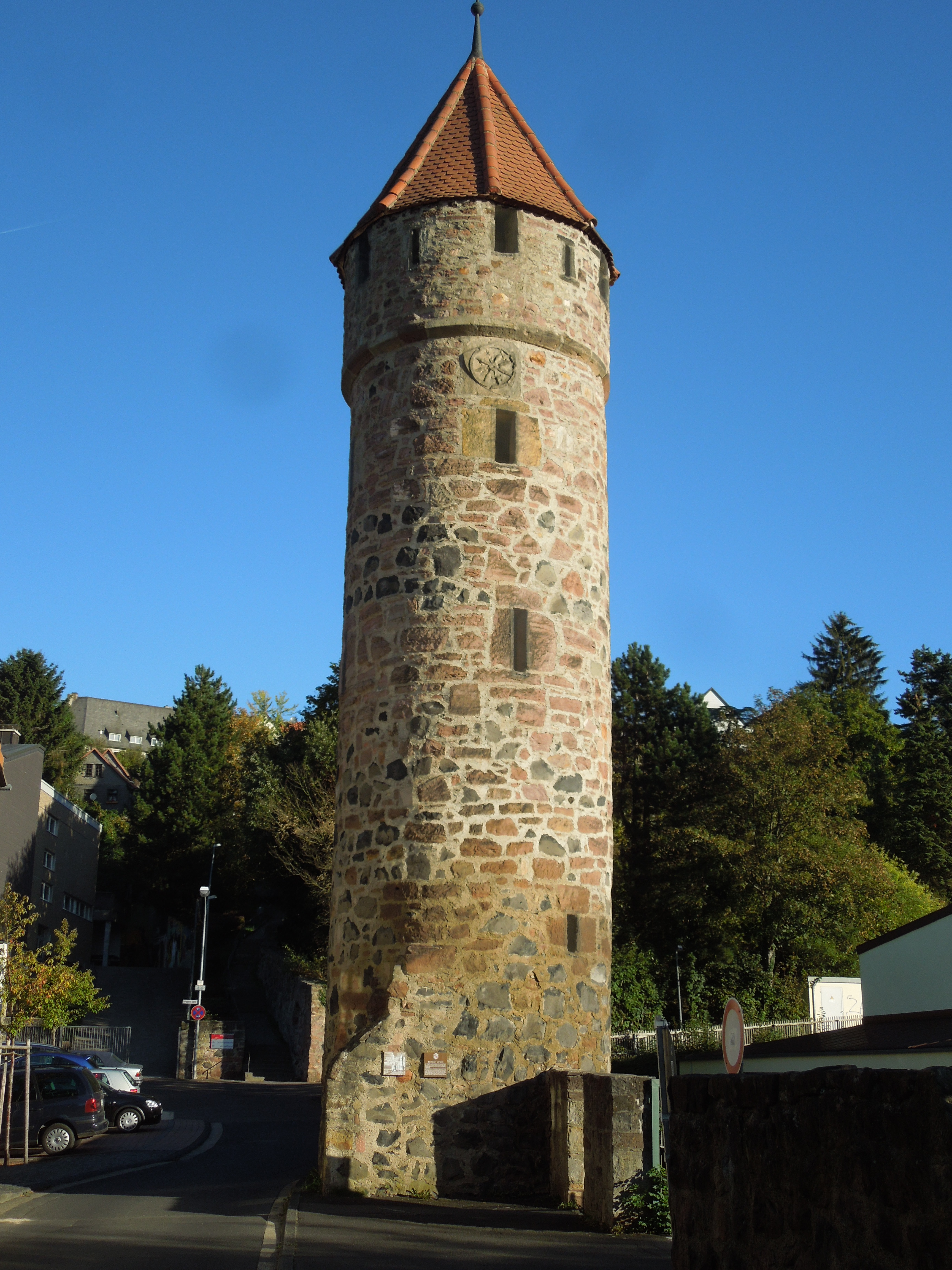
Der Bleichentorturm
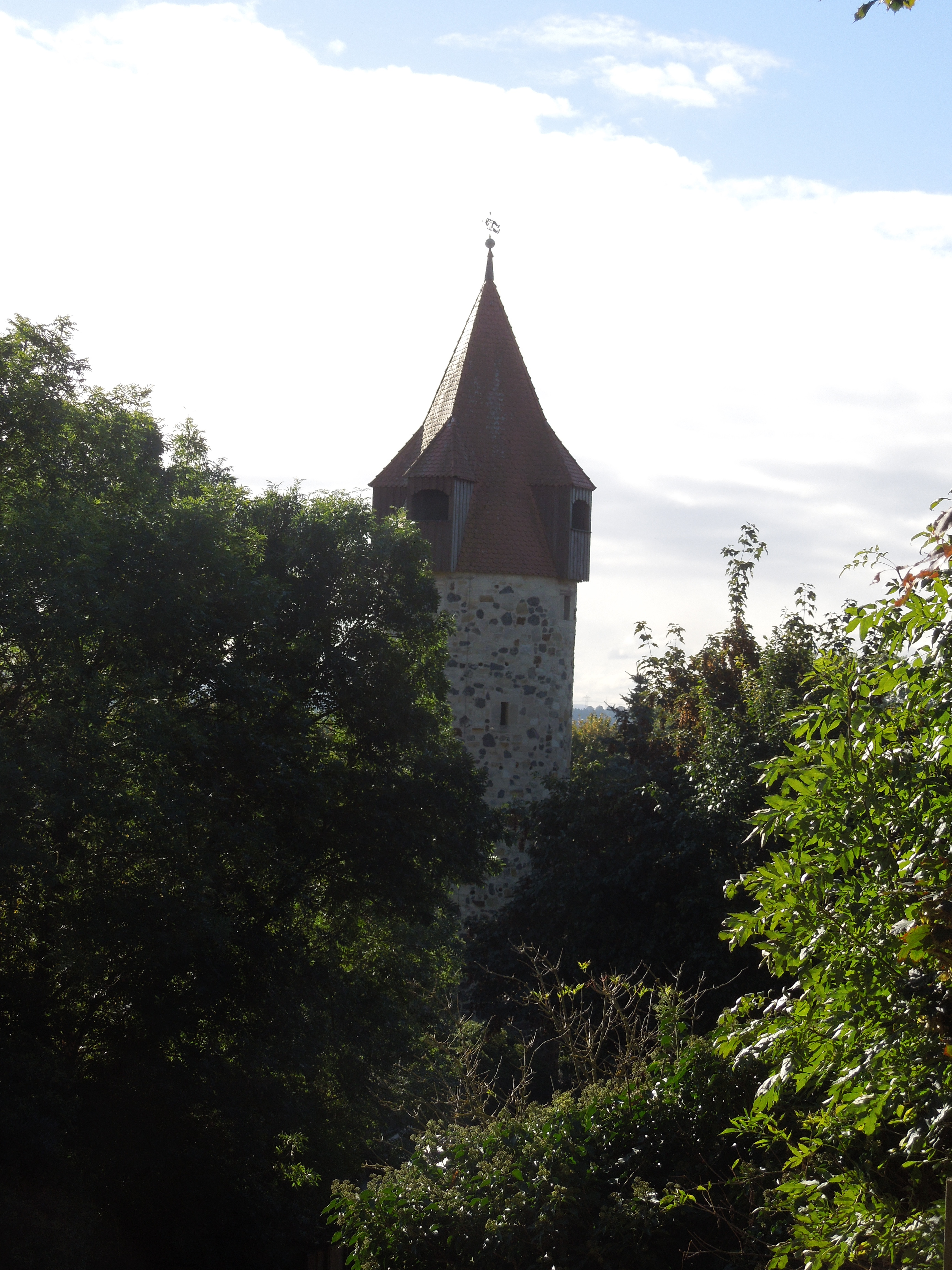
Die Kanzel
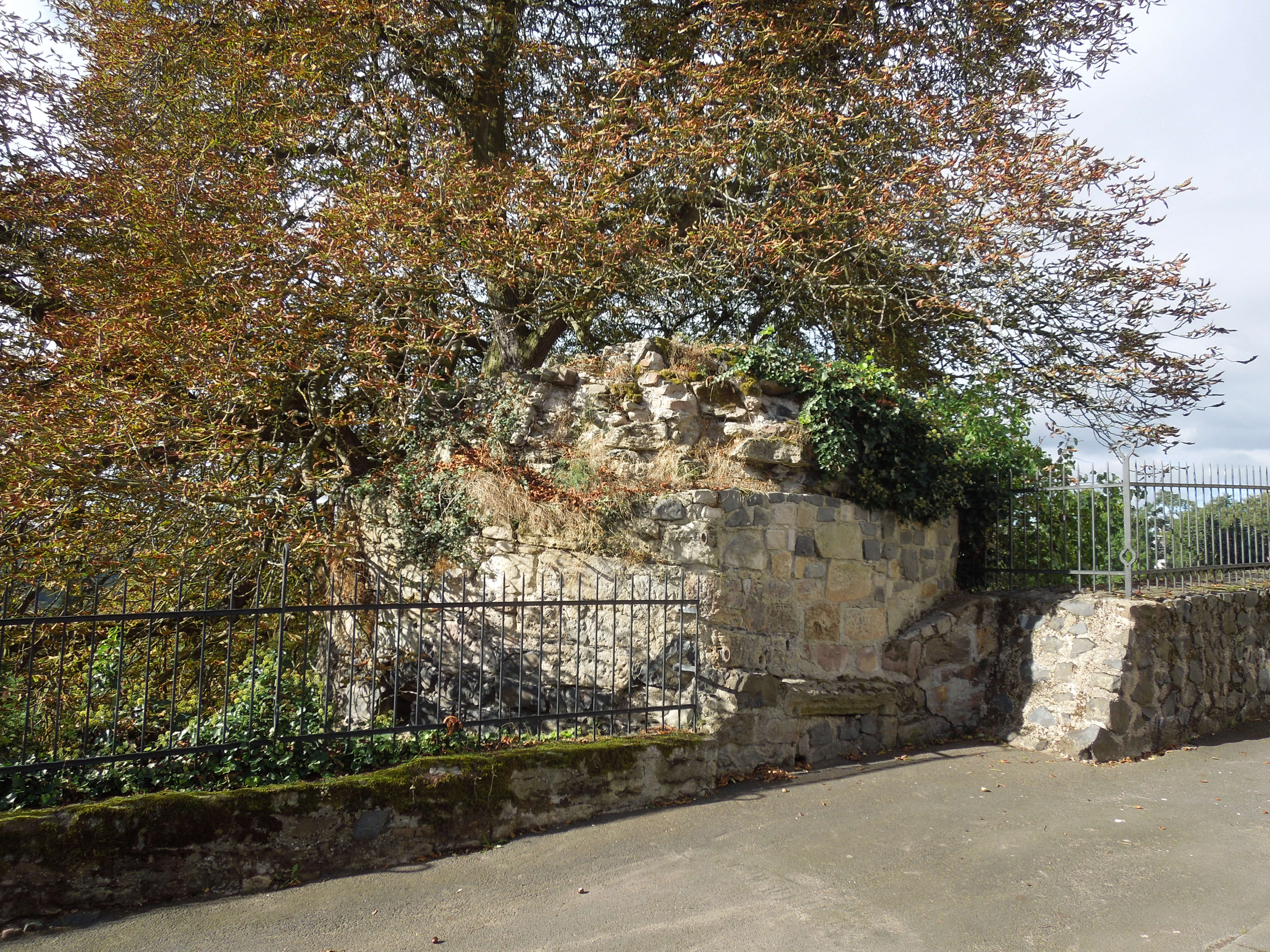
Rest des Turms ohne Namen
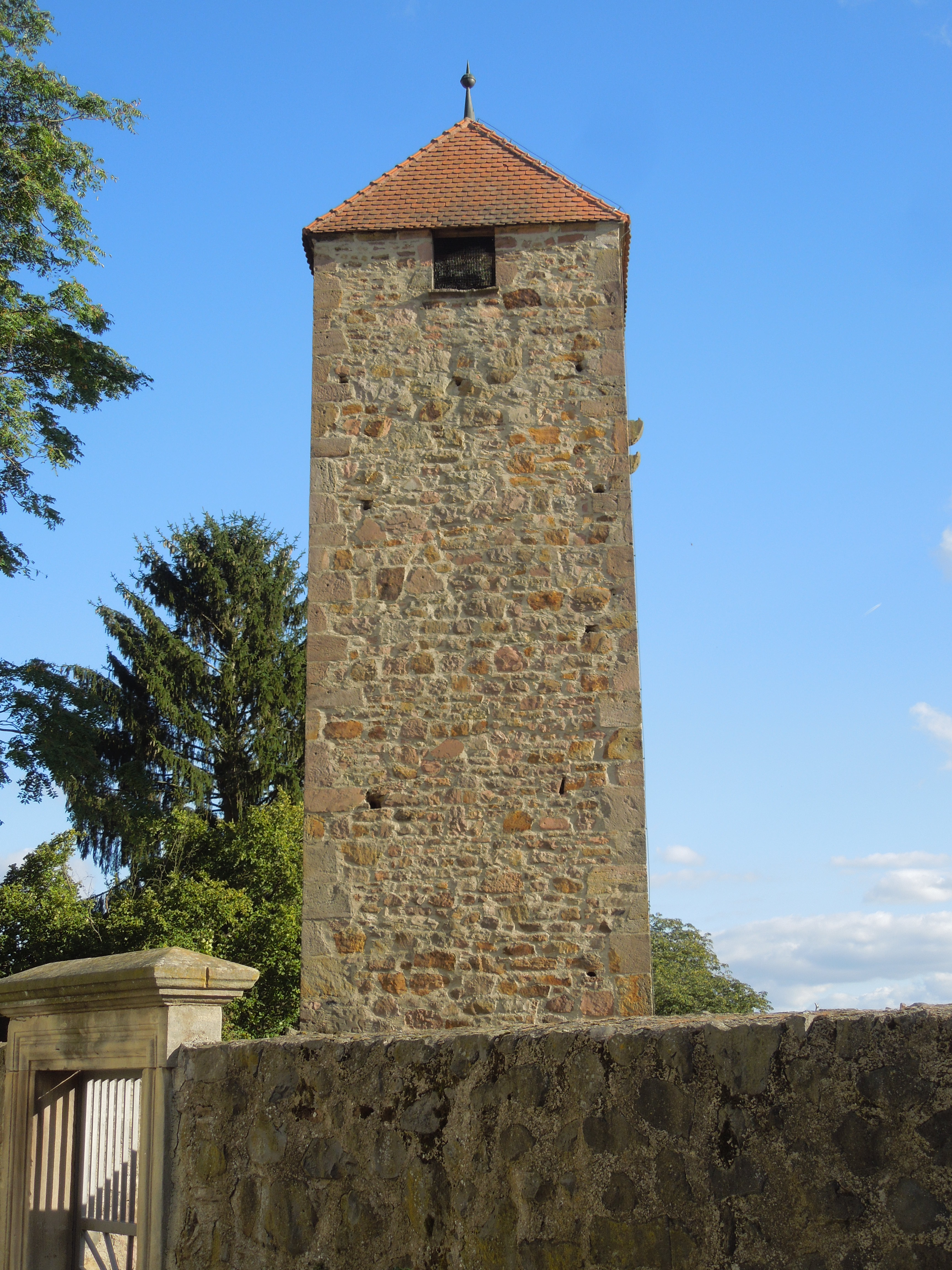
Der Frauenturm

Warten
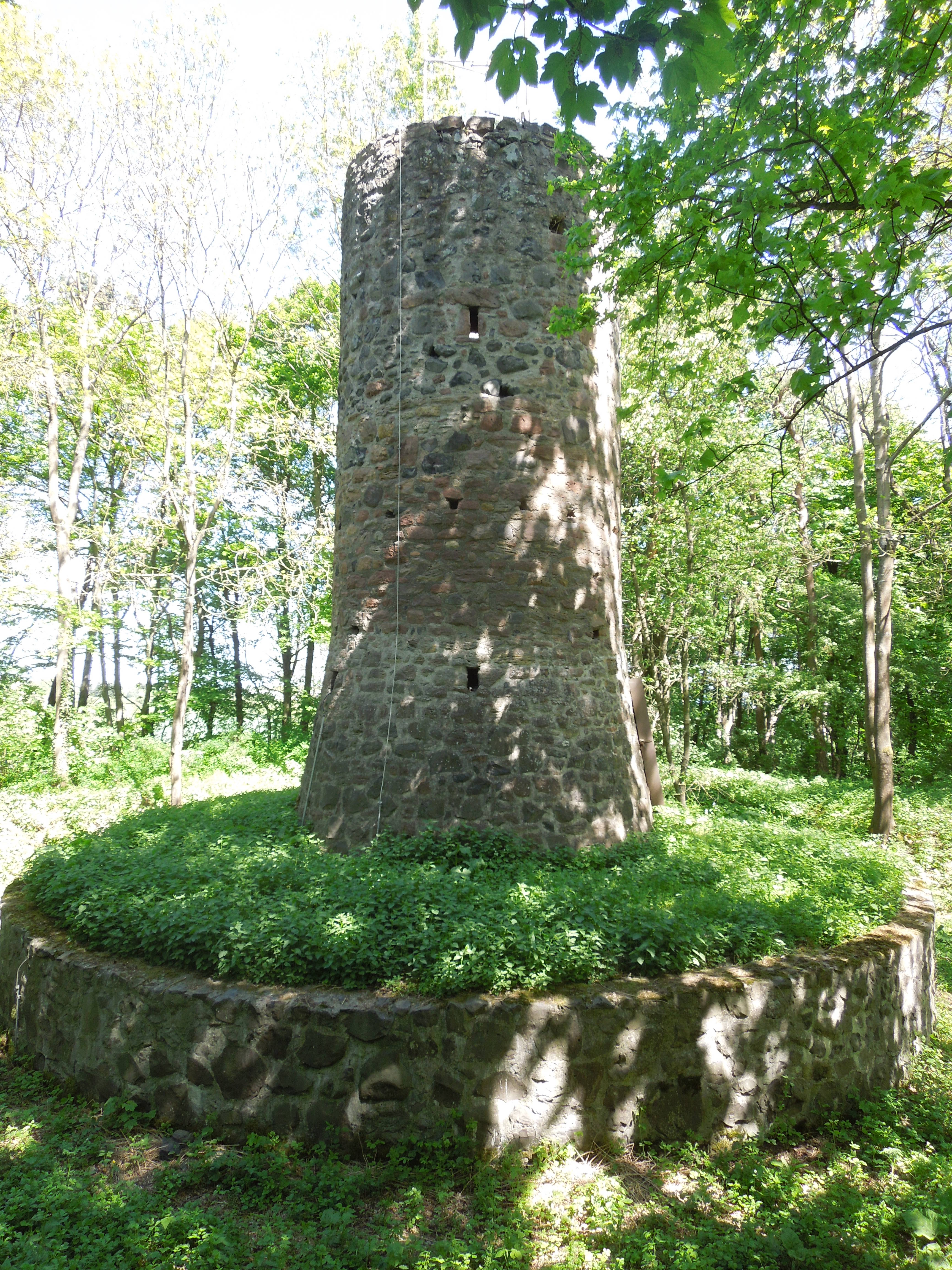
Die Eckerichswarte
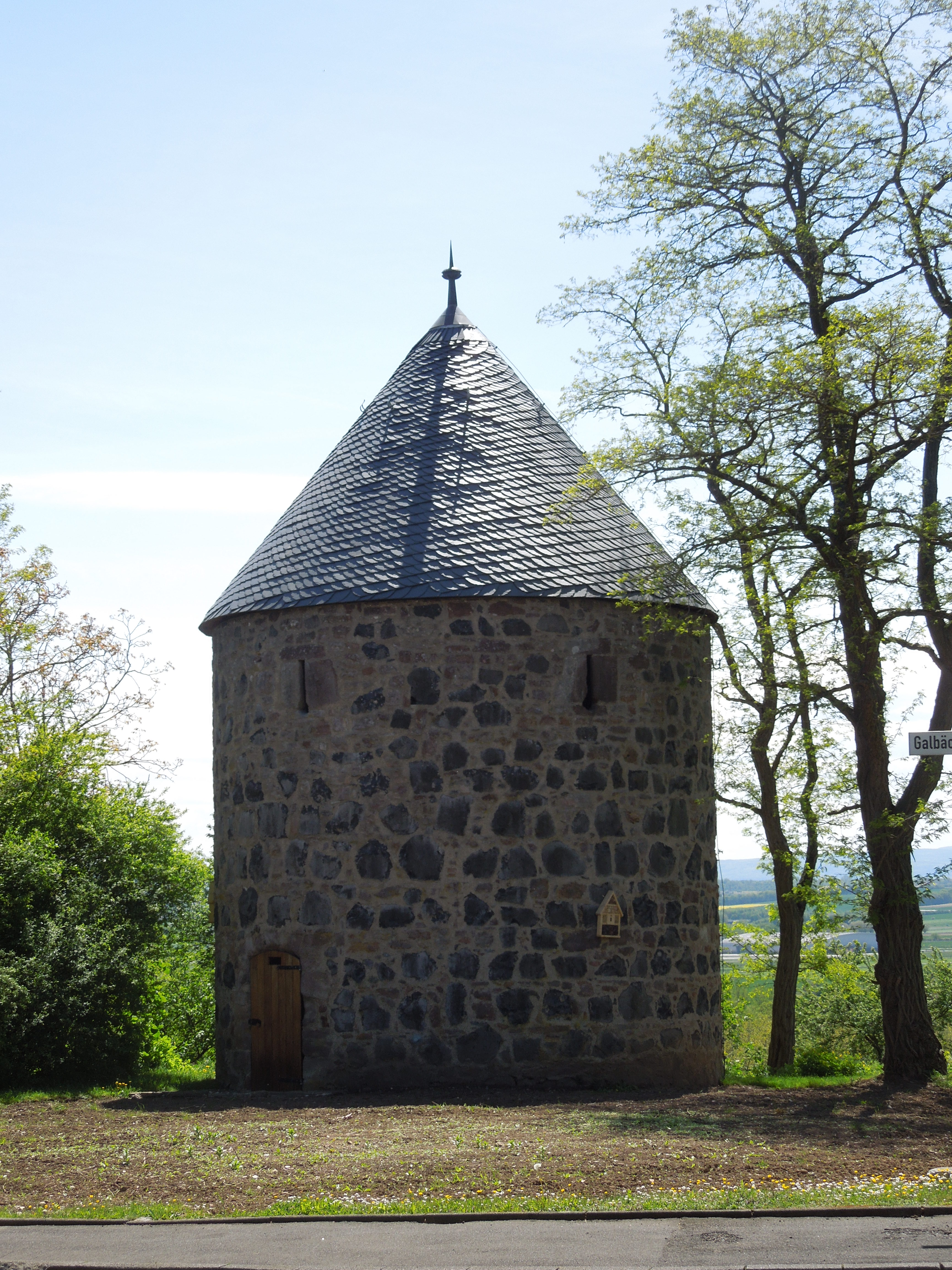
Die Galbächer Warte
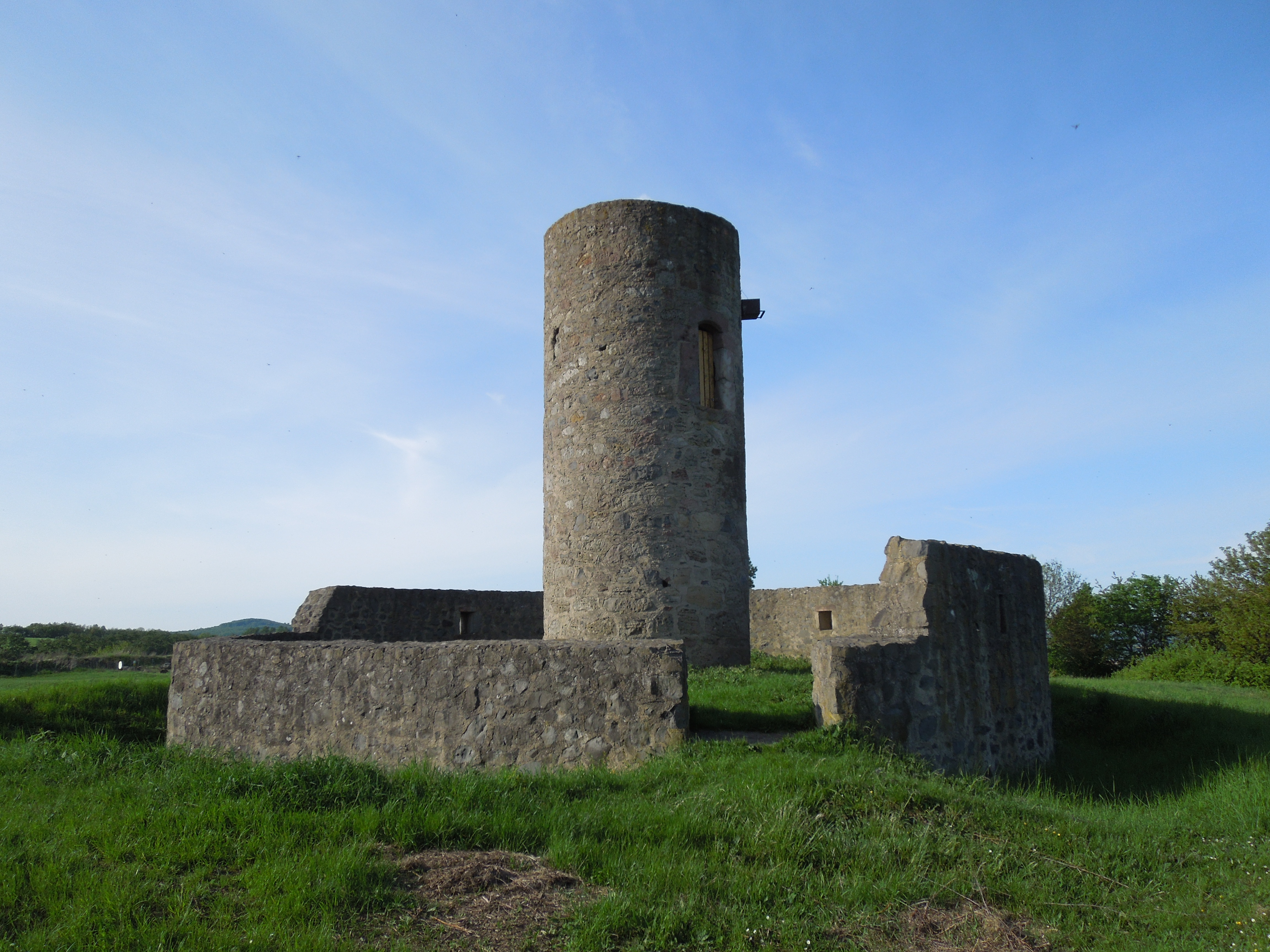
Die Hellenwarte
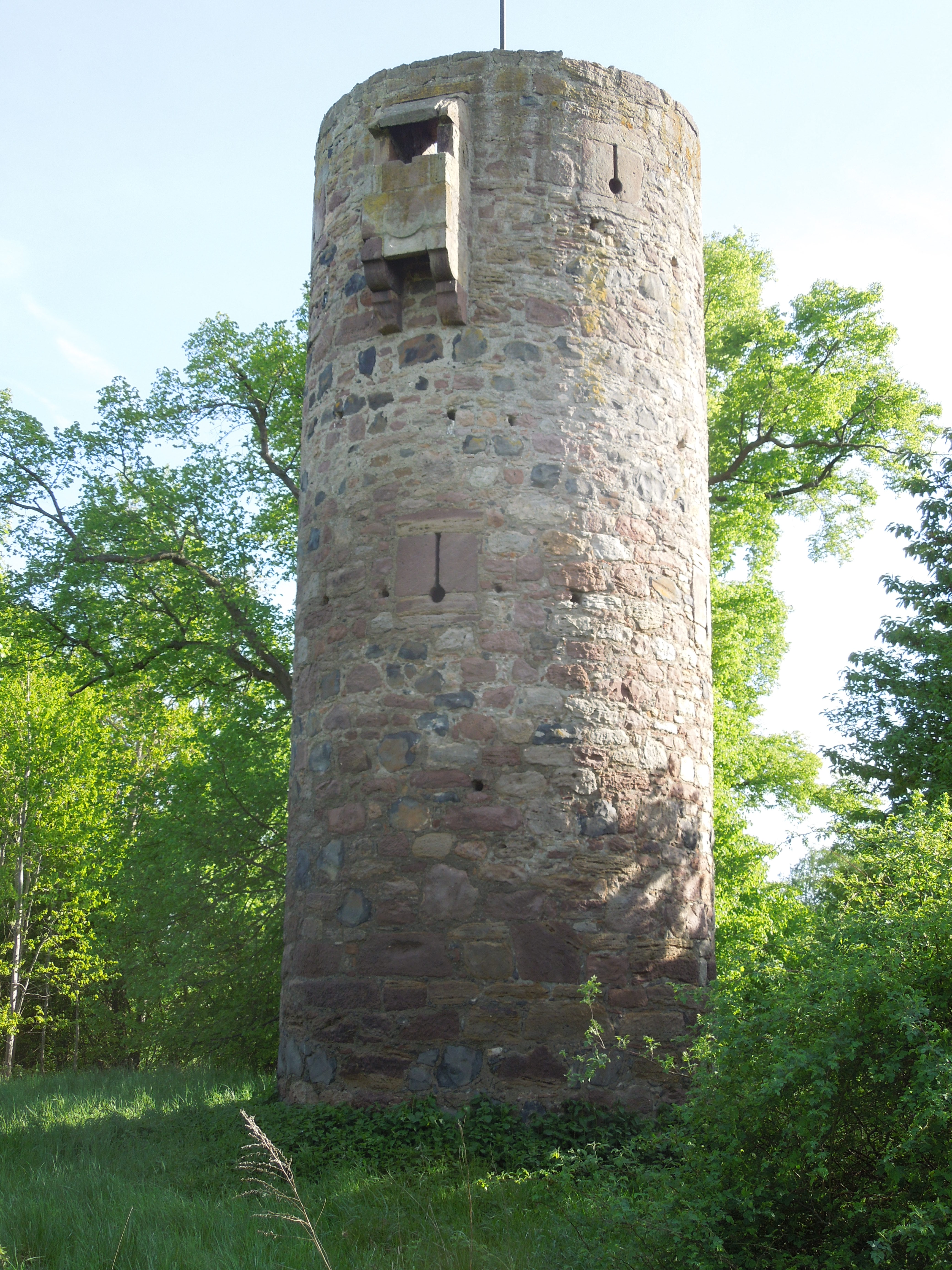
Die Kasseler Warte (2015)
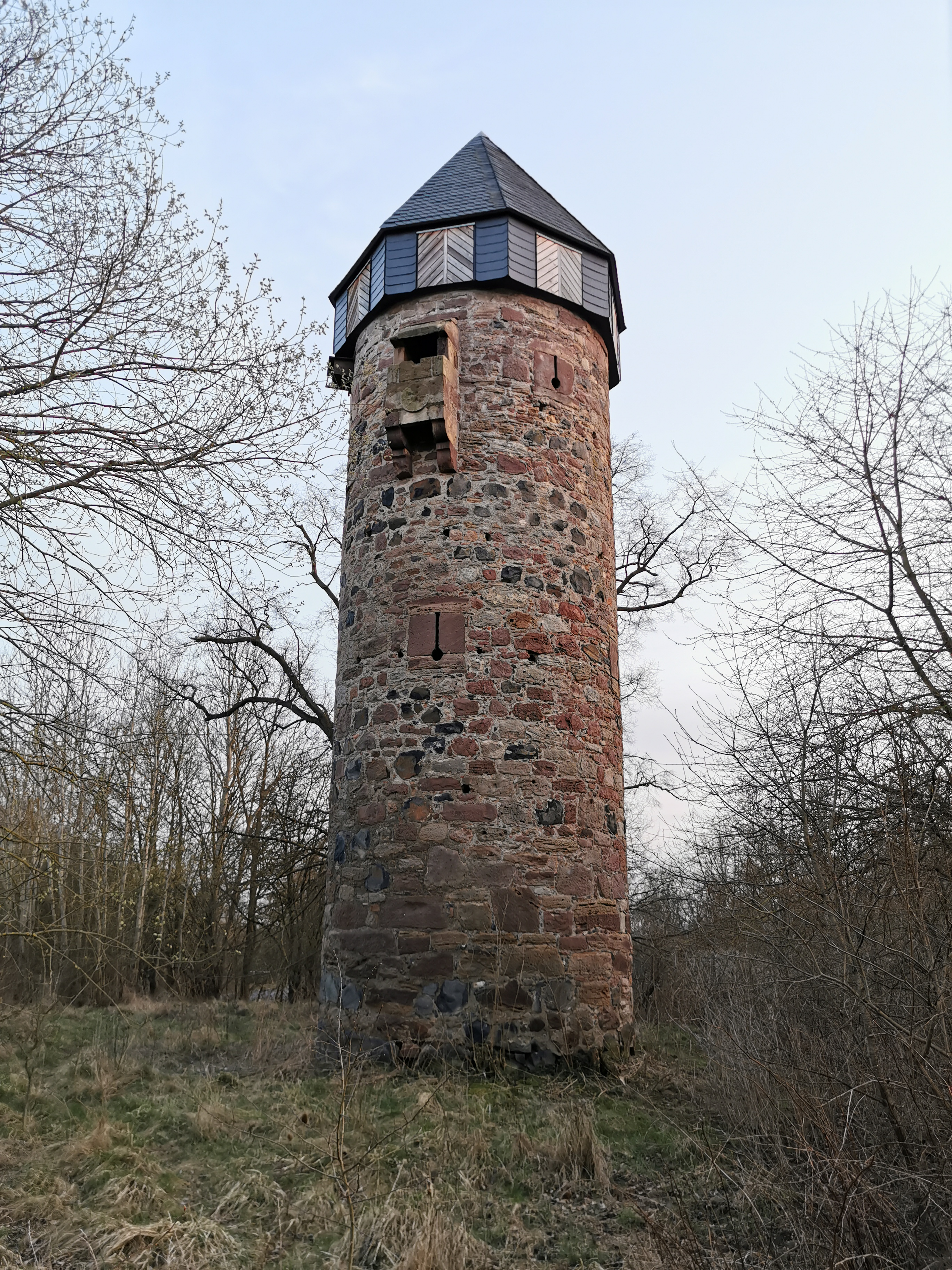
Kasseler Warte mit Bedachung von 2018
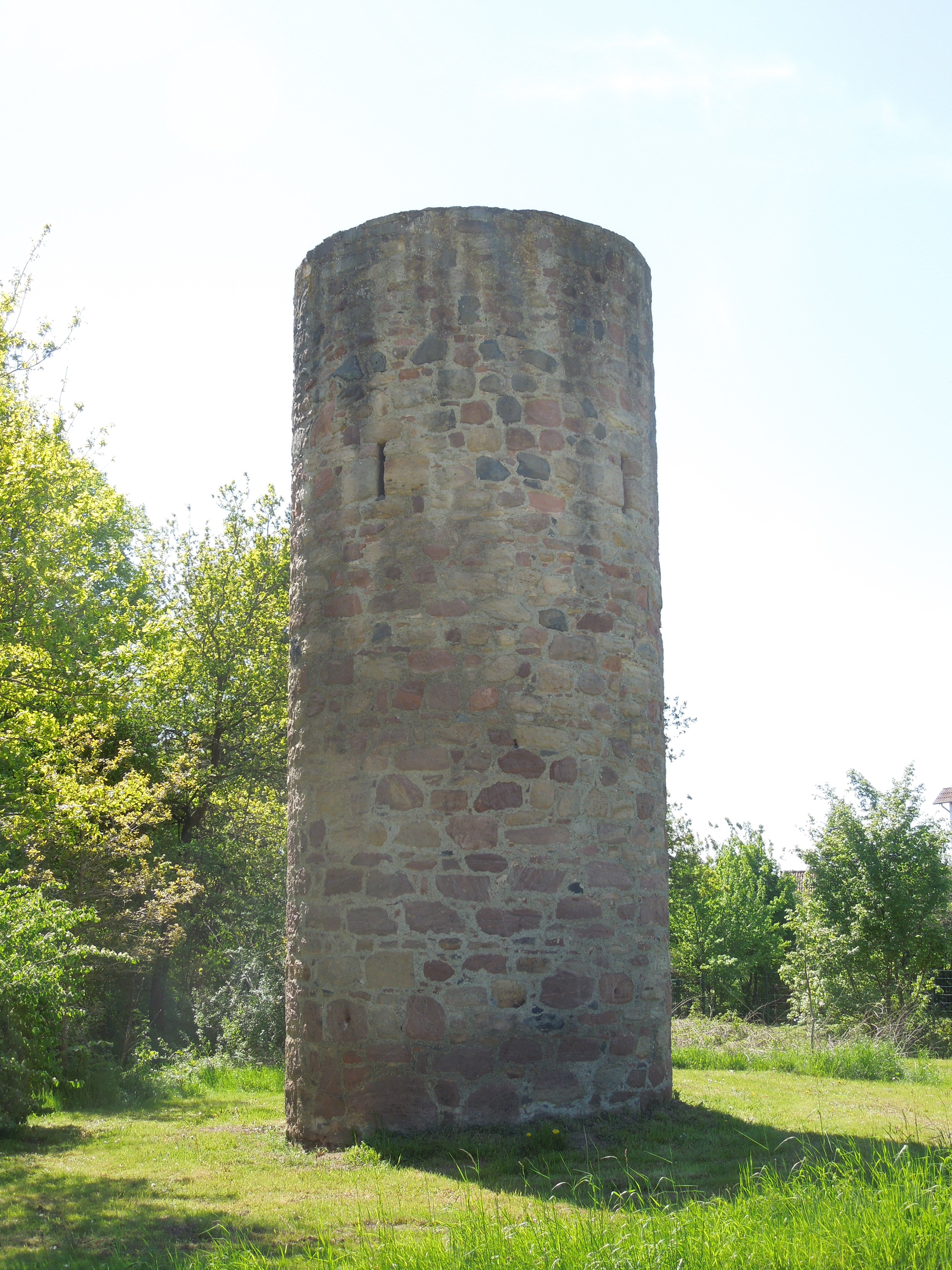
Die Obermöllricher Warte

## Geschichte

### Bonifatius, Donareiche und Stadtgründung

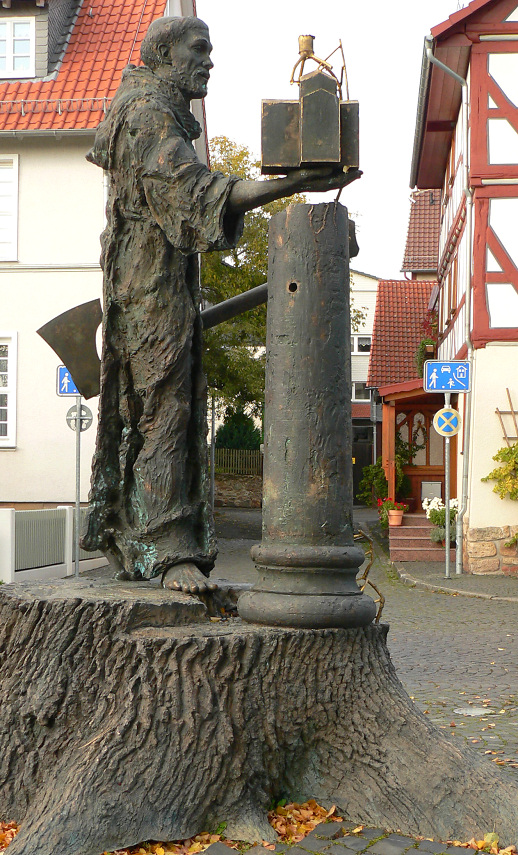
Bonifatius als Skulptur von 1999 in Fritzlar

Ausgangspunkt der Stadtentwicklung ist die Kirchengründung durch Bonifatius (Winfrid). Laut der Vita Sancti Bonifatii des Willibald von Mainz ließ Bonifatius um 723/24 in der Nähe Gaesmere (Geismar, heute ein Stadtteil von Fritzlar) die Donareiche auf dem heutigen Stadtgebiet Fritzlars fällen. Bonifatius wollte mit der Fällung der dem Gott Donar geweihten Eiche, die als eines der wichtigsten germanischen Heiligtümer galt, den Chatten die Überlegenheit des christlichen Gottes demonstrieren und ließ aus dem Holz des Baumes an einem nicht näher bezeichneten Ort ein St. Peter geweihtes Bethaus (oratorium) errichten.
Die Bonifatius-Vita des Willibald erwähnt den Bau einer dem St. Peter geweihten Kirche und eines Klosters um 732 in Friedeslar (Fritzlar) unter dem Abt Wigbert, an deren Stelle wohl später der heutige Fritzlarer Dom errichtet wurde. Aufgrund des St.-Peter-Patroziniums wird allgemein angenommen, dass sich auch schon das erste St. Peter geweihte Bethaus an der gleichen Stelle wie der heutige Dom befand.

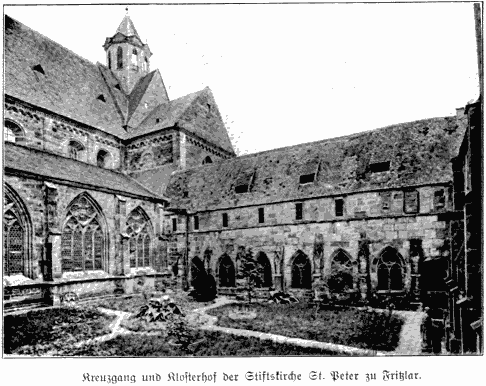
Kreuzgang und Klosterhof der Stiftskirche St. Peter zu Fritzlar 1912

Der genaue Standort der Donareiche ist unbekannt, aber die vordergründig unterschiedlichen Ortsangaben in der schriftlichen Überlieferung – „bei Geismar“ und „in Fritzlar“ – sind damit zu erklären, dass der Ort Frideslar erst nach dem Bau des Bethauses und der Gründung des Klosters entstand und „bei Geismar“ liegt. Man geht daher mehrheitlich davon aus, dass sich diese Ortsbezeichnungen auf die grundsätzlich gleiche Stelle beziehen. Das erste Bethaus des Bonifatius wurde demnach an der Stelle der Donareiche oder in deren unmittelbarer Nachbarschaft auf dem heutigen Domhügel errichtet. Damit wurde der Standort des heidnischen Heiligtums in Besitz genommen, der mühsame Transport des aus der Eiche geschlagenen Bauholzes an eine andere Baustelle entfiel, und der Ort ließ sich – wie später geschehen – gut zur Befestigung ausbauen.
In der Folgezeit entwickelte sich das Kloster zu einem bedeutenden Zentrum kirchlicher und weltlicher Gelehrsamkeit. Karl der Große, aus dessen Zeit die erste Kaiserpfalz in der Stadt stammt, verlieh dem Kloster, das ihm von Bischof Lullus von Mainz nach der Zerstörung durch den Einfall der Sachsen von 774 aufgetragen worden war, Reichsschutz und erhebliche Ländereien, und mit der Erhebung zur Reichsabtei im Jahre 782 begann die schnelle Entwicklung der umliegenden Siedlung zur Stadt. Das Kloster wurde spätestens 1005, nachdem seine ihm von Bonifatius zugewiesene Missionsaufgabe erfüllt war, in ein Kollegiatstift umgewandelt. Die Stiftsherren lebten nicht mehr in klösterlicher Gemeinsamkeit, sondern in ihren eigenen Häusern (Kurien), von denen noch heute einige beachtenswerte Gebäude aus dem 14. Jahrhundert das Stadtbild zieren. Das Stift wurde 1803 aufgelöst.

### Heinrich I. und mittelalterliche Reichspolitik
Die strategisch wichtige Lage der Stadt, im Grenzbereich zwischen fränkischem und sächsischem Siedlungsgebiet und an einem Kreuzungspunkt wichtiger frühmittelalterlicher Straßen aus verschiedenen Richtungen, machte Fritzlar zu einem bevorzugten Aufenthaltsort der deutschen Könige und Kaiser in Hessen, insbesondere im 10. und 11. Jahrhundert. Die Kaiserpfalz, wahrscheinlich schon zur Zeit Karls des Großen errichtet, ist allerdings heute nicht mehr vorhanden. So war Fritzlar bis zum Ausgang des 11. Jahrhunderts Ort bedeutsamer Reichstage, Versammlungen, Synoden und Kaiserbesuche.
In einem Gefecht bei Fritzlar im Jahr 906 verlor Graf Konrad der Ältere aus dem Geschlecht der Konradiner, die mit den Babenbergern um die Vorherrschaft in Franken kämpften, Schlacht und Leben. Nachfolger als Herzog von Franken wurde sein Sohn Konrad der Jüngere, der fünf Jahre später in Forchheim als Konrad I. auch zum Nachfolger seines Onkels Ludwigs des Kindes zum König des Ostfränkischen Reiches gewählt wurde. Die konradinische Burg am Westende der Stadt Fritzlar wurde damit zur Königspfalz.
Der wohl wichtigste Reichstag in Fritzlar war der von 919, auf dem Heinrich I., Herzog von Sachsen, am 12. Mai zum König des Ostfränkischen Reichs gewählt wurde. König Konrad I. war im Dezember 918 ohne Sohn verstorben und hatte seinem Bruder, Markgraf (und nach Konrads Tod Herzog) Eberhard von Franken, aufgetragen, Heinrich die Krone anzutragen, da seiner Ansicht nach nur Heinrich in der Lage war, den Streit zwischen Franken und Sachsen beizulegen, die süddeutschen Stammesherzogtümer Bayern und Schwaben sowie Lothringen wieder fest ins Reich einzubinden, und die Reichseinheit zu bewahren. Eberhard und in der Folge auch Herzog Burchard I. von Schwaben unterstützten die Wahl Heinrichs, aber Herzog Arnulf I. von Bayern unterwarf sich erst, als Heinrich 921 mit einem Heer in Bayern einmarschierte. Heinrich war damit der erste Sachse, der den fränkischen Nachfahren und Nachfolgern Karls des Großen auf dem Thron des ostfränkischen Reichs folgte.
Mehrfach war die Stadt in der Folgezeit Ort von Reichs- und Fürstentagen, und mindestens 15 Mal hielten die Kaiser, vor allem die Ottonen und Salier, bis 1145 in der Stadt Hof, Rat und Gericht. Der Fritzlarer Reichstag vom Mai 953, unter Vorsitz von Otto dem Großen, verfügte schwere Strafen gegen des Kaisers Sohn Liudolf und dessen Mitverschwörer wie den Herzog von Lothringen, Konrad den Roten, und den Mainzer Erzbischof Friedrich. Während der Auseinandersetzungen zwischen Heinrich IV. und dem Gegenkönig Rudolf von Schwaben war Fritzlar 1078/79 mindestens dreimal Ort von Verhandlungen zwischen den Parteien, bis Gefolgsleute Rudolfs die Stadt, die dortige Königspfalz und auch den Dom 1079 in Schutt und Asche legten.
Bedeutsam waren auch die drei in Fritzlar gehaltenen Synoden in den Jahren 1118, 1244 und 1259. Auf der vom päpstlichen Kardinallegaten Kuno von Praeneste geleiteten Generalsynode in Fritzlar von 1118 wurde der päpstliche Bann gegen Kaiser Heinrich V., der in einem neuen Investiturstreit mit dem Papst lag, verkündet und bestätigt. Gleichzeitig wurde Fürstbischof Otto von Bamberg von der päpstlichen Partei seines Amtes enthoben, weil er als Reichskanzler seinem Kaiser im Streit mit Rom treu geblieben war. Auf derselben Synode verteidigte sich Norbert von Xanten, der nachmalige Gründer des Prämonstratenserordens und spätere Erzbischof von Magdeburg, durch seine Berufung auf Johannes den Täufer erfolgreich gegen den Vorwurf der Ketzerei, den die Amtskirche wegen seiner charismatischen Reform- und Bußpredigten als Wanderprediger erhoben hatte. Die Generalsynode am 30. Mai 1244 wiederholte die päpstliche Belegung Kaiser Friedrichs II. und die erzbischöflich-mainzische Belegung der Stadt Erfurt mit dem Bann und erließ 14 Statuten zur Stärkung der kirchlichen Ordnung und Disziplin. Die Synode von 1259 erließ ebenfalls eine Reihe von Verordnungen zu Fragen der kirchlichen Verwaltung und Disziplin; darunter waren auch die Verweisung der Begarden und Beginen sowie die Verfügung, dass am Karfreitag kein Jude dabei gesehen werden dürfe, wie er aus einem Fenster blicke oder in der Tür stehe.
Die Reichspolitik streifte Fritzlar noch einmal im Jahr 1400. Herzog Friedrich von Braunschweig und Lüneburg wurde auf dem Fürstentag in Frankfurt als Gegenkönig zu Wenzel von Luxemburg vorgeschlagen, aber Erzbischof Johann II. von Mainz favorisierte stattdessen den Pfalzgrafen Ruprecht, so dass die beiden Parteien im Unfrieden aus Frankfurt abreisten. Friedrich wurde auf seiner Heimreise am 5. Juni 1400 bei Fritzlar, in der Nähe des heutigen Dorfes Kleinenglis, vom Grafen Heinrich VII. von Waldeck und dessen Kumpanen Friedrich III. von Hertingshausen und Konrad (Kunzmann) von Falkenberg ermordet – allesamt Lehnsmannen und Ministeriale von Kurmainz. Wenzel durfte seine Krone bis zum 20. August behalten, ehe er dann doch abgesetzt und durch Ruprecht ersetzt wurde. An den Mord von 1400 erinnert seit dem 15. Jahrhundert das am Tatort errichtete sogenannte Kaiserkreuz von Kleinenglis.

### Territorialer Zankapfel

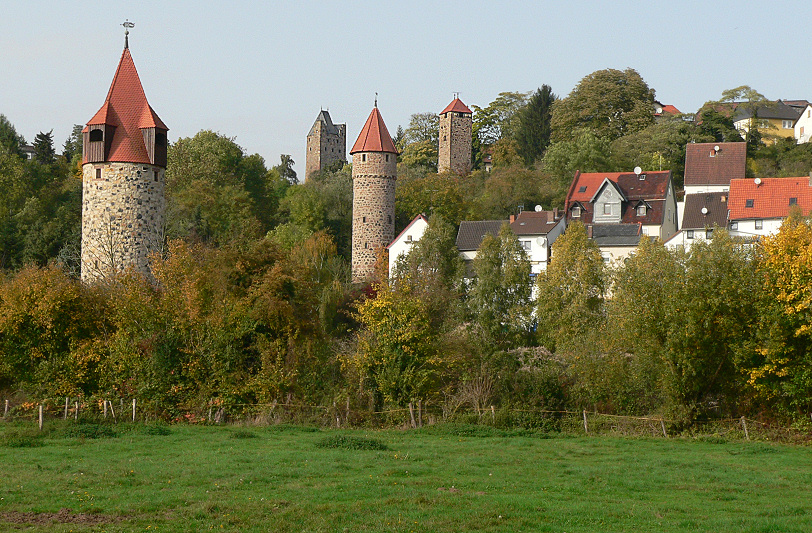
Blick von der Ederniederung auf vier Türme der Stadtmauer

Auf Grund seiner Lage im Grenzgebiet zwischen fränkischen und sächsischen Ländereien, später als erzbischöflich mainzische Enklave in der Landgrafschaft Thüringen und anschließend in der Landgrafschaft Hessen, war die Stadt immer wieder Anlass, Ausgangspunkt oder Ort kriegerischer Auseinandersetzungen – zwischen Sachsen und Franken, zwischen geistlichen und weltlichen Herren und zwischen katholischen und protestantischen Fürsten. Sie wurde häufig belagert, mehrfach erobert und gebrandschatzt, aber immer wieder neu aufgebaut.
Die erste Zerstörung ereignete sich schon im Jahr 774, während der Sachsenkriege Karls des Großen. Als Karl in Italien war, drangen die Sachsen nach Nordhessen ein und belagerten die Büraburg, wo die Bevölkerung Fritzlars Schutz gesucht hatte. Sie konnten zwar die Burg nicht einnehmen, plünderten aber die Stadt und brannten sie nieder. Nur Wigberts steinerne Basilika blieb unversehrt, was dann zu der Legende führte, zwei Engel seien erschienen und hätten die Feinde verjagt. Die Stadt wurde sofort wieder aufgebaut, und schon 786 fand dort eine Kirchenversammlung statt, auf der Richulf zum dritten Erzbischof von Mainz gewählt wurde. Die Fritzlarer Äbte wurden von da an bis zum Jahr 1051 in Mainz zu Weihbischöfen eingesetzt.
In den Jahren von 1066 bis 1079 gingen Stift, Amt, Pfalz und Stadt Fritzlar schrittweise durch Schenkungen von Kaiser Heinrich IV. aus königlichem Besitz in das Eigentum der Mainzer Erzbischöfe über und die Stadt, bis dahin der wichtigste Ort in Niederhessen, verlor damit sehr bald ihre Bedeutung als Ort der Reichspolitik. Die Zugehörigkeit zu Mainz endete erst mit dem Reichsdeputationshauptschluss von 1803. An diese jahrhundertelange Zugehörigkeit erinnert das Stadtwappen, das (doppelte) rote Mainzer Rad auf silbernem Grund.
Zuvor jedoch hatte der Streit Heinrichs IV. mit Rom und mit dem vom Papst unterstützten Gegenkönig Rudolf von Rheinfelden für Fritzlar noch schlimmere Folgen. Heinrich, der sich häufig in der Pfalz in Fritzlar aufhielt, hatte sich im Winter 1078/79 wiederum in Fritzlar einquartiert. Ein sächsisches Heer, Parteigänger Rudolfs, griff ihn daraufhin im Sommer 1079 dort an. Er konnte fliehen, aber die Stadt wurde erobert und vollkommen verwüstet. Noch 1085 lag der Ort, laut Erzbischof Wezilo von Mainz, praktisch wüst, ehe dann ein Neuaufbau begann.
In den folgenden Jahrhunderten war dann Fritzlar (wie auch Naumburg, Hofgeismar und Amöneburg) Eckpfeiler der mainzischen Territorialpolitik in Nordhessen, und die Stadt wurde zum Brennpunkt wiederholter militärischer Auseinandersetzungen zwischen den Landgrafen von Thüringen und später von Hessen einerseits und den Mainzer Erzbischöfen andererseits. Heinrich Raspes Bruder, Konrad von Thüringen, der als Graf von Hessen (Gudensberg) die hessischen Teile der damaligen Landgrafschaft Thüringen verwaltete, eroberte Fritzlar nach dreimonatiger Belagerung am 15. September 1232; die Stadt wurde vollständig ausgeplündert und eingeäschert und ein Großteil der Einwohner getötet. Alte Chroniken berichten, Konrad sei bereits zum Abzug aufgebrochen, als ihn einige „lose Weiber“ von der Stadtmauer herab durch ungemein unsittliche Gesten so erbosten, dass er den erneuten Sturm und die Zerstörung der Stadt befahl. Konrad wurde dafür mit dem päpstlichen Bann belegt, ging zur Abbitte nach Rom, trat 1234 in den Deutschen Orden ein, und kam am 29. Juni 1238 zurück nach Fritzlar, um öffentliche Kirchenbuße zu leisten und mit eigenem und aus Ablässen gewonnenem Geld den Wiederaufbau der Stiftskirche zu finanzieren. Die Stadt begab sich sofort an den Wiederaufbau, verstärkte die Befestigungsanlagen, wobei die Stadtmauer im Osten weiter hinausgeschoben wurde, um Platz für das neue Franziskanerkloster und den Deutschordenshof zu schaffen, errichtete eine Reihe zusätzlicher Mauertürme und sieben Warten an strategischen Punkten rund um die Stadt. Schon 1244, als Erzbischof Siegfried III. am 30. Mai eine Generalsynode in Fritzlar abhielt, war die Stiftskirche wieder vollständig repariert.
Dennoch erlitt die Stadt erneut erheblichen Schaden, als Landgraf Heinrich I. im Frühjahr 1280 bei Fritzlar ein Aufgebot des Mainzer Erzbischofs Werner von Eppstein, verstärkt durch Truppen des Grafen Gottfried VI. von Ziegenhain, mit einem Landsturmheer vernichtend schlug. Heinrich, Enkel der Hl. Elisabeth, war 1247 auf der Mader Heide zum Landgrafen ausgerufen worden und nannte sich seitdem Landgraf von Hessen, musste sich aber gegen die starke Präsenz des Mainzer Erzbistums in seinem nordhessischen Machtbereich behaupten, da Mainz ebenfalls Ansprüche auf die durch den Tod von Heinrich Raspe vakant gewordene Herrschaft über das nördliche Hessen erhob, das seit etwa 1120 mainzisches Lehen gewesen war und dessen Heimfall Mainz nun forderte.
Wirtschaftlich brachte es der Stadt zunächst gewisse Vorteile, mainzisch zu sein. Die Erzbischöfe siedelten freie Kaufleute an, die Stadt wurde die erste Münzprägestätte in Hessen, und sie rangierte als Handelsplatz für Tuche, Pelze und Gewürze vor Kassel. Die erste Stadtmauer wurde in den Jahren 1184–1196 erbaut. Beginnend im Jahre 1280 wurde die sogenannte Neustadt erbaut, die mit einer eigenen Stadtmauer umgeben wurde und bis ins sechzehnte Jahrhundert rechtlich selbständig blieb. Die städtische Wasserversorgung wurde durch ein System von hölzernen Rohrleitungen gesichert, durch die Wasser aus der Eder bzw. dem Mühlengraben in Brunnen und Wasserspeicher auf dem Marktplatz und dem Domplatz gepumpt wurde.
Im Zusammenhang mit dem Mainzer Schisma von 1346 bis 1353 kam es im Mai 1347 auf der Ebene zwischen Fritzlar und Gudensberg zu einer erneuten Schlacht zwischen Mainz und Hessen, in welcher Landgraf Heinrich II. den Erzbischof Heinrich von Virneburg entscheidend besiegte. Letzterer war im April 1346 wegen seiner Parteinahme für Kaiser Ludwig IV. von Papst Clemens VI., der in diesem Jahre die Wahl Karls IV. zum Rex Romanorum betrieb, abgesetzt und durch Gerlach von Nassau ersetzt worden. Heinrich von Virneburg ignorierte die päpstliche Entscheidung und stritt bis zu seinem Tode 1353 mit Gerlach um das Erzbistum. Landgraf Heinrich unterstützte Gerlach, und nach dem Tode Heinrichs von Virneburg musste Mainz, auf Grund dieser Schlacht und Gerlachs Versprechungen gegenüber Landgraf Heinrich, seine nieder- und oberhessischen Besitzungen von den Landgrafen als Lehen nehmen; lediglich Fritzlar, Amöneburg und Naumburg blieben Eigenbesitz.

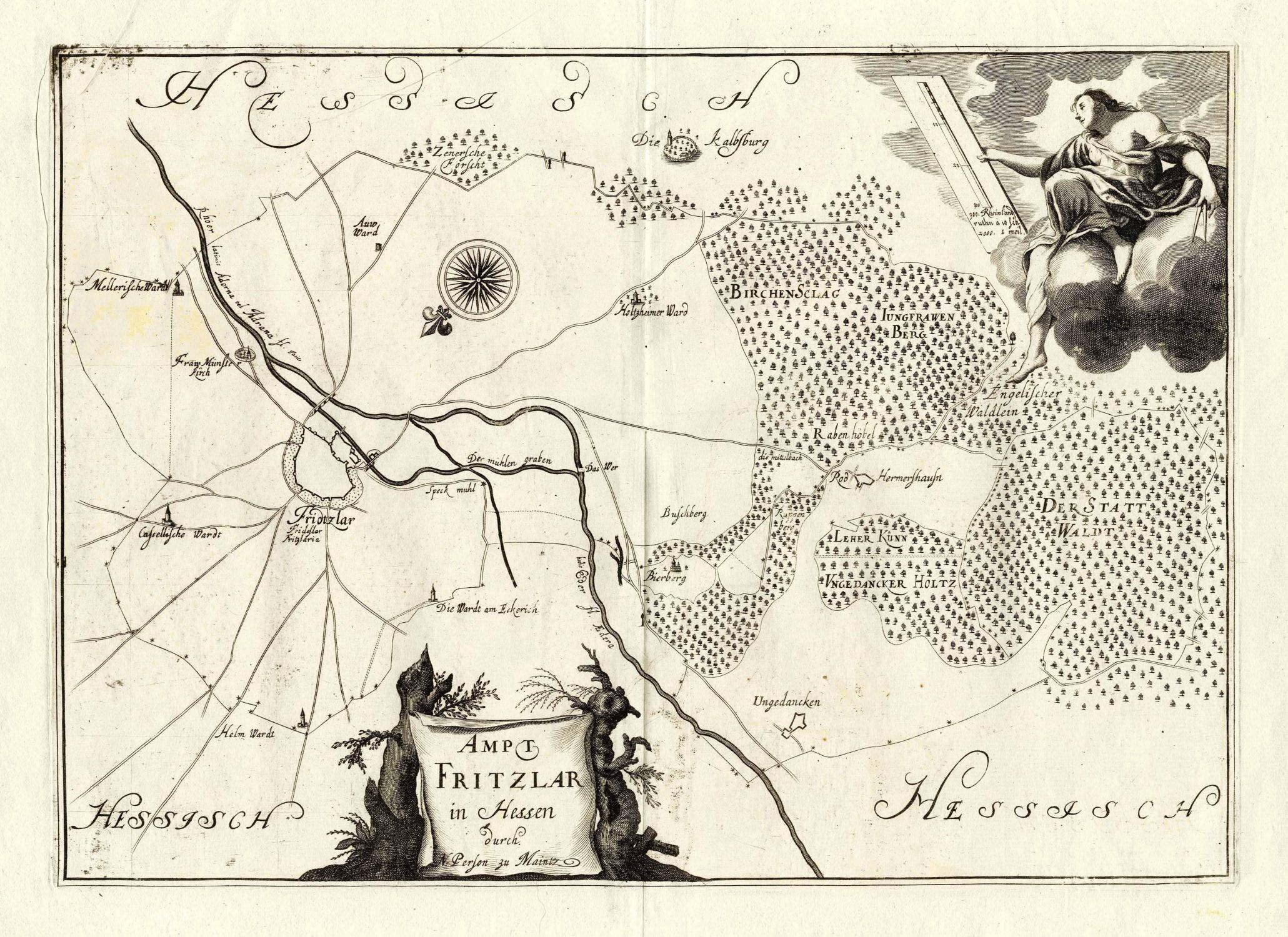
Das mainzische Amt Fritzlar, Karte von 1694

Die endgültige militärische Niederlage der Erzbischöfe gegen die hessischen Landgrafen im 15. Jahrhundert – mit den entscheidenden Siegen des Landgrafen Ludwig I. über die Truppen des Mainzer Erzbischofs Konrad III. von Dhaun am 23. Juli 1427 bei Fritzlar (auf der Großenengliser Platte zwischen der Kalbsburg und der heutigen Wüstung Holzheim) und am 10. August 1427 bei Fulda – und der Beginn der Reformation im 16. Jahrhundert brachten dann einen Niedergang in der Bedeutung der Stadt, die nun von Kassel überflügelt wurde. Schon im Jahre 1438 begab sich das Stift St. Peter unter den Schutz des Landgrafen. (Ein Jahr später wurde er Schirmherr aller mainzischer Besitzungen in Hessen.) Nach dem Augsburger Religionsfrieden blieb Fritzlar mit den benachbarten Dörfern Ungedanken und Rothhelmshausen mainzisch und katholisch, während das Umland protestantisch wurde. Daraus erwuchs die vollkommene konfessionelle und auch weitgehend ökonomische Isolierung der Stadt.
Zweimal noch, während der Mainzer Stiftsfehde 1461–1463 und während des hessischen Bruderkriegs 1468/69, wäre die Stadt beinahe hessisch geworden. Beide Male wehrte sie sich erfolgreich gegen die vom Mainzer Erzbischof Adolf II. von Nassau beabsichtigte Verpfändung an Landgraf Heinrich III. von Hessen-Marburg. Die Pfandurkunden waren in beiden Fällen bereits ausgestellt und sowohl an den Landgrafen als auch an die Stadt ausgehändigt worden, aber der Rat der Stadt weigerte sich, diese anzuerkennen. Er verfolgte eine geschickte Politik, indem er einerseits die verfeindeten Brüder Ludwig II. von Hessen-Kassel und Heinrich von Hessen-Marburg gegeneinander ausspielte und andererseits im Domkapitel von Mainz erfolgreich gegen die Pläne des Erzbischofs intervenierte. Da Fritzlar noch immer wohl bewehrt und bewaffnet war, entging es dem Schicksal Hofgeismars, das trotz ähnlicher Widerstände von Landgraf Ludwig militärisch überwältigt und in Besitz genommen wurde.

### Pest und Kriege
Im Jahr 1483 wütete die Pest. Von etwa 2200 Einwohnern überlebten nur etwa 600. Der Schwarze Tod zog in der Folge noch mehrmals durch die Stadt, so insbesondere in den Jahren 1472, 1558, 1567, 1585, 1597, 1610/11 und 1624. Erst um 1740 erreichte die Stadt wieder 2000 Einwohner.
Der Dreißigjährige Krieg brachte 1621 eine Plünderung durch Truppen des Herzogs Christian von Braunschweig, und am 9. September 1631 die Eroberung und Plünderung durch protestantische Truppen des hessischen Landgrafen Wilhelm V., verbunden mit der Erpressung schwerer Kontributionszahlungen. Auf seinem Rückzug nach der Schlacht von Breitenfeld kam Tilly nach Fritzlar, das die Hessen rechtzeitig verlassen hatten, nach seinem Weiterzug jedoch sofort wieder besetzten. Sie blieben bis 1648, obwohl mehrfach von kaiserlichen Truppen zum zeitweiligen Abzug gezwungen. Am 14. August 1640 besetzen kaiserliche Truppen unter Erzherzog Leopold Wilhelm und General Piccolomini die Stadt, und am 20. August erschien eine schwedische Armee unter Feldmarschall Johan Banér, dem die Kaiserlichen allerdings nicht zur großen Schlacht entgegenzutreten bereit waren. Nach Abzug der Schweden und der Kaiserlichen kehrten die Hessen zurück. 1647 besetzten kaiserliche und bayrische Truppen unter den Generalen von Gronsfeld und Melander die Stadt aufs Neue, wurden von Schweden und Hessen unter General Wrangel und Franzosen unter Turenne vertrieben, kehrten jedoch alsbald zurück und zogen erst im Frühjahr 1648 wieder ab. Wieder kamen hessische Besatzer in die Stadt, die sie erst am 31. August 1648 endgültig räumten. Bei Kriegsende 1648 war die Bevölkerung der Stadt von 2400 im Jahre 1618 auf nur noch 400 gesunken, und es dauerte 70 Jahre, ehe Stadt und Stift die Schulden der Kriegsjahre abgetragen hatten.
Der Siebenjährige Krieg brachte noch schwerere Verwüstungen. In häufigem Wechsel besetzten feindliche Hessen, Braunschweiger, Hannoveraner und Engländer und dann wieder verbündete Franzosen und Württemberger die Stadt. Vom 12. bis 15. Februar 1761 kam es zu schweren Kämpfen zwischen den in der Stadt liegenden etwa 1.000 französischen und irischen Truppen unter dem General Vicomte de Narbonne-Pelet und einer 6.000 Mann starken Belagerungsarmee unter dem Erbprinzen von Braunschweig-Wolfenbüttel, Karl Wilhelm Ferdinand, einem Neffen Friedrichs des Großen. Nach besonders für die Hannoveraner verlustreichen Kämpfen am 13. Februar zogen die Belagerer am 14. Februar weitere 15.000 Mann und starke Artillerie im Norden der Stadt zusammen und begannen ein schweres Artilleriebombardement, das am 15. Februar mit Brandgeschossen fortgesetzt wurde und große Zerstörungen verursachte. General Narbonne kapitulierte am Nachmittag des 15. Februar und erhielt mit seinen Leuten freien Abzug. Die siegreichen Verbündeten zogen ein, erhoben 10.000 Taler Kontribution, und begannen mit dem Abbruch der Mauerkronen und Wehrgänge. Erst beim Herannahen eines starken französischen Heeres am 9. März verließen sie die Stadt. 1762 setzten die Franzosen die Zerstörung der Wehranlagen fort, indem sie Türme und Mauerteile abbrechen ließen, die beiden nördlichen Wallgräben zuschütteten, und den Weinberg am steilen Edernordhang verwüsteten, an den heute nur noch Straßennamen erinnern. Fritzlar hörte auf, eine „feste Stadt“ zu sein. Ebenso kam der jahrhundertealte Weinbau mit dem Roden der Weinberge zum Erliegen.

### Hexenverfolgung
Zur Hexenverfolgung in Fritzlar im späten 16. und frühen 17. Jahrhundert gibt es bisher keine umfassende Darstellung. Einige Prozessakten befinden sich in Wien, andere in Würzburg. Bekannt sind Verfahren aus den Jahren 1596, 1616 und 1626–1631. Im Grauen Turm sind auf einer Informationstafel die Namen von 62 bekannten Opfern von Hexenprozessen in Fritzlar verzeichnet, für eine Gemeinde von damals weniger als 2000 Einwohnern eine erhebliche Anzahl; es muss jedoch von einer höheren Opferzahl ausgegangen werden. Im Dreißigjährigen Krieg wurden kurz nach einer Pestepidemie 1627 bis 1629 sieben Männer und 25 Frauen als Hexen und Hexenmeister verbrannt. Noch 1656 stellte die Mainzer Regierung bei ihrem Oberamtmann von Amöneburg und Fritzlar Erkundigungen zum Verbleib von Geldern an, die der Kammer aus Fritzlarer Hexenprozessen zwischen 1626 und 1630 hätten zufließen müssen.

### Neuzeit

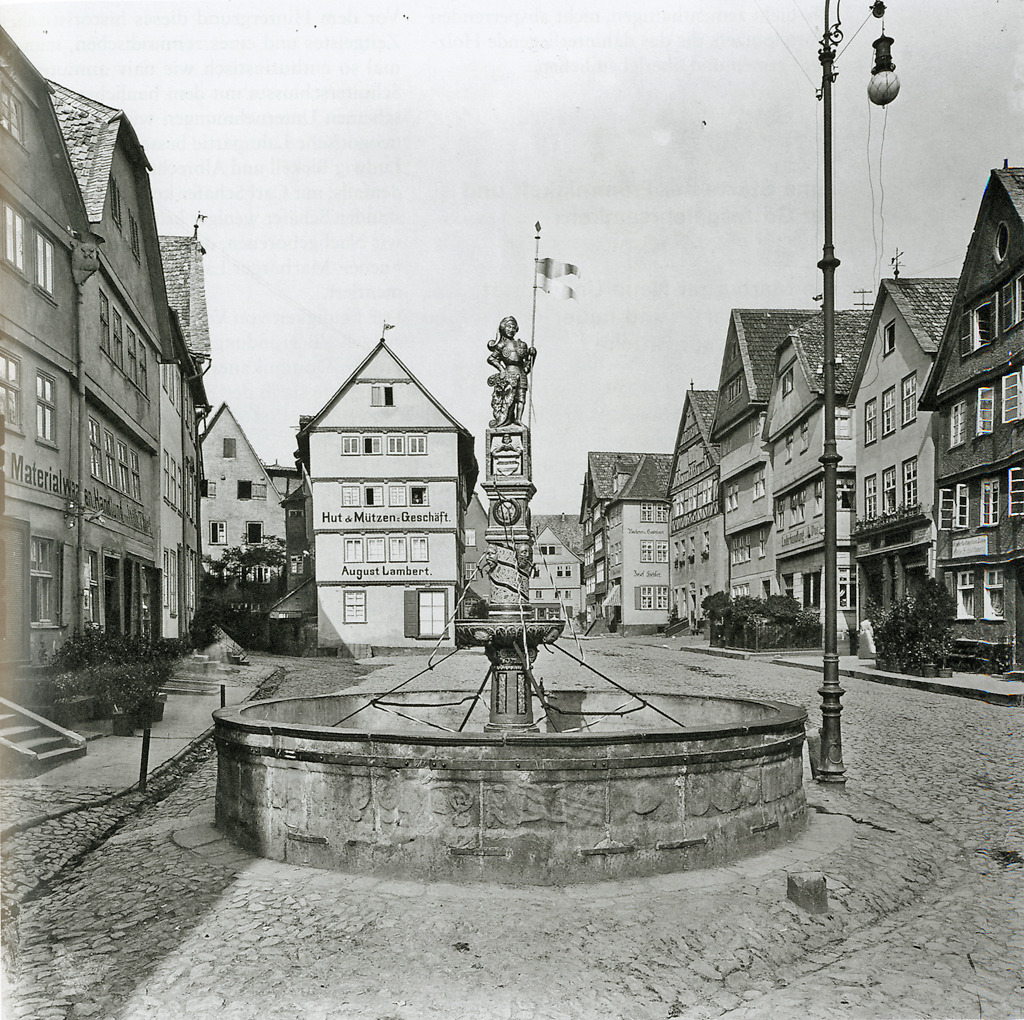
Marktplatz mit Marktbrunnen um 1900

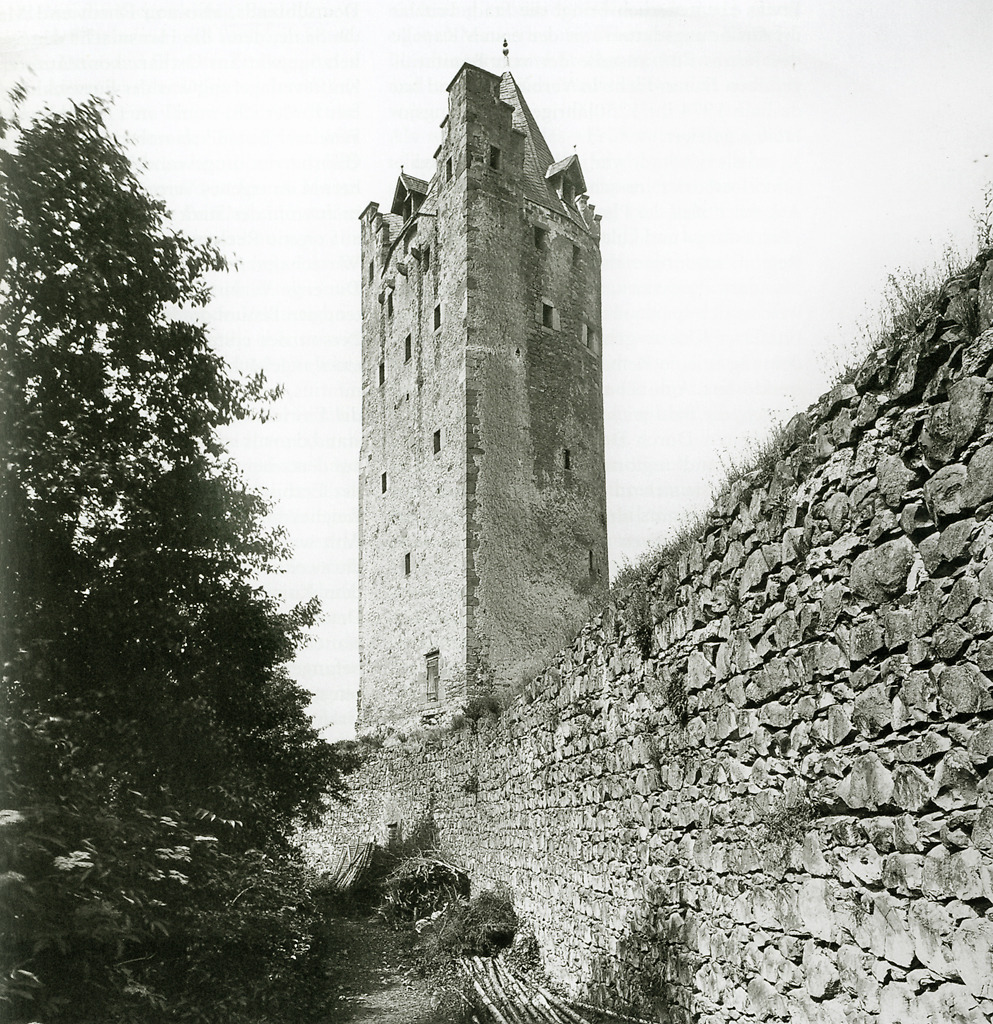
Der Graue Turm um 1900

Nach dem Reichsdeputationshauptschluss 1803 wurde Fritzlar zusammen mit den ebenfalls bis dahin kurmainzischen Ämtern Naumburg, Amöneburg und Neustadt als nominelles Fürstentum Fritzlar an Hessen-Kassel angegliedert. Landgraf Wilhelm IX. hatte schon im September/Oktober 1802 diese Ämter und das bis zu diesem Zeitpunkt kurkölnische Volkmarsen militärisch besetzen lassen und am 1. Dezember 1802 rechtlich in Besitz genommen. Das beruhte auf der Basis der Abmachungen des Friedens von Lunéville (9. Februar 1801) und des französisch-russischen Entschädigungsplanes (18. August 1802) und im Vorgriff auf den Reichsdeputationshauptschluss. Von 1807 bis 1813 war Fritzlar innerhalb des Königreichs Westphalen Verwaltungssitz des Kantons Fritzlar. 1821 wurde Fritzlar Kreisstadt des Kreises Fritzlar im Kurfürstentum Hessen-Kassel und blieb es auch nach der Annexion Kurhessens durch Preußen im Jahr 1866. Während einer nur kurzzeitigen Verwaltungsreform 1848 bis 1851 war die Stadt Verwaltungssitz des Bezirks Fritzlar, dem die bisherigen (und nachmaligen) Kreise Fritzlar, Homberg und Ziegenhain angehörten.
Im Österreichisch-Preußischen Krieg besetzten Ende Juni 1866 zunächst Trierer Husaren und dann preußische Artillerie und Infanterie die Stadt, ohne dass es jedoch zu Kämpfen oder Zerstörungen kam.
1932 wurde der Kreis mit dem benachbarten Kreis Homberg zum Kreis Fritzlar-Homberg (Autokennzeichen ab 1956 FZ) zusammengelegt.
Im Zweiten Weltkrieg waren der 17./18. Mai 1943 von besonderer Bedeutung für den Ort. Nach der Bombardierung der Edertalsperre ergoss sich eine verheerende Flutwelle durch die niedrig gelegenen Stadtteile. Auch die Osterfeiertage 1945 waren bedeutungsvolle Tage in der Ortsgeschichte. Die Spitzen amerikanischer Panzerverbände erreichten, von Bad Wildungen her durch das Edertal kommend, den Stadtrand am Karfreitag. Gegen Mittag sprengten die deutschen Verteidiger die aus dem 13. Jahrhundert stammende Steinbrücke über die Eder. In den folgenden 36 Stunden fanden etwa 40 deutsche und 120 amerikanische Soldaten den Tod, ehe die Stadt am Ostersonntag von den Amerikanern besetzt wurde. Die deutschen Truppen hatten sich nach Werkel zurückgezogen, und dieses Dorf wurde bei den folgenden Kämpfen durch amerikanisches Artilleriefeuer größtenteils zerstört.
Nach dem Ende des Kriegs bestand in der nun nicht mehr militärisch genutzten Watter-Kaserne von 1946 bis 1949 ein DP-Lager für sogenannte Displaced Persons (DPs). Es war anfangs mit ehemaligen Zwangsarbeitern, dann mit jüdischen KZ-Überlebenden und Heimatlosen belegt. Ab 1953 befand sich in einem Teil der einstigen Kasernenanlage ein Zweigwerk des Radioherstellers Heliowatt.
Im Zuge der Gebiets- und Verwaltungsreform von 1974 wurden die Kreise Fritzlar-Homberg, Melsungen und Ziegenhain im neuen Schwalm-Eder-Kreis zusammengefasst, dessen Verwaltungssitz nach Homberg gelegt wurde (Autokennzeichen HR).

### Eingemeindungen
Im Zuge der Gebietsreform in Hessen wurden zum 31. Dezember 1971 die bis dahin selbständigen Gemeinden Cappel, Geismar, Haddamar, Lohne, Obermöllrich, Rothhelmshausen, Ungedanken, Wehren und Werkel auf freiwilliger Basis eingegliedert. Am 1. Juli 1972 kam ein unmittelbar am Heeresflugplatz Fritzlar gelegenes Teilgebiet von Zennern, Ortsteil der Gemeinde Wabern, mit damals etwas mehr als 300 Einwohnern hinzu. Die bis dahin waldeckische Stadt Züschen folgte am 1. Januar 1974 kraft Landesgesetz. Für alle durch die Gebietsreform eingegliederten Gemeinden wurde je ein Ortsbezirk mit Ortsbeirat und Ortsvorsteher nach der Hessischen Gemeindeordnung eingerichtet.

### Klöster, Kirchen und Synagogen

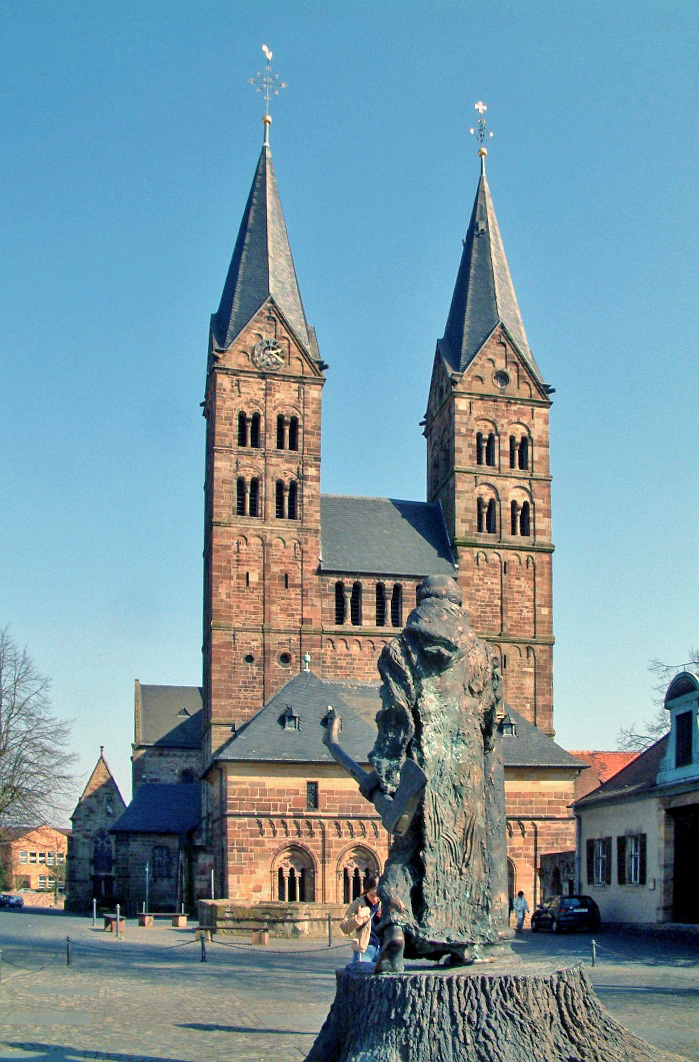
Fritzlarer Dom St. Peter

Das Benediktinerkloster von Bonifatius und Wigbert und das daraus hervorgegangene und am 28. Mai 1803 aufgelöste Stift St. Petri blieben nicht die einzigen kirchlichen Institutionen, die im Laufe der Jahrhunderte in der Stadt errichtet wurden.
Im Jahre 1145 wurde ein Armenhospital gegründet, aus dem bis spätestens 1254 ein Augustinerinnenkloster mit einer der Hl. Katharina geweihten Kirche wurde. Dieses Kloster wurde im 16. Jahrhundert aufgegeben. An seiner Stelle entstand in den Jahren 1713–1719 das Klostergebäude der Ursulinen, das heute als Schule dient. Die Katharinenkirche besteht noch heute.

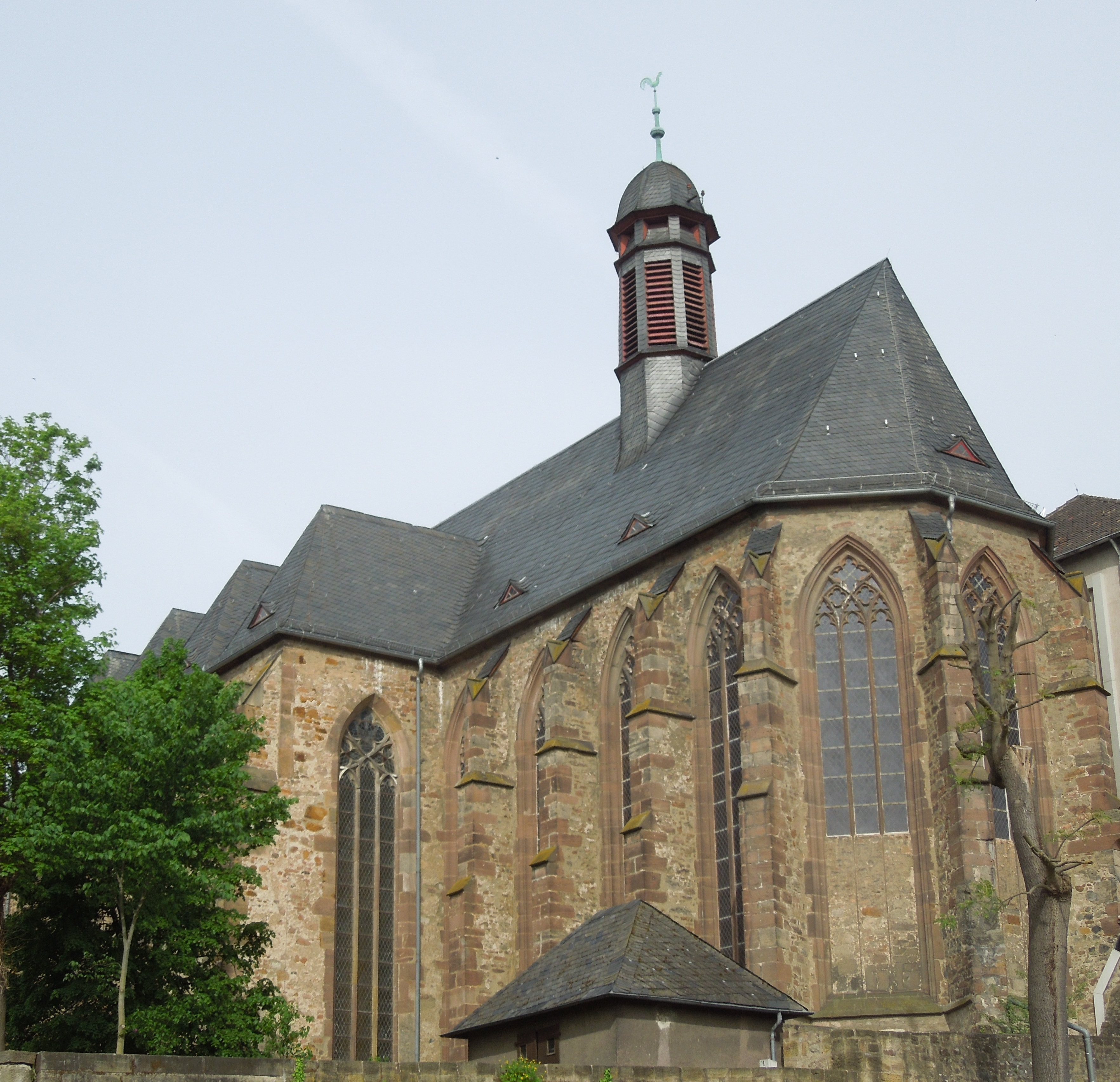
Kirche des ehemaligen Minoritenklosters, heute evangelische Stadtkirche

Nach der Totalzerstörung der Stadt durch Konrad von Thüringen im Jahre 1232 erbaten und erhielten die Franziskaner 1237 die Erlaubnis, ein Kloster zu errichten und dabei, aus Platzmangel, bis direkt an die Stadtmauer bauen zu dürfen. Das Franziskanerkloster Fritzlar wurde 1244 geweiht. Als Papst Leo X. 1517 die durch den Armutsstreit herbeigeführte Spaltung des Franziskanerordens anerkannte, bekannte sich das Kloster zum Orden der Minoriten (Konventualen), denen gemeinschaftlicher Besitz erlaubt war. 1548, als die lutherische Reformation in der Stadt viele Anhänger hatte, musste das Kloster schließen, und 1552, als landgräflich-hessische Truppen die Stadt besetzten und die Reformation eingeführt wurde, mussten die Mönche die Stadt verlassen. Die landgräfliche Besetzung endete 1555 nach dem Religionsfrieden von Augsburg, und die Stadt blieb katholisch. Allerdings musste am 14. Januar 1562 der Domdechant von Mainz mit 200 Reitern und 300 Fußsoldaten einen Aufstand der der protestantischen Seite zuneigenden Bürger beenden. Mit der Gegenreformation kamen dann 1615 zuerst Jesuiten und 1619 wieder Minoriten in das Kloster. Nach der Säkularisation wurde es 1804 auf Aussterbeetat gesetzt und 1811 endgültig aufgehoben; der gesamte Klosterbesitz, einschließlich der Kirche, wurde der Stadt Fritzlar übereignet. Die große gotische Klosterkirche, um 1330 fertiggestellt, wurde 1817/1824 von der wenige Jahre zuvor gegründeten evangelischen Stadtgemeinde erworben und ist seitdem evangelische Stadtkirche, während die übrigen Klostergebäude heute ein modernes Hospital beherbergen.

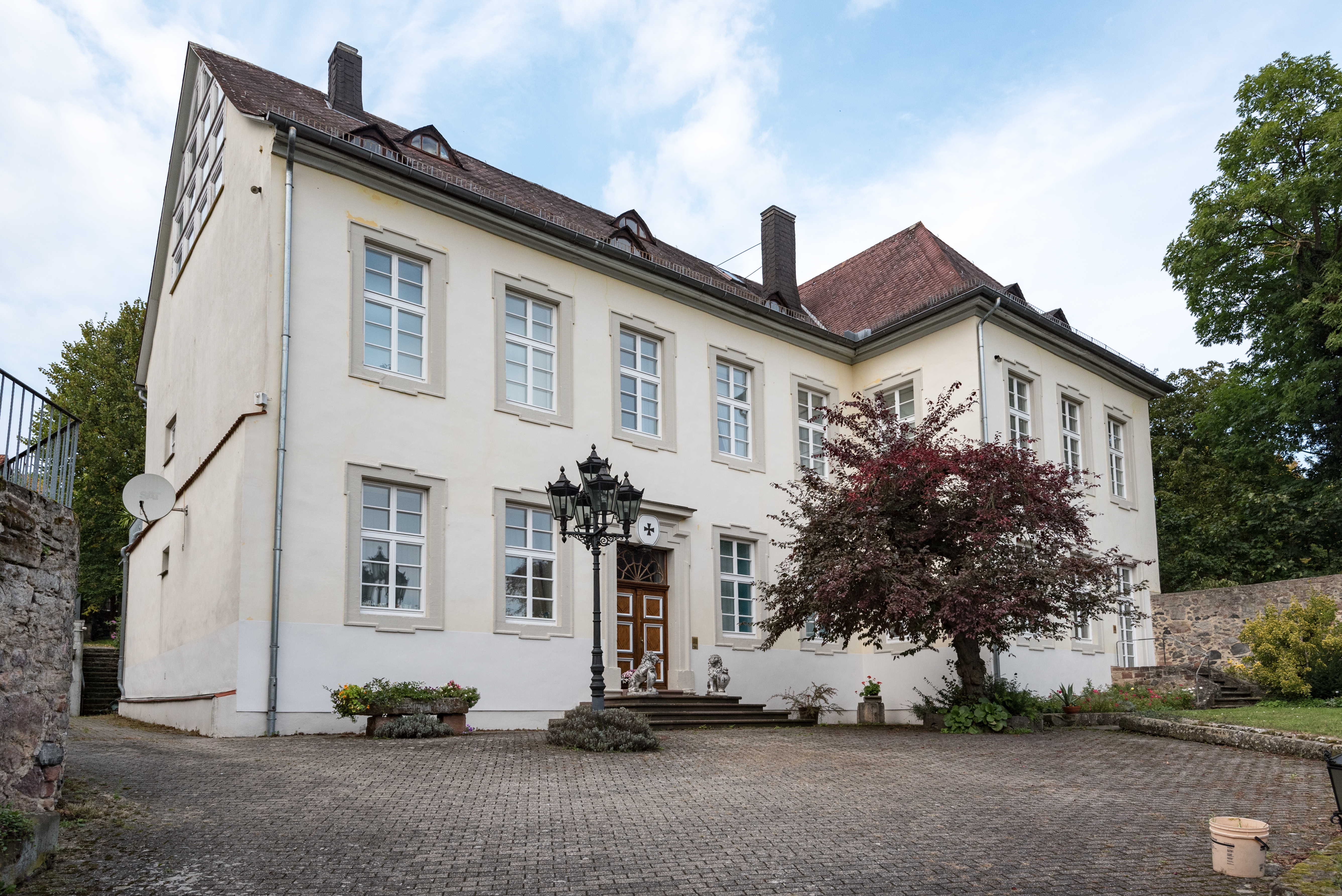
Das ehemalige Deutschordenshaus; heute in Privatbesitz und nicht öffentlich zugänglich

Der Deutsche Orden hatte bereits 1219 Besitz in Fritzlar und erhielt 1231 durch Schenkungen von Landgraf Heinrich Raspe von Thüringen größere Güter im heutigen Stadtteil Obermöllrich. Als dann drei Jahre später das Nonnenkloster Ahnaberg seine Güter in Obermöllrich dem Deutschorden in Erbpacht übertrug, errichtete der Orden 1234 in Obermöllrich eine Kommende, die zunächst zur Ballei Thüringen gehörte. Von 1255 an war sie dann eine der neun Kommenden der von Thüringen abgespaltenen und nunmehr selbständigen Ballei Hessen. Der Orden verlegte die Kommende im Jahr 1304 nach Fritzlar. Das aus dieser Zeit stammende Komtureigebäude wurde 1717 abgebrochen. An seiner Stelle erbaute der Landkomtur der Ballei Hessen, Graf Damian Hugo von Schönborn, das heute noch erhaltene und in Privatbesitz befindliche sogenannte Deutschordenshaus. Die 1238 erbaute einstige Zehntscheune des Ordens ist heute als Kulturscheune Fritzlar Veranstaltungsort für Ausstellungen, Konzerte, Theateraufführungen usw.

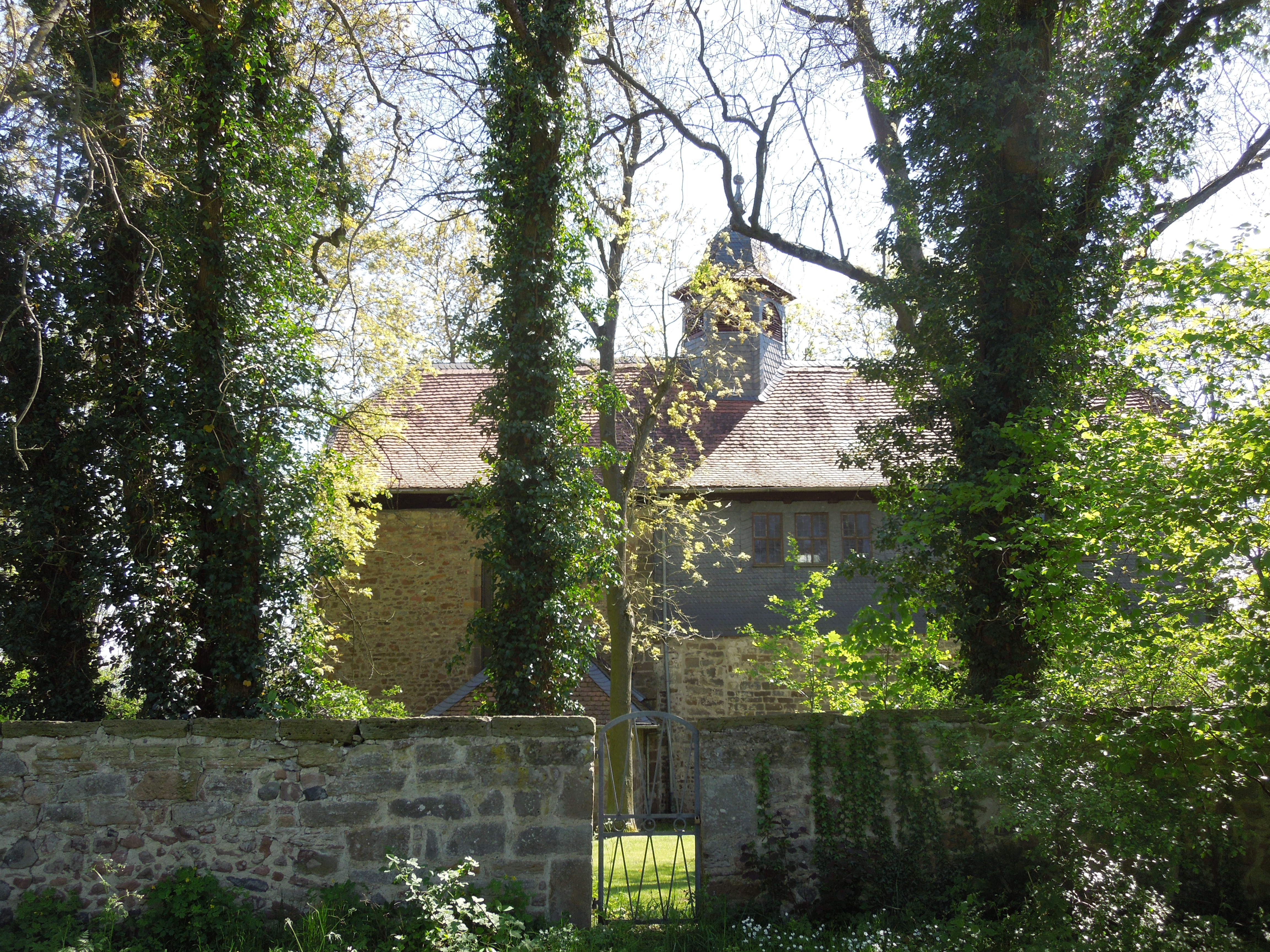
Die Fraumünsterkirche

Die etwas östlich der Altstadt liegende Fraumünsterkirche, erstmals 1260 bekundet, war möglicherweise Teil eines kurzlebigen Nonnenklosters; darauf weisen der Name als auch einige Dokumente aus dem 14. Jahrhundert hin. Dies ist jedoch nicht bewiesen und wird heute eher bezweifelt. Um die Kirche gab es häufig Streit, insbesondere nach der Einführung der Reformation in der Landgrafschaft Hessen im Jahr 1527, da sie zu dem hessischen Dorf Obermöllrich gehörte, aber auf Kurmainzisch-Fritzlarer Gebiet stand.

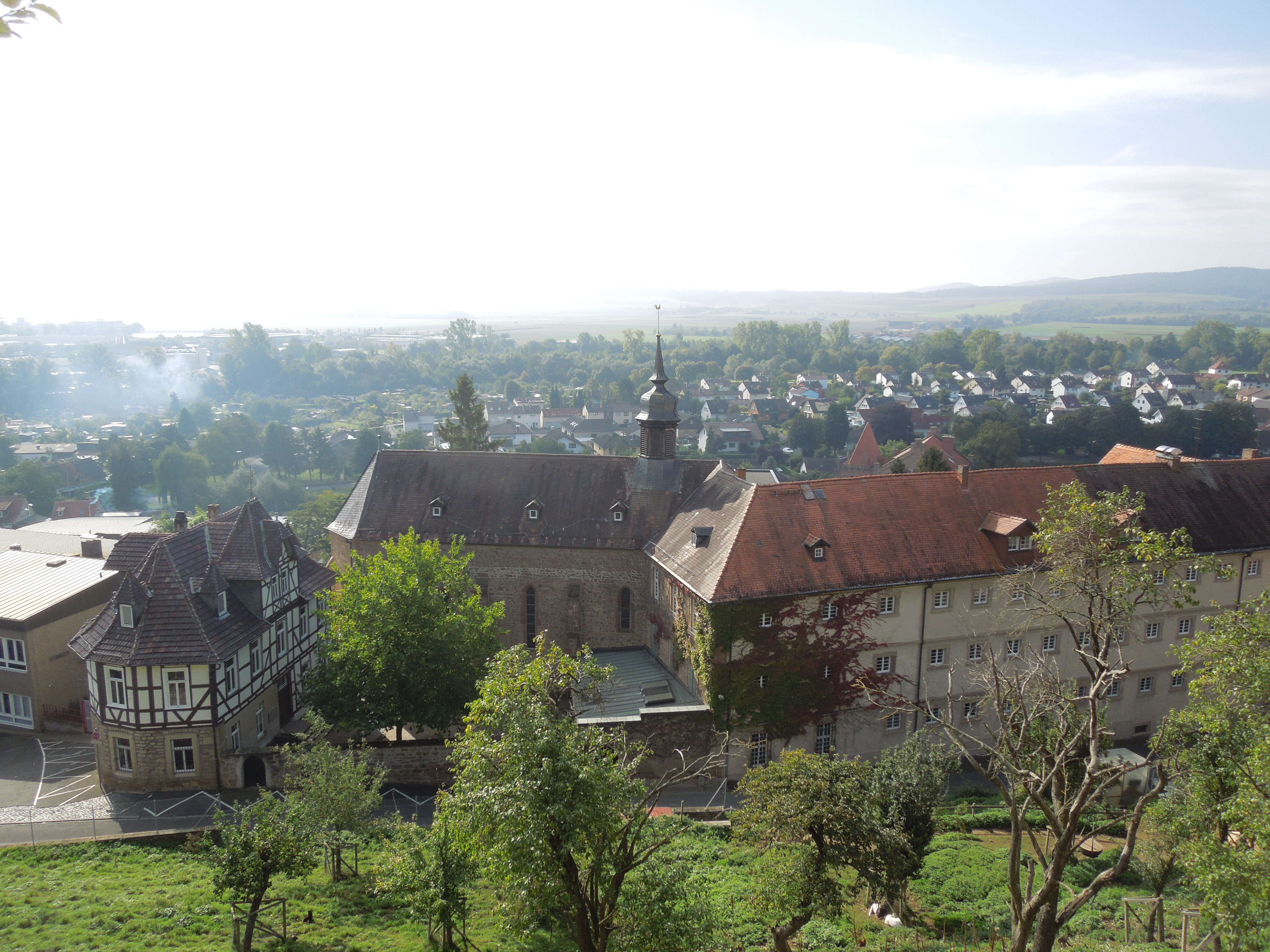
Ehemaliges Kloster der Ursulinen

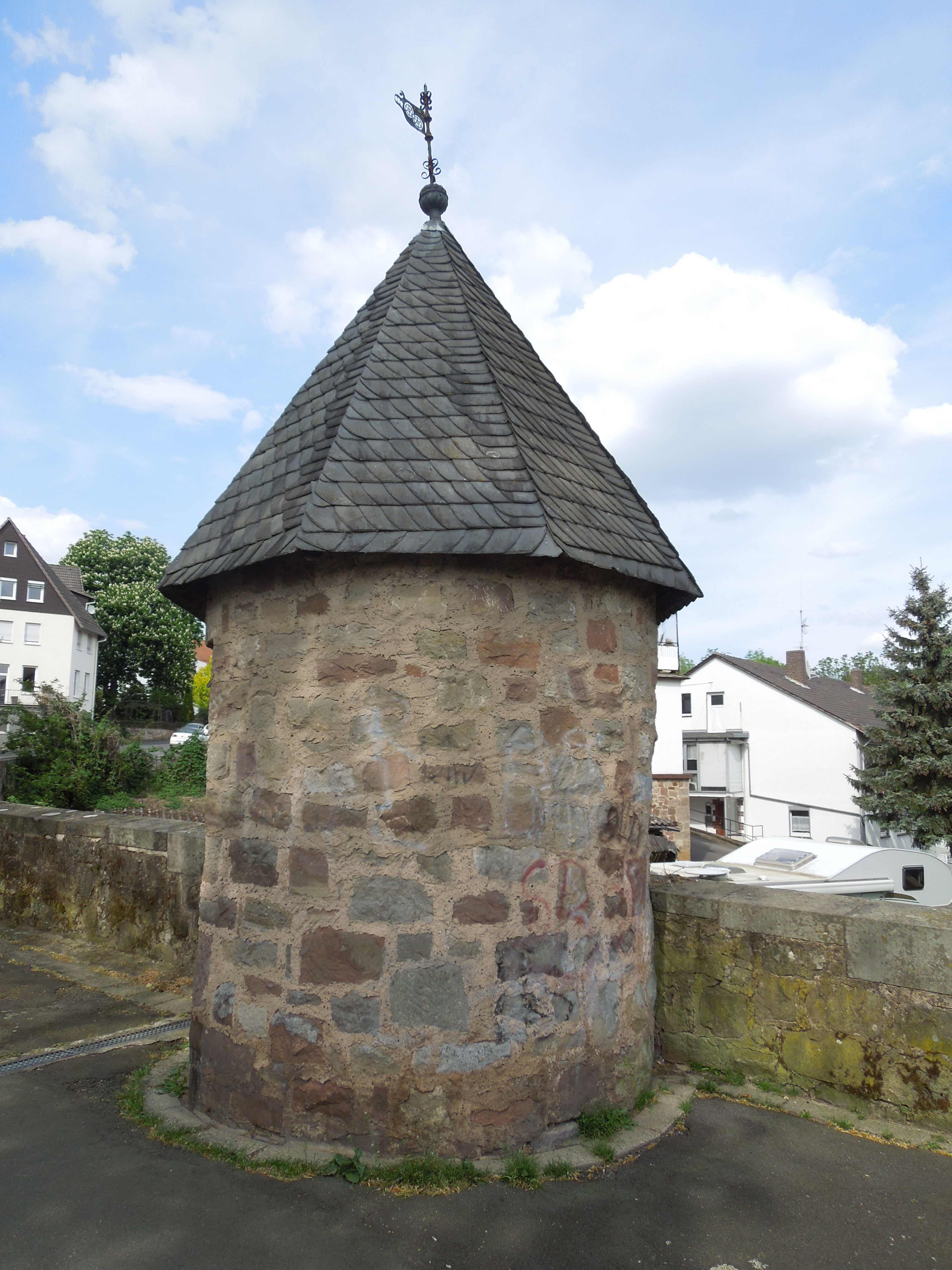
Restaurierte Kapelle auf der alten Ederbrücke

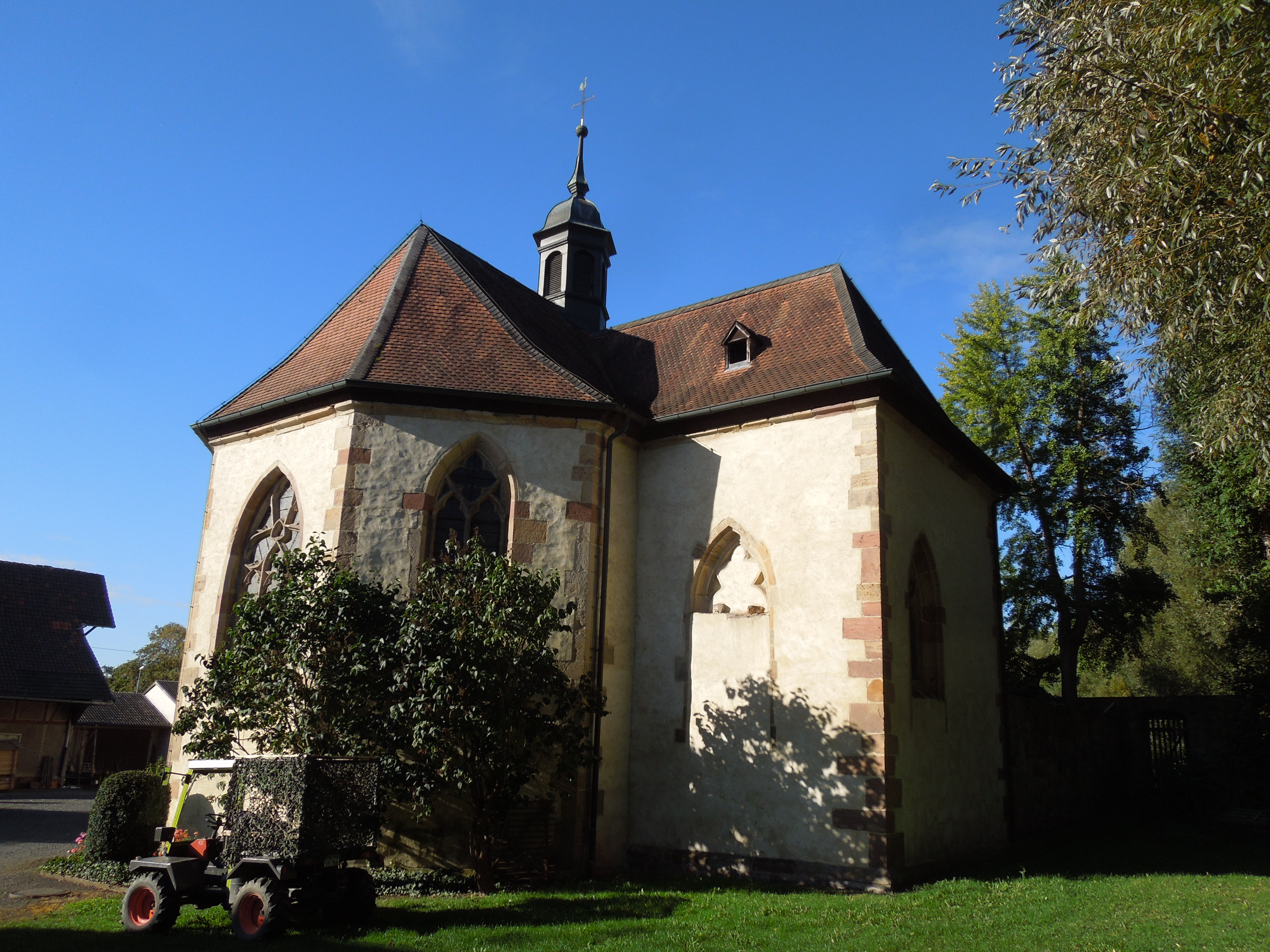
Heilig-Geist-Kapelle

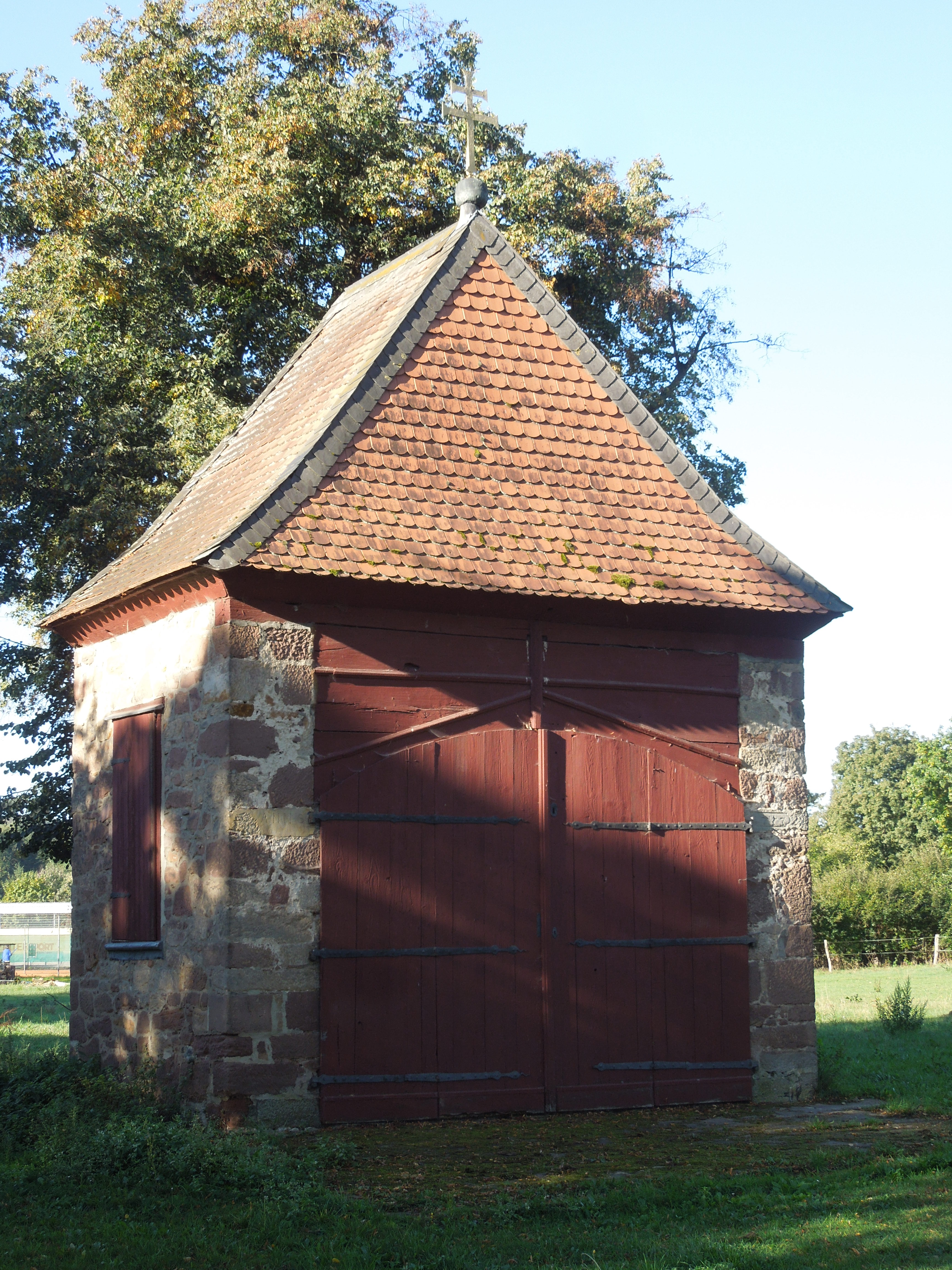
Kapelle am Siechenrasen

1711 gründeten die Ursulinen von Metz aus ein Kloster in Fritzlar an der Stelle des im 16. Jahrhundert aufgegebenen Augustinerinnenklosters. 1713 legten sie den Grundstein zu einer Schule für Mädchen. Das Klostergebäude wurde 1719 fertiggestellt und bezogen, und die ehemalige Katharinenkirche wurde 1726 zur Klosterkirche geweiht. Während der Zeit des Bismarckschen Kulturkampfes wurden die Schwestern von 1877 bis 1887 des Landes verwiesen (das Klostergebäude wurde als Landratsamt genutzt), erlangten dann aber 1888 staatliche Anerkennung durch Preußen. Die Zeit des Nationalsozialismus brachte erneute Schwierigkeiten: die Grundschule musste 1934, das Lyzeum 1940 geschlossen werden, und 1941 wurden das Kloster beschlagnahmt und die Nonnen von der Gestapo ausgewiesen. Nach ihrer Rückkehr im November 1945 erlebten Kloster und Schule einen stetigen Aufschwung, aber das Kloster musste 2003 wegen Mangel an Nachwuchs geschlossen werden. Heute ist die Ursulinenschule eine kooperative Gesamtschule mit gymnasialer Oberstufe.
1989 wurde in Fritzlar eine Prämonstratenserniederlassung durch das österreichische Stift Geras gegründet, die ab 1992 als Priorat St. Hermann Josef existierte, vom Abt von Geras aber mit Wirkung vom 1. Juli 2010 infolge eines sexuellen Missbrauchsskandals aufgelöst wurde.
Mindestens sechs ehemalige Gotteshäuser sind im Laufe der Zeit aus dem Stadtbild verschwunden, darunter die folgenden:
- Die Jesuiten, seit 1615 in der Stadt bekundet und in einem Haus neben der St.-Johannes-Kapelle lebend, erhielten 1578 die 1266 erstmals erwähnte und seit 1493 im Besitz der Stadt befindliche St.-Nikolaus-Kirche zugewiesen, die an der Stelle des heutigen Postamtes stand. Ursprünglich war sie wohl Gotteshaus der ältesten Kaufmannsgilde der Stadt. Nach der Vertreibung der Jesuiten im September 1629, als Truppen des hessischen Landgrafen Fritzlar besetzten, verfiel die Kirche allmählich. Der zuletzt noch stehende Kirchturm, an dem die Schlaguhr der Stadt angebracht war, wurde 1755 abgebrochen.
- An der Nordseite des Domplatzes, wo heute das evangelische Pfarramt steht, befand sich die St.-Johannes-Kapelle, die vermutlich zur ehemaligen Königspfalz gehörte. Sie wurde 1463 den Domaltaristen übereignet, verlor ihre Funktion als Gotteshaus im Siebenjährigen Krieg, wurde danach als Magazin benutzt, Anfang des 19. Jahrhunderts von der noch kleinen evangelischen Kirchengemeinde genutzt, in napoleonischer Zeit von der Stadt als Pferdestall vermietet, und im Jahre 1848 wegen Baufälligkeit abgebrochen.[25]
- An der Stelle des heutigen Finanzamts stand vor den Mauern der Stadt die St.-Georg-Kirche, an die das erste städtische Hospital, ein Leprosorium, angegliedert war. Das Hospital wurde 1308 an den Mühlengraben vor der Neustadt verlegt. Dort steht noch heute die Hospitalkapelle.
- Vor dem Schildertor stand die im 16. Jahrhundert erwähnte Marienkapelle, von der nichts geblieben ist.
- Synagogen:
  - Von 1823 bis Ende der 1890er Jahre existierte die „alte Synagoge“ in der Nikolausstraße.
  - Von 1897 bis 1939 stand die „neue Synagoge“ in der Neustädter Straße.

### Garnisonsgeschichte
Mit der Eingliederung der Stadt in das Kurfürstentum Hessen-Kassel begann die Geschichte der Garnisonsstadt Fritzlar. Schon 1803 wurde eine Schwadron des kurfürstlich-hessischen Dragonerregiments „Landgraf Friedrich“ von Wolfhagen nach Fritzlar verlegt, bald gefolgt von weiteren Teilen des Regiments. 1806, nach Ausbruch des französisch-preußischen Krieges, besetzte Marschall Mortier das neutrale Kurfürstentum. Die kleine, aber gut ausgerüstete und ausgebildete kurhessische Armee wurde entwaffnet und aufgelöst bzw. in die Armee des von Napoléon Bonaparte neugeschaffenen Königreichs Westphalen (1807–1813) eingegliedert.
Nach der Wiederherstellung des Kurfürstentums kam 1815 das kurhessische 1. Husaren-Regiment nach Fritzlar. 1827 ließ die Stadt das Hochzeitshaus für 2.000 Taler als „Menage“ für das Regiment einrichten. 1840 wurde die Garnison wieder aufgelöst. Während der hessischen Verfassungskämpfe wurde Fritzlar 1850/51 mit einer Besatzung von sogenannten „Strafbayern“ belegt.

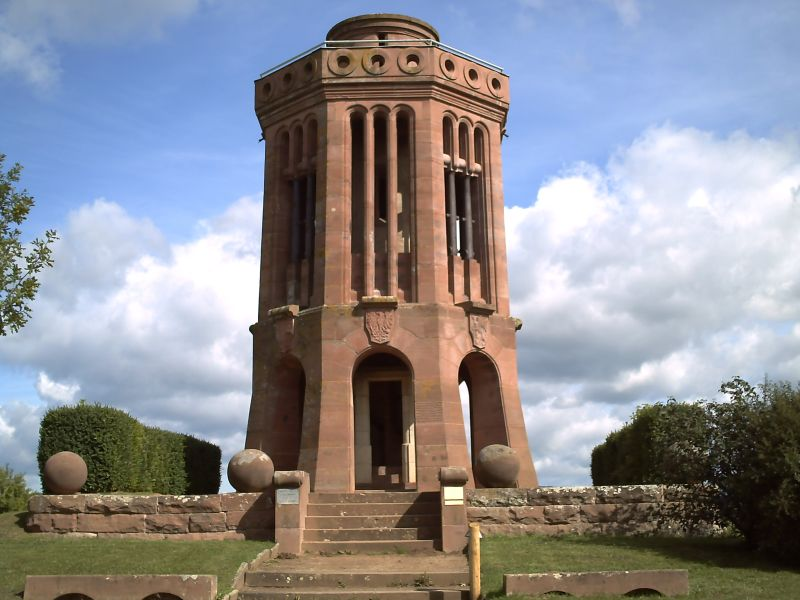
Denkmal des 1. Kurhessischen Feldartillerie-Regiments Nr. 11 bei Wörth

Nach der Annexion Hessen-Kassels durch Preußen im August 1866 wurde Fritzlar 1867 preußische Garnison, mit der Einquartierung von zunächst Kavallerie und dann der Reitenden Abteilung des 1. Kurhessischen Feldartillerie-Regiments Nr. 11. Das Regiment nahm 1870/71 an den Schlachten bei Weißenburg (4. August 1870), Wörth (6. August 1870) und Sedan (1. September 1870) und an der Belagerung von Paris teil. (Ein monumentales Denkmal zum Andenken an die im Deutsch-Französischen Krieg gefallenen Angehörigen des Regiments steht im Elsass bei Wörth an der Sauer an der Straße nach Elsasshausen.) Von 1872 bis zum Ausbruch des Ersten Weltkriegs im August 1914 lag die Reitende Abteilung des Regiments wieder in Fritzlar (der Stab und die beiden anderen Abteilungen in Kassel). Der große Mannschaftsblock, ab 1935 Watter-Kaserne genannt, in dem weitläufigen Kasernenkomplex am Nordrand der Stadt wurde 1890 bezogen.
Die Stadt blieb auch in den Zwischenkriegsjahren Garnison, nunmehr als Standort der 11. (reitenden) Batterie des 5. Artillerieregiments der Reichswehr. Während der Aufrüstung in der Zeit des Nationalsozialismus wurde die Garnison erheblich verstärkt. Die nunmehr in Watterkaserne umbenannte alte Artilleriekaserne an der Kasseler Straße beherbergte nacheinander Teile der Artillerie-Regimenter 5, 9, 29, 45 und 65 und diverse Schulungs- und Ersatztruppenteile. Ein 1935–1938 neu angelegter 300 Hektar großer Fliegerhorst in der Ederniederung südlich der Stadt wurde ab April 1938 Standort von Kampffliegern und 1944–45 von Nachtjagdfliegern; der spätere Bundespräsident Walter Scheel war als junger Offizier zeitweise in Fritzlar stationiert. Dem Bau dieser Anlage fiel bereits 1937 die Auewarte, eine der ursprünglich sieben Warten, zum Opfer. Von 1941 bis 1944 diente der Fliegerhorst als Zweitwerk der Dessauer Flugzeug- und Motorenwerke AG; am 1. Oktober 1943 machte der Prototyp der neuen „Ju 352“ dort seinen ersten Start.
Nach dem Ende des Zweiten Weltkrieges wurde die weitläufige alte Artilleriekaserne aufgegeben, und ihre Gebäude wurden für zivile Zwecke verfügbar gemacht (darunter DP-Lager, Flüchtlingsunterkunft, Gewerbeansiedlung, Schule, Sporthalle, Reithalle, Winterquartier für einen Zeltzirkus), während der Fliegerhorst von Besatzungstruppen genutzt wurde. Zunächst waren von April bis Juni bzw. Juli 1945 die US-amerikanische 404th und 365th Fighter Group mit P-47 Thunderbolt Kampfflugzeugen dort stationiert. Auf diese folgte von September 1945 bis August 1946 die 366th Fighter Group und von August 1946 bis Juni 1947 die 27th Fighter Group, beide ebenfalls mit Thunderbolts. Von 1947 bis 1951 lagen der Stab und das 1st Battalion des 14th US Constabulary Regiments (1948 umgegliedert und umbenannt in 14th Armored Cavalry Regiment) auf dem ehemaligen Fliegerhorst. 1951 verlegten die amerikanischen Truppen nach Fulda und Bad Hersfeld, und an ihrer Stelle kamen französische Truppen (3. Regiment der Spahis algériens; Teile des 5. Husaren-Regiments, mit AMX-13 Aufklärungspanzern) nach Fritzlar.

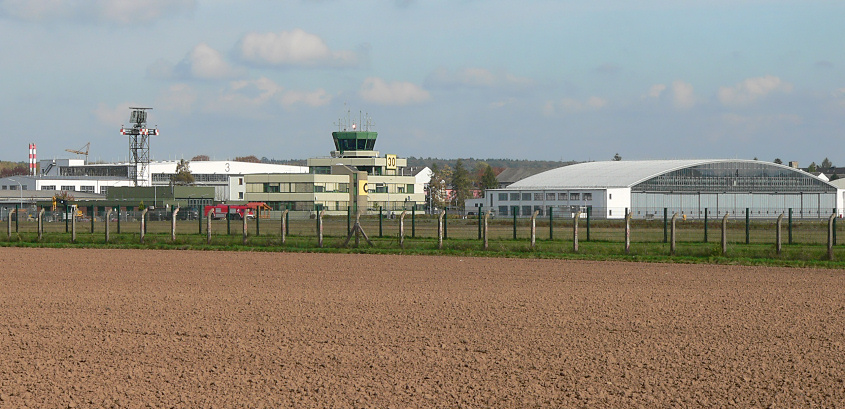
Heeresflugplatz Fritzlar

Mit der Aufstellung der Bundeswehr 1956 zogen die Besatzungstruppen ab, und an ihrer Stelle zogen deutsche Grenadier- und Artillerie-Bataillone sowie ab 1957 auch Heeresflieger ein. Der Fliegerhorst wurde so zum Heeresflugplatz Fritzlar. 1997 wurde in Fritzlar die Luftmechanisierte Brigade 1 in Dienst gestellt, der auch das dort stationierte Heeresfliegerregiment 36 zugeordnet wurde; damit erhielt das Heer erstmals schnell verlegbare und luftbewegliche Infanteriekräfte. Seit 2002 war das Sanitätsleitzentrum 210 in Fritzlar stationiert. Ebenfalls 2002 wurde das HflgRgt 36 in Kampfhubschrauberregiment 36 „Kurhessen“ umbenannt und umstrukturiert, ausgestattet mit Kampfhubschraubern vom Typ Bo 105P; die ersten drei Exemplare des eigentlich vorgesehenen Eurocopter Tiger wurden erst im April 2011 an das Regiment ausgeliefert. Schließlich wurde im Zuge der Neuorganisation der Bundeswehr 2006 die LMechBrig 1 zur Luftbeweglichen Brigade 1 erweitert, am 17. Dezember 2013 jedoch wieder aufgelöst. Das Kampfhubschrauberregiment 36 untersteht seither der Division Schnelle Kräfte, zunächst direkt und seit 2021 über das Kommando Hubschrauber.

## Religionen

### Allgemein
Religion hat in der Geschichte der Stadt eine sehr bedeutende Rolle gespielt, anfangend mit dem Fällen der Donareiche und dem Bau der ersten Kapelle durch Bonifatius. Mit dem Beginn der Reformation, die von den Landgrafen von Hessen unterstützt wurde, geriet das erzbischöflich-mainzische Fritzlar mit den benachbarten mainzischen Dörfern Ungedanken und Rothhelmshausen, die 1308 bzw. 1324 vom Stift Fritzlar erworben worden waren, in eine totale religiöse Isolation, die auch erhebliche wirtschaftliche Folgen hatte. Die Bevölkerung dieser Enklave war bis in die Mitte des 20. Jahrhunderts hinein mit großer Mehrheit katholisch. Im Zuge der fortschreitenden städtischen Entwicklung und mit dem Zuzug von Verwaltungsangestellten, Militär und Dienstleistungsgewerbe wuchs allerdings der Anteil der protestantischen Bevölkerung allmählich, bis er dann nach dem Zweiten Weltkrieg durch die Aufnahme von Flüchtlingen und in der Folge durch Zuwanderung aus den umliegenden Orten bis etwa auf die Hälfte der Gesamtbevölkerung anwuchs.

### Die jüdische Gemeinde

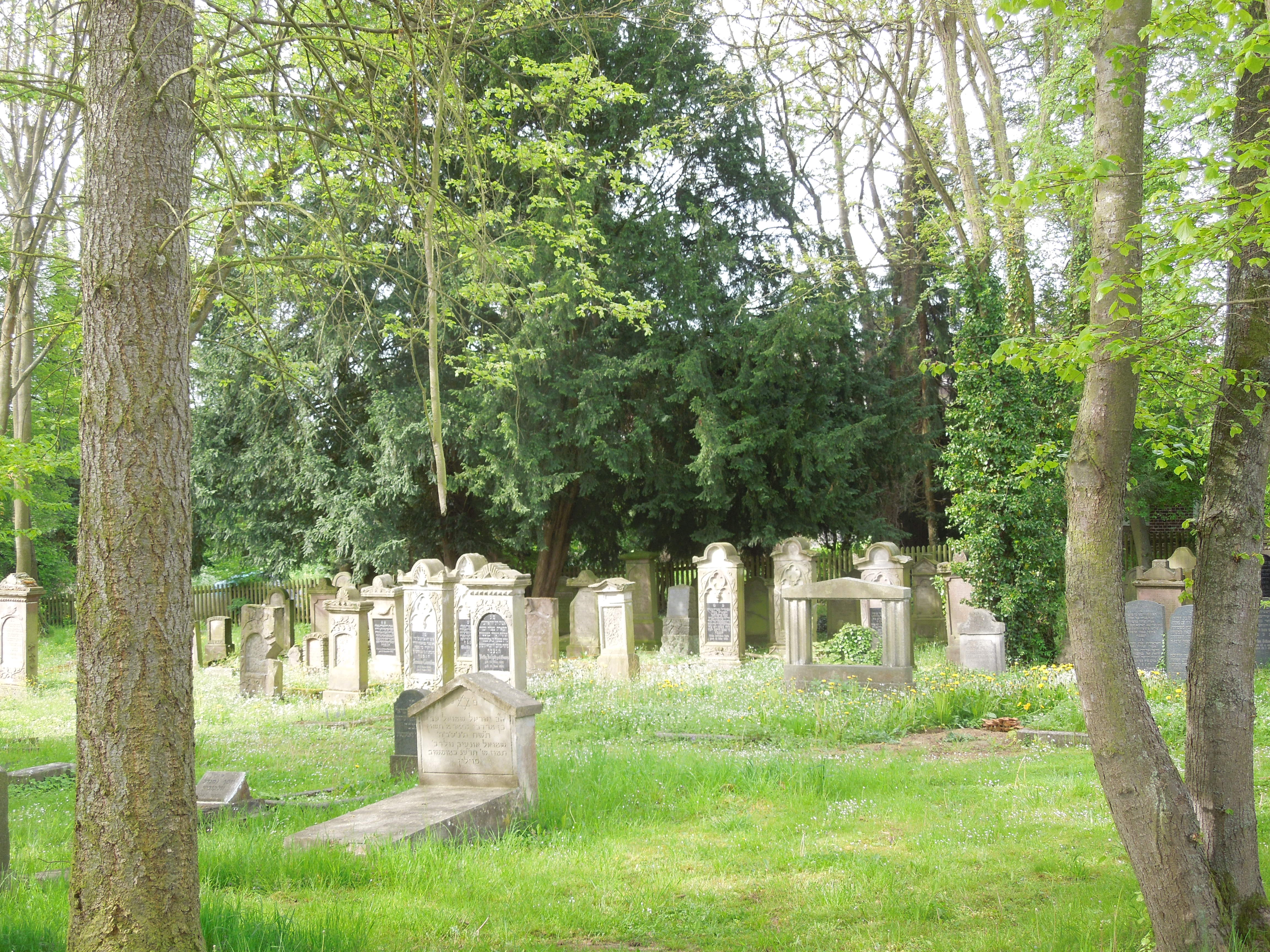
Der jüdische Friedhof am Schladenweg

Eine jüdische Gemeinde bestand bereits im Mittelalter (seit ca. 1100), wurde aber während der Judenverfolgung in der Pestzeit 1348/49 vernichtet. Gegen Ende des 14. Jahrhunderts entstand eine neue Gemeinde, und eine Urkunde von 1393 besagt, dass die Juden wie seit Alters her als Mitbürger gelten und weiterhin gelten sollen. Nach 1469 verließen die meisten jüdischen Familien die Stadt, obwohl Erzbischof Adolf II. von Mainz erst im nächsten Jahr die formale Ausweisung aller Juden aus dem Gebiet seines Erzstifts verfügte. Im 17./18. Jahrhundert lebten nur wenige jüdische Familien in der Stadt, und erst im Laufe des 19. Jahrhunderts entstand wieder eine jüdische Gemeinde. Um 1860 erreichte die Zahl der jüdischen Einwohner mit 139 Personen ihren höchsten Stand. Eine Synagoge bestand seit Ende des 18. Jahrhunderts. Eine neue Synagoge, am 30. Juni 1897 eingeweiht, wurde in den Novemberpogromen 1938 zerstört; dabei taten sich mehrheitlich SS-Leute aus Arolsen und aus benachbarten Dörfern herbeigekarrte Männer hervor. Zahlreiche jüdische Einwohner wurden nach ihrer Deportation aus Fritzlar in Vernichtungslagern ermordet, unter ihnen der letzte Vorbeter und Lehrer der Gemeinde, Gustav Kron, und seine Frau. Heute erinnern nur noch der große jüdische Friedhof am Schladenweg, einige Gassennamen (zum Beispiel Judengasse, Am Jordan) in der Altstadt und eine Gedenktafel am Ort der zerstörten Synagoge sowie die erst kürzlich entworfenen sog. „Stolpersteine“ (Pflastersteine mit einer Messingplatte, auf welchen die Namen der ermordeten Juden eingraviert wurden) an diese Mitbürger.

## Politik

### Stadtverordnetenversammlung
Die Kommunalwahl am 14. März 2021 lieferte folgendes Ergebnis, in Vergleich gesetzt zu früheren Kommunalwahlen:
| Stadtverordnetenversammlung – Kommunalwahlen 2021                                                                                     | Stadtverordnetenversammlung – Kommunalwahlen 2021                                |
| --- | -------------------------------------------------------------------------------- |
| Stimmenanteil in %Wahlbeteiligung 54,4 % 50403020100 42,5 (−3,3)26,6 (−4,9)14,2 (+7,2)12,8 (+2,3)4,0 (−1,2) CDUSPDGrüneFWGFDP20162021 | SitzverteilungInsgesamt 37 Sitze - SPD: 10 - Grüne: 5 - FW: 5 - CDU: 16 - FDP: 1 |

| Parteien und Wählergemeinschaften | Parteien und Wählergemeinschaften           | % 2021 | Sitze 2021 | % 2016 | Sitze 2016 | % 2011 | Sitze 2011 | % 2006 | Sitze 2006 | % 2001 | Sitze 2001 |
| --------------------------------- | ------------------------------------------- | ------ | ---------- | ------ | ---------- | ------ | ---------- | ------ | ---------- | ------ | ---------- |
| CDU                               | Christlich Demokratische Union Deutschlands | 42,5   | 16         | 45,8   | 17         | 47,8   | 18         | 47,7   | 18         | 44,9   | 17         |
| SPD                               | Sozialdemokratische Partei Deutschlands     | 26,6   | 10         | 31,5   | 12         | 33,5   | 12         | 34,2   | 13         | 37,2   | 14         |
| Grüne                             | Bündnis 90/Die Grünen                       | 14,2   | 5          | 7,0    | 2          | 15,0   | 6          | 5,5    | 2          | 5,6    | 2          |
| FWG                               | Freie Wählergemeinschaft Fritzlar           | 12,8   | 5          | 10,5   | 4          | —      | —          | 8,8    | 3          | 8,5    | 3          |
| FDP                               | Freie Demokratische Partei                  | 4,0    | 1          | 5,2    | 2          | 3,7    | 1          | 3,8    | 1          | 3,9    | 1          |
| Gesamt                            | Gesamt                                      | 100,0  | 37         | 100,0  | 37         | 100,0  | 37         | 100,0  | 37         | 100,0  | 37         |
| Wahlbeteiligung in %              | Wahlbeteiligung in %                        | 54,4   | 54,4       | 53,4   | 53,4       | 52,9   | 52,9       | 58,6   | 58,6       | 60,4   | 60,4       |

### Koalition
Nachdem die CDU jahrelang mit der FDP mit einer absoluten Mehrheit regiert hatte, wurde sie nach der Kommunalwahl 2021 durch eine Koalition aus SPD, Grünen und den Freien Wählern abgelöst.

### Bürgermeister
Nach der hessischen Kommunalverfassung wird der Bürgermeister für eine sechsjährige Amtszeit gewählt, seit dem Jahr 1993 in einer Direktwahl, und ist Vorsitzender des Magistrats, dem in der Stadt Fritzlar neben dem Bürgermeister ehrenamtlich ein Erster Stadtrat und neun weitere Stadträte angehören. Bürgermeister ist seit dem 1. Mai 2012 Hartmut Spogat (CDU). Er wurde als Nachfolger von Karl-Wilhelm Lange (CDU), der nach drei Amtszeiten nicht wieder kandidiert hatte, am 29. Januar 2012 im ersten Wahlgang bei 58,68 Prozent Wahlbeteiligung mit 53,87 Prozent der Stimmen gewählt. Es folgten zwei Wiederwahlen, zuletzt im Oktober 2023.
Amtszeiten der Bürgermeister
- 2012–2030 Hartmut Spogat (CDU)[36]
- 1994–2012 Karl-Wilhelm Lange (CDU)[37]
- 1949–1970 Emil Geismar (CDU)[41]

### Ortsbeiräte
Für alle durch die Hessische Gebietsreform eingegliederten Stadtteile besteht je ein Ortsbezirk nach Maßgabe der §§ 81 und 82 HGO und des Kommunalwahlgesetzes in der jeweils gültigen Fassung. Die Ortsbezirksgrenzen entsprechen den Gemarkungen der ehemaligen Gemeinden. Die Zahl der Ortsbeiratsmitglieder beträgt in den Stadtteilen bis zu 500 Einwohnern fünf und in Stadtteilen mit über 500 Einwohnern sieben Mitglieder. Dabei maßgebend ist die Einwohnerzahl drei Monate vor der Ortsbeiratswahl, die auf Grund der Einwohnermeldekartei der Stadt Fritzlar festgestellt wird. Der Ortsbeirat des Ortsbezirks wird im Rahmen der Kommunalwahlen gewählt und bestimmt aus seiner Mitte den/die Ortsvorsteher/in.

### Wappen
| Wappen von Fritzlar | Blasonierung: „In Silber zwei durch ein rotes Kreuz verbundene, schräg gestellte sechsspeichige rote Räder.“                                                            |
| Wappen von Fritzlar | Mit dem Doppelrad lehnt sich das Fritzlarer Wappen an das von Mainz an und bekundet damit die jahrhundertelange politische Zugehörigkeit der Stadt zum Erzbistum Mainz. |

### Städtepartnerschaften
Burnham-on-Sea/Highbridge im County Somerset (Großbritannien) und Casina in der Region Emilia-Romagna (Italien) sind Partnerstädte von Fritzlar.

## Wirtschaft und Infrastruktur

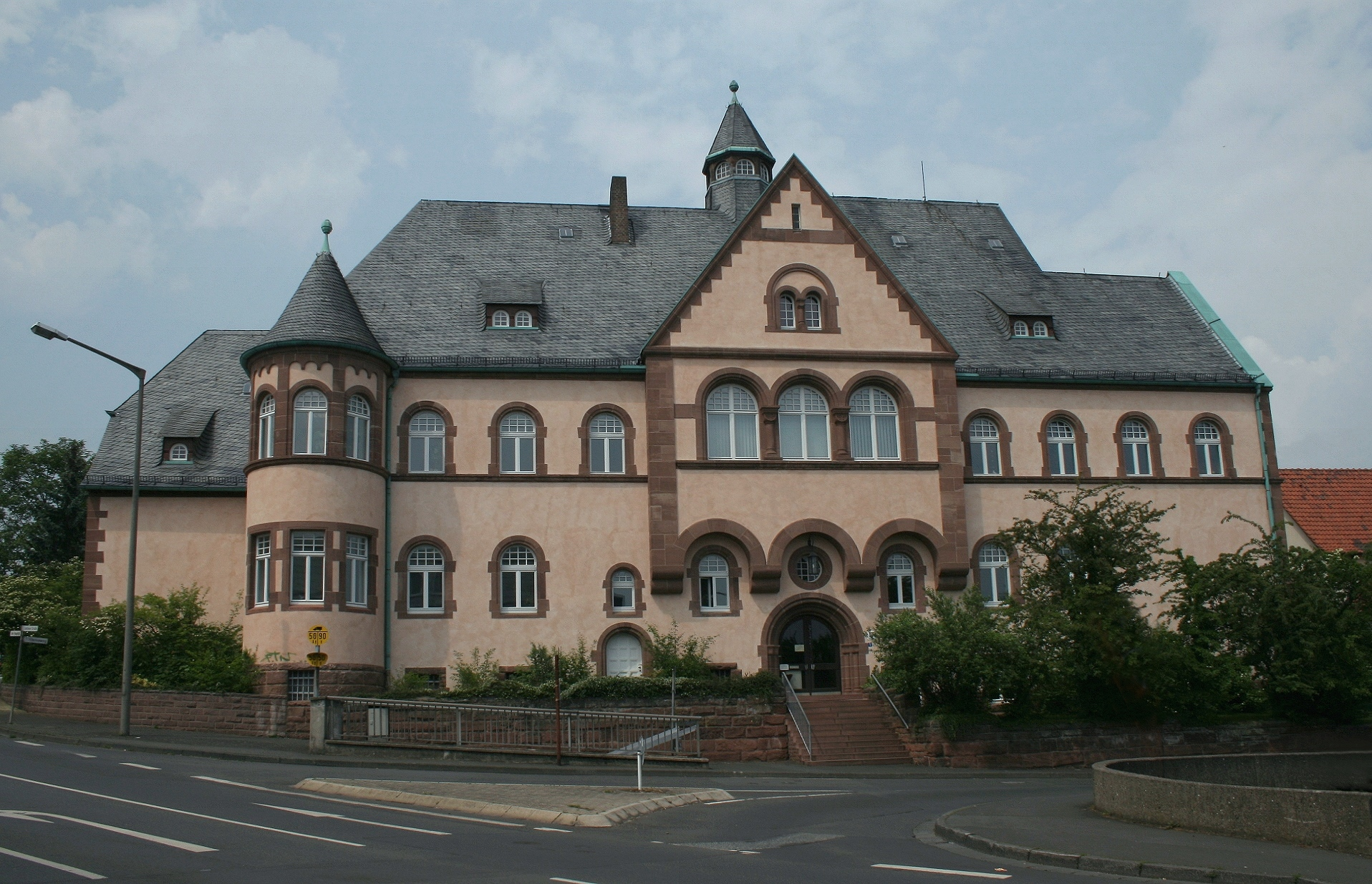
Amtsgericht Fritzlar

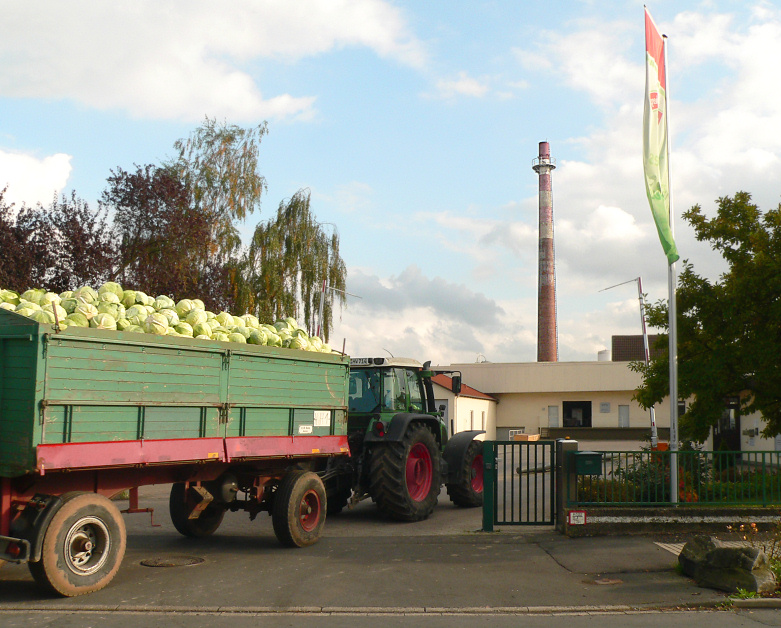
Weißkohlanlieferung in die Hengstenberg-Sauerkrautfabrik

Die Stadt ist vor allem ein Verwaltungs- und Dienstleistungszentrum, mit öffentlichen und kirchlichen Behörden, einem Amtsgericht, Schulen, Krankenhaus usw. Dazu kommen Einkaufszentren, Läden, Restaurants, Kinos, Sportstätten, Reparaturbetriebe, Ärzte und andere private Dienstleister. Fritzlar zählt dank seiner malerischen Innenstadt und des Einkaufszentrums „Domstadt-Center“ zu den beliebtesten Einkaufsstädten der Region.
Größter Arbeitgeber ist die Bundeswehr. Danach folgt eine Konservenfabrik der Firma Hengstenberg, die insbesondere Sauerkraut, Rotkohl, Gurken, Essig und feinsaure Gemüsespezialitäten herstellt. Das Gebiet um Fritzlar ist eines der Hauptanbaugebiete für Weißkohl in Deutschland, und der Betrieb in Fritzlar ist die weltgrößte Sauerkrautfabrikation.

### Verkehr
Die wichtigsten Verkehrsanbindungen sind folgende:
- Bahnstrecke Wabern–Bad Wildungen, Teil der 1884 eröffneten Eisenbahnlinie Wabern–Brilon Wald. Der früher von Bad Wildungen bis Korbach weiterführende Streckenabschnitt ist heute stillgelegt, zwischen Edertal und Korbach verläuft auf der Trasse der Hessische Radfernweg R5. Der planmäßig nur noch von Bad Wildungen bis Wabern befahrene Streckenteil wird seit 2008 von der Kurhessenbahn betrieben. In Wabern besteht Anschluss an die Main-Weser-Bahn nach Kassel und Frankfurt am Main.

| Linie     | Verlauf | Takt                                     |
| --------- | --- | ---------------------------------------- |
| RB39 RE39 | Kassel Hbf – Kassel-Wilhelmshöhe – (Kassel-Oberzwehren – Baunatal-Rengershausen – Baunatal-Guntershausen – Edermünde-Grifte – Felsberg-Wolfershausen – Felsberg-Altenbrunslar –) (nur RB39) Felsberg-Gensungen – Wabern (Bz Kassel) – Zennern – Fritzlar – Ungedanken – Mandern – Wega – Bad Wildungen Stand: Fahrplanwechsel Dezember 2024 | 60 min (wochentags) 120 min (Wochenende) |
- Autobahn Kassel–Marburg (A 49)
- Bundesstraßen 3, 253 und 450
- Expressbuslinie 500 Kassel–Fritzlar–Bad Wildungen
- Zentraler Busbahnhof an der Allee

### Radfernwege
Durch Fritzlar führende Radwanderwege:
- Der 180 km lange Eder-Radweg beginnt im Rothaargebirge in Nordrhein-Westfalen und heißt hier Ederauenweg. Der größte Teil führt durch Hessen und heißt dann Ederradweg. Er folgt dem Lauf der Eder bis zur Mündung in die Fulda (Fluss) bei Guxhagen.
- Der Hessische Radfernweg R4 (Nord-Süd-Radweg) beginnt in Hirschhorn am Neckar und verläuft über ungefähr 385 km von Süd nach Nord durch Hessen, entlang von Mümling, Nidda und Schwalm nach Bad Karlshafen an der Weser.
- Der Chattengauradweg R21 (Chattengauradweg) verbindet Fritzlar nach 25 km mit Baunatal und führt über Gudensberg und Besse.

### Bildungseinrichtungen
- Gymnasium: König-Heinrich-Schule

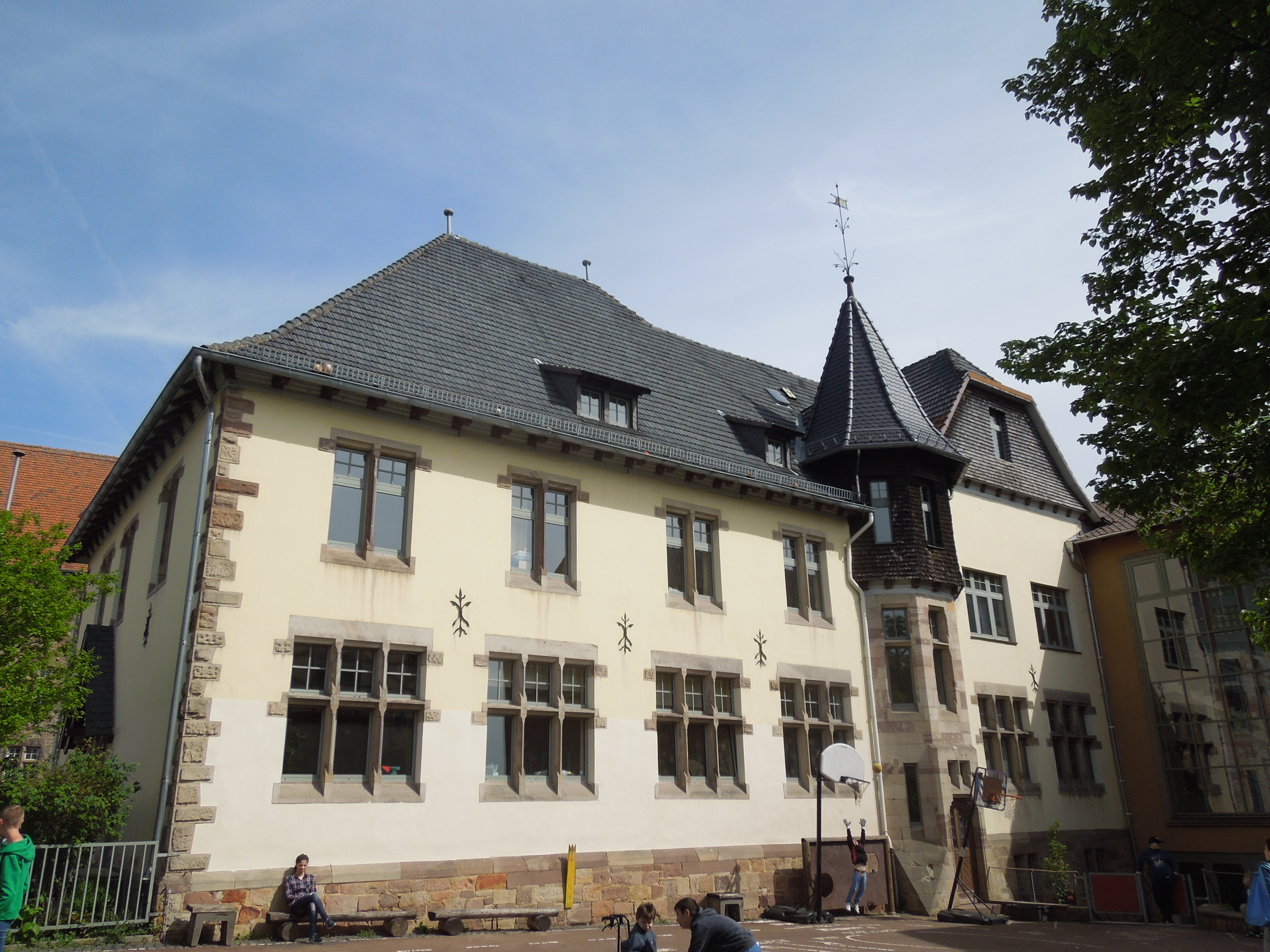
Die ehemalige Präparandenanstalt, später (bis 1972) „Oberhaus“ der König-Heinrich-Schule am Dr.-Jestädt-Platz

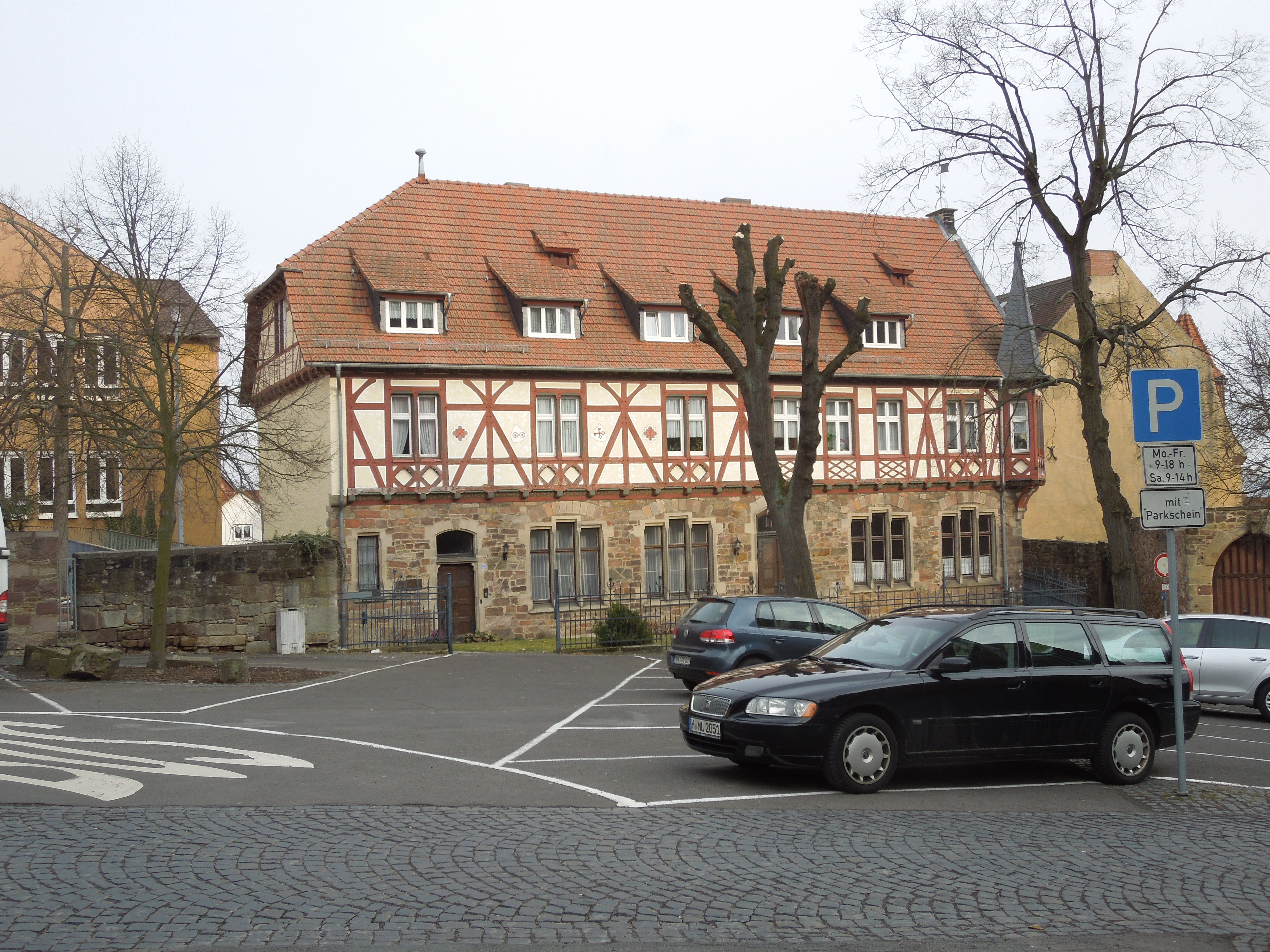
Ehemalige Lateinschule, später (bis 1972) „Unterhaus“ der König-Heinrich-Schule

- Kooperative Gesamtschule mit Oberstufe: Ursulinenschule (katholisch; ehemals in Trägerschaft des Ursulinenordens, heutiger Träger: Bistum Fulda)
- Haupt- und Realschule: Anne-Frank-Schule
- Berufsfach- und Fachoberschule: Reichspräsident-Friedrich-Ebert-Schule
- Grundschule: Schule an den Türmen
- Grundschule: Schule zum Obersten Holz, Obermöllrich-Cappel
- Grundschule: Regenbogenschule, Lohne–Züschen
- Schule für Praktisch Bildbare: Schule am Dom
- Krankenpflegeschule (Träger: Krankenhaus Hospital zum Heiligen Geist)
- CBF – Christliche Bildungsstätte Fritzlar: Theologisches Seminar des Freikirchlichen Bundes der Gemeinde Gottes

### Freizeit- und Sportanlagen
- Sport- und Freizeitpark in der Alten Wildunger Straße
- Freibad (beheizt) in der Ederau
- Reitturnierplatz in der Ederau
- Schützenhaus (Kleinkaliber und Pistole) in der Ederau
- Tennisplätze in der Ederau und auf dem Roten Rain
- Sporthallen im Schulzentrum und an der Ursulinenschule
- Fußballstadion auf dem Roten Rain
- Dachsbergstadion Lohne
- Sportplatz Geismar
- Sportplatz Obermöllrich
- Sportplatz Ungedanken
- Sportplatz Züschen
- Gekennzeichnete Wanderwege im gesamten Umfeld
- Naturlehrpfad in der Ederau

## Kultur und Sehenswürdigkeiten

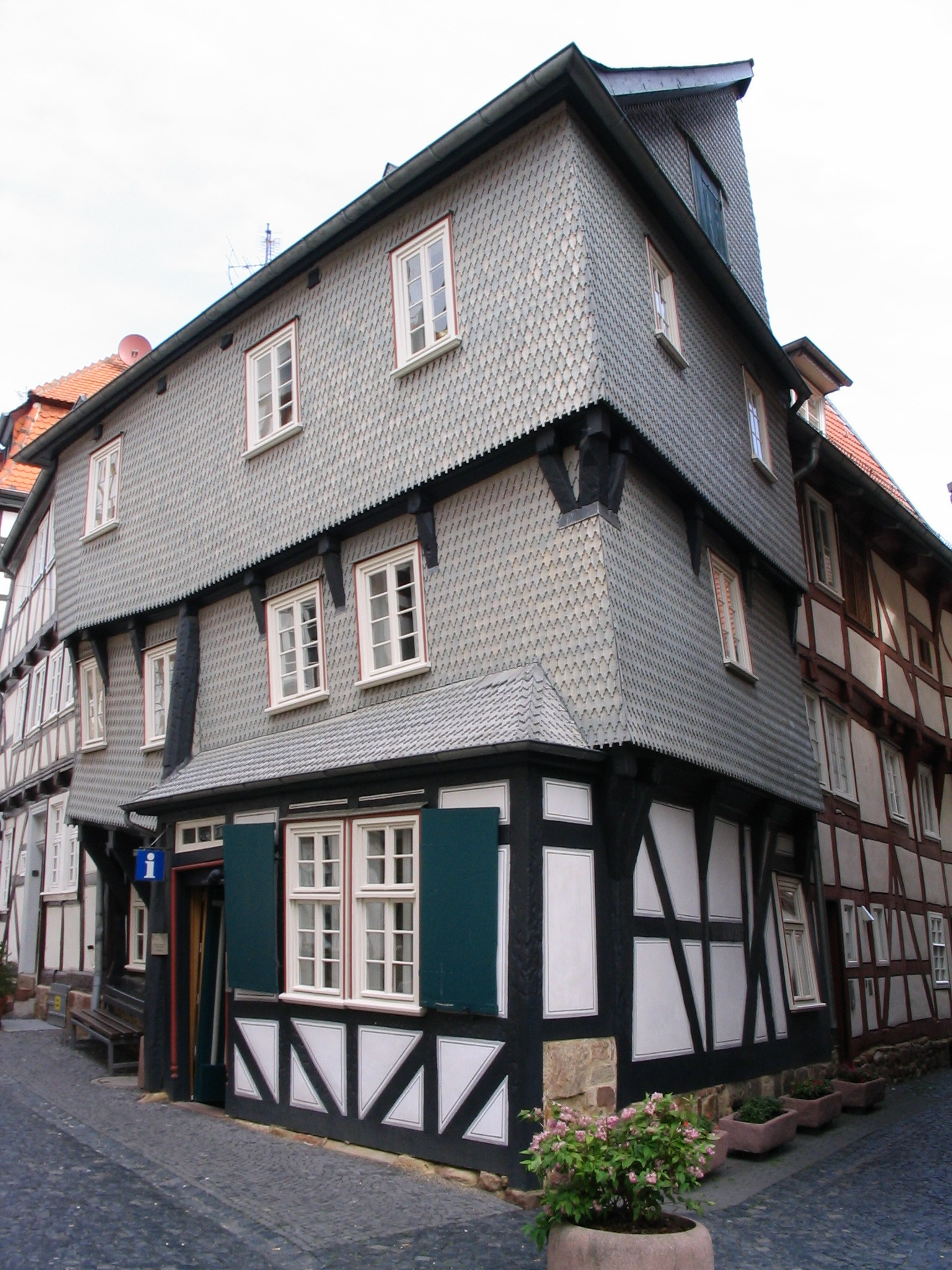
Das Spitzenhäuschen

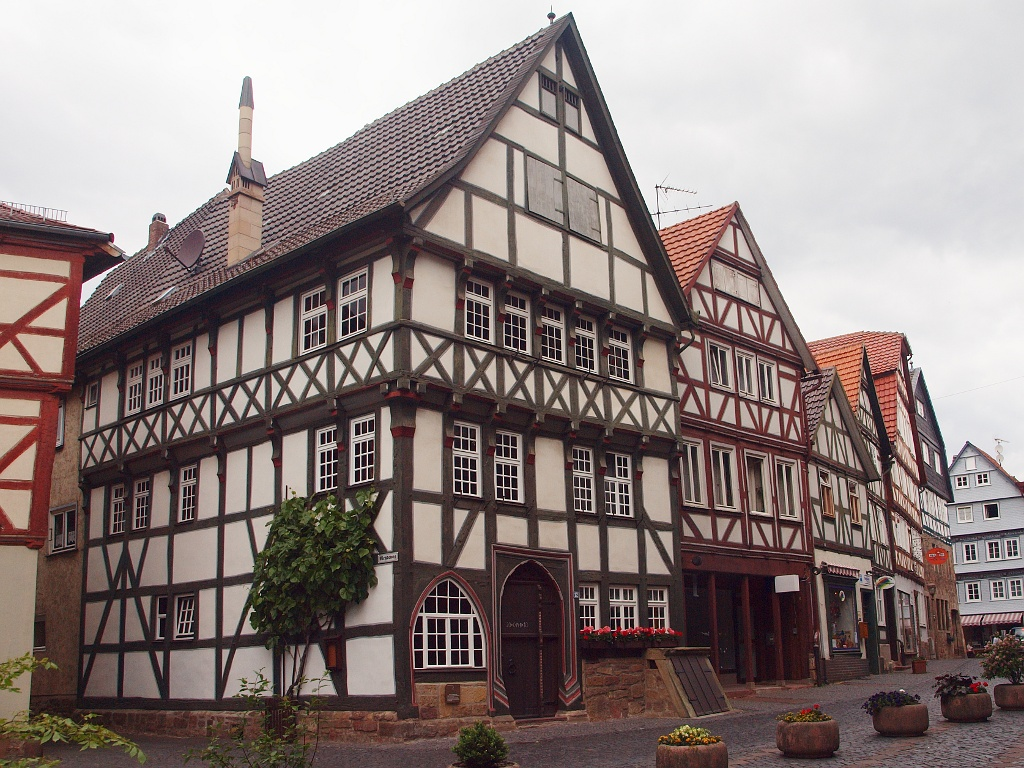
Haus Brüggemeier, ein gotischer Ständerbau zwischen 1460 und 1470 erbaut. Dahinter die westliche Bebauung der Straße Zwischen den Krämen

### Museen
- Museum Hochzeitshaus Fritzlar[25], das Museum zur 1300-jährigen Stadtgeschichte Fritzlars
- Dommuseum mit Domschatz und dem bedeutenden Kaiser-Heinrich-Kreuz

### Bauwerke

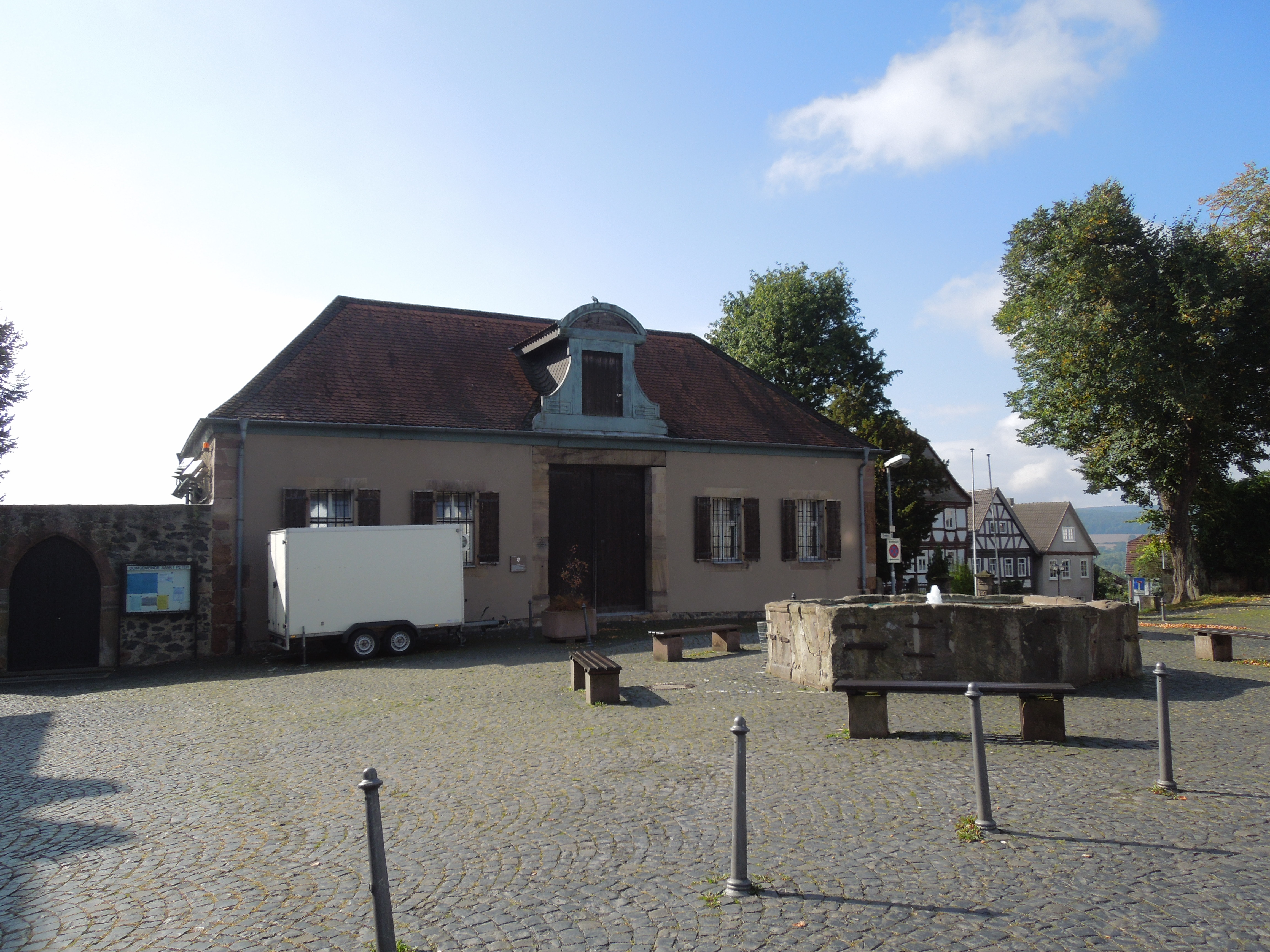
Die „Waage“, der ehem. Stiftssaal

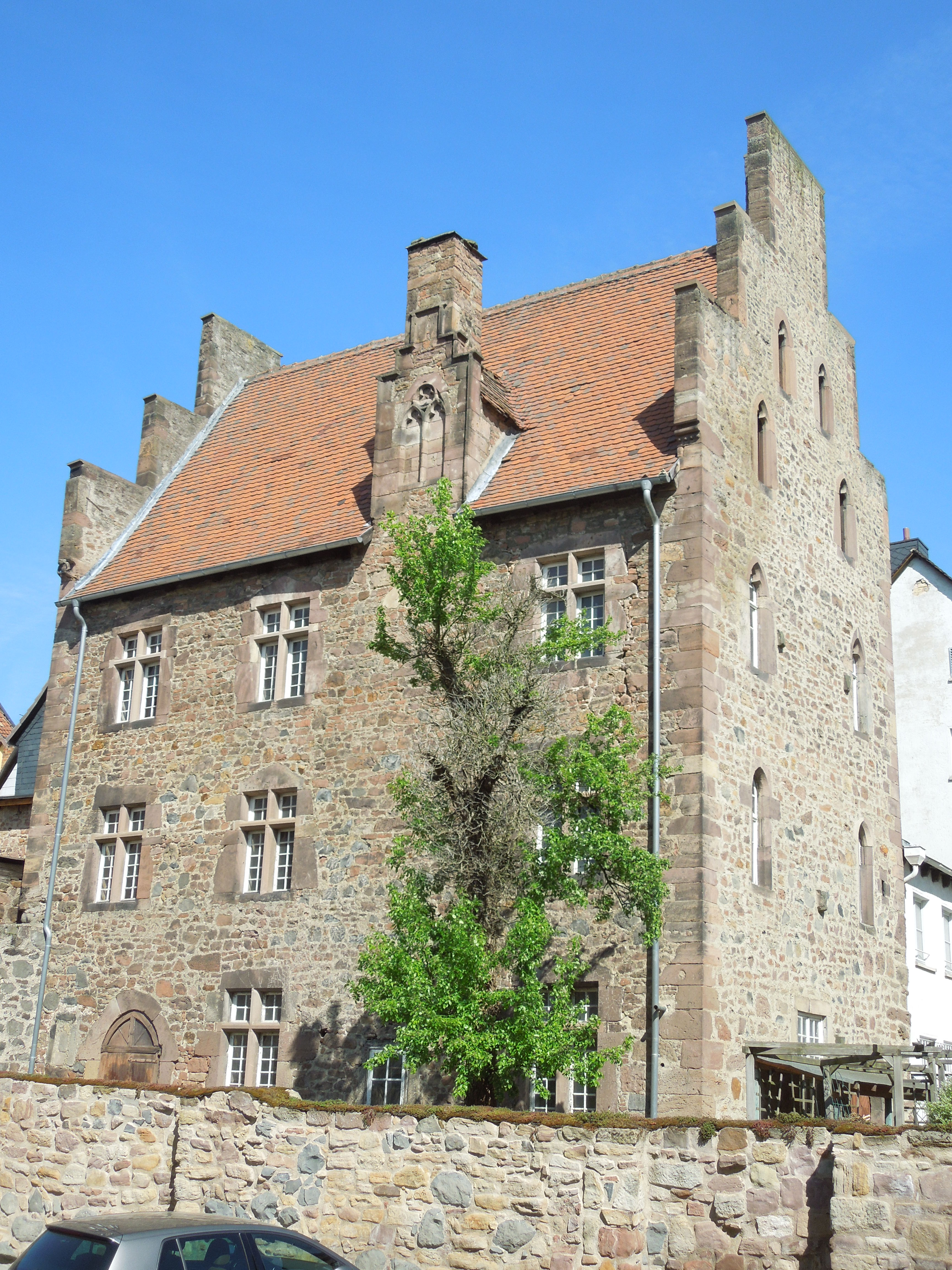
Die Kurie in der Fischgasse

- Stiftskirche St. Peter („Dom“, um 1085/90)
- „Waage“ (ehem. Stiftssaal, um 1234)
- Gotische Stadtkirche (ehem. Minoritenklosterkirche, 1244)
- Stadtmauer und Wehrtürme (12.–14. Jahrhundert)
- Grauer Turm, mit Museum (13. Jahrhundert)
- Rathaus (von 1109, ältestes Amtshaus Deutschlands)
- Marktplatz mit Rolandsbrunnen und ehemaliger Münze
- Hochzeitshaus (um 1580/90), größter Fachwerkbau in Nordhessen, darin das Museum zur Stadtgeschichte Fritzlars
- Kurien (14.–15. Jahrhundert)
- Fachwerkhäuser (15.–18. Jahrhundert)
- Ehemaliges Kloster der Franziskaner (Minoriten) (13. Jahrhundert), heute Hospital
- Kloster der Ursulinen (1719), heute Gymnasium
- Katharinenkirche (um 1300), ehemalige Klosterkirche der Augustinerinnen und Ursulinen
- Fraumünsterkirche
- ehem. Deutschordenshaus
- Hardehäuser Hof
- Warten (Wachttürme außerhalb der Stadt)

### Ausflugsziele in der näheren Umgebung
- Büraberg (Burg und Kloster aus dem 7. und 8. Jahrhundert, konservierte Ausgrabungen, Brigidakirche, Kreuzweg)
- Steinzeitsiedlung bei Geismar
- Donarquelle, Mineralquelle bei Geismar
- Steinkammergrab oder Galeriegrab bei Züschen (etwa 2000 v. Chr.)
- Bad Wildungen mit Schloss Friedrichstein
- Felsberg mit Felsburg
- Heiligenberg (bei Gensungen)
- Gudensberg mit Obernburg (Gudensberg)
- Borken, mit dem Hessischen Braunkohle Bergbaumuseum
- Bad Zwesten
- Homberg (Efze)
- Schloss Waldeck und Edersee
- Schloss Garvensburg im Ortsteil Züschen
- Fritzlar liegt an der Deutschen Märchenstraße, die von Hanau über Fritzlar nach Bremen führt.

### Regelmäßige Veranstaltungen
- Fasching, mit Rosenmontagszug

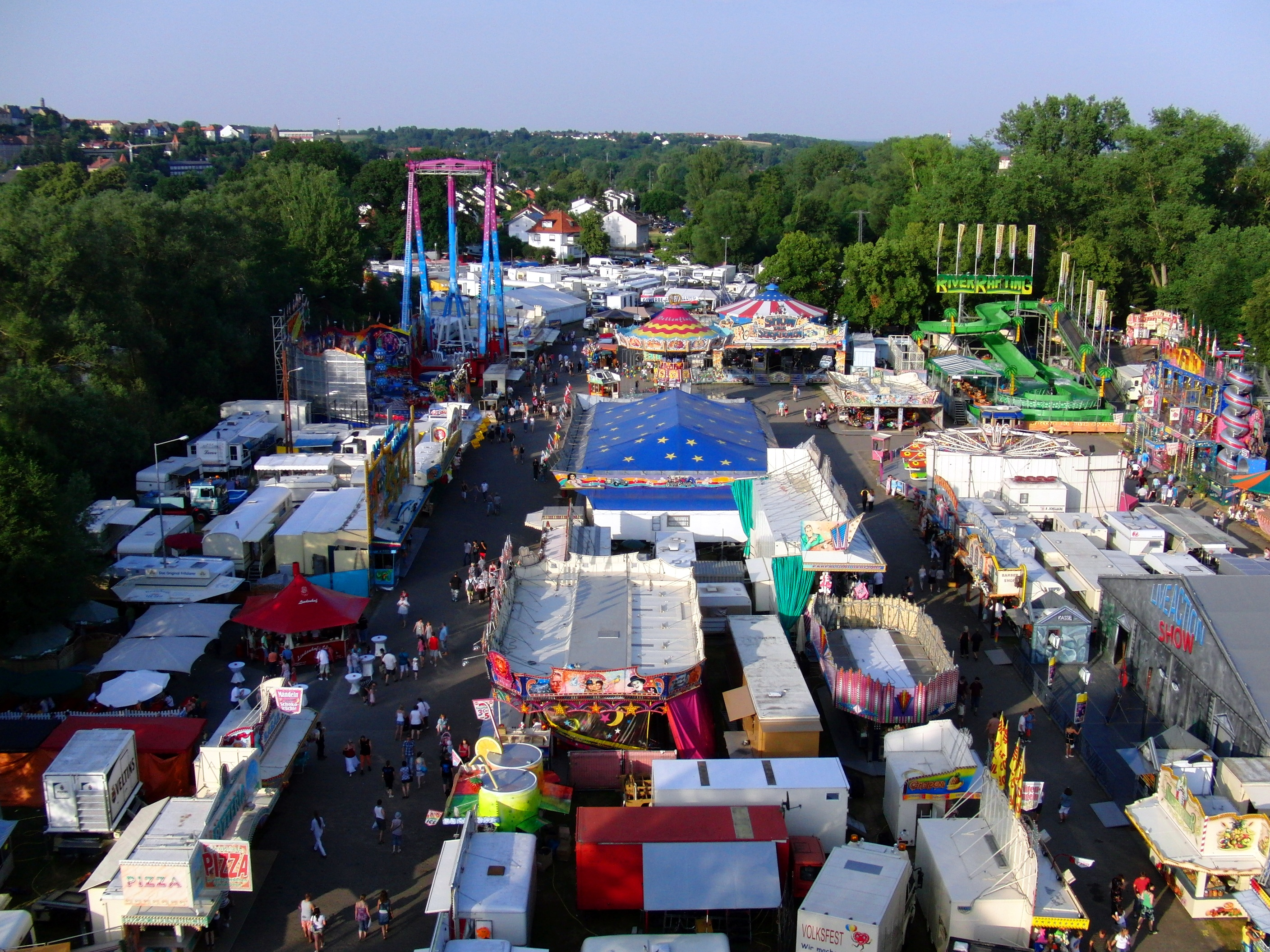
Der Pferdemarkt 2010

- Pferdemarkt (Viehmarkt und Volksfest), zweites Wochenende im Juli
- Hockeyturnier mit öffentlicher Feier, Ende Oktober
- Kulturwochen vor dem Dom, im August

### Fritzlar in der Literatur
Der bekannte Benimm-Ratgeber Adolph Freiherr Knigge schrieb 1795 seine Satire Reise nach Fritzlar im Sommer 1794.

## Persönlichkeiten

### Söhne und Töchter der Stadt
- Herbort von Fritzlar (um 1200), deutschsprachiger Dichter des Mittelalters
- Hermann von Fritzlar († nach 1349), einflussreicher Mystiker
- Johann Hefentreger (* um 1497; † 3. Juni 1542 in Bad Wildungen), Reformator der Grafschaft Waldeck
- Jeremias Homberger (* 1529; † 5. Oktober 1595 in Znojmo), lutherischer Theologe
- Kaspar Sturm (* um 1545; † 1628 in Gudensberg), calvinistischer Theologe und Hochschullehrer in Marburg
- Jacob Hein (* um 1580; † nach 1625), Organist am Petristift und Orgelbauer
- Hadrian Daude (* 9. November 1704; † 12. Juni 1755 in Würzburg), Theologe und Historiker
- Stephan Josef Stephan (* 29. Februar 1772; † 5. Januar 1844 in Braunfels), Solms-Braunfelsscher Beamter und königlich-preußischer Landrat
- Stephan Behlen (* 5. August 1784; † 7. Februar 1847 in Aschaffenburg), Forstwissenschaftler, Professor, Begründer 1825 der Zeitschrift Allgemeine Forst- und Jagdwirtschaft
- Joseph Rubino (* 10. oder 15. August 1799; † 10. April 1864 in Marburg), Althistoriker
- Reinhard Hasselbach (* 14. März 1815; † 29. Juni 1883 in Fritzlar), Apotheker und Abgeordneter des Kurhessischen Kommunallandtages
- Conrad Hellwig (* 7. Oktober 1824 in Haddamar; † 25. Juni 1889 in Haddamar), Landwirt, Bürgermeister von Haddamar und Mitglied des Deutschen Reichstags
- Johann Gangolph Kraiger (* 20. Oktober 1829; † 2. August 1907 in Fritzlar), Bürgermeister und Ehrenbürger, Abgeordneter des Provinziallandtages der preußischen Provinz Hessen-Nassau
- Winand Nick (* 11. September 1831; † 18. Dezember 1910 in Hildesheim), Dommusikdirektor, Musikpädagoge und Komponist
- Ferdinand Kugelmann (* 23. Mai 1840; † 25. Juli 1915 in Hamburg), Kaufmann und Hamburger Mäzen
- Ludwig Keller (* 28. Mai 1849; † 9. März 1915 in Berlin), Archivar und Freimaurer-Historiker
- Theodor Haas (* 20. Mai 1859; † 1939), Philologe, Lehrer und Historiker
- Moritz Gombert (* 10. Mai 1874; † 14. Mai 1954 in Saarbrücken), Architekt
- Paul Diederich (* 18. Januar 1882; † 2. August 1965 in Fritzlar), langjähriger Domküster, Ehrenbürger der Stadt Fritzlar[44]
- Rudolf Rieth (* 9. September 1889; † 16. März 1954 in Düsseldorf), Hörspielregisseur, -sprecher und -autor, sowie Schauspieler und Zauberkünstler
- Sally Kaufmann (* 26. Februar 1890 in Ungedanken; † 29. November 1956 in Giv'atajim, Israel), Herausgeber und Publizist
- Carl Schlieper (* 20. August 1903; † 14. April 1989 in Stuttgart), Zoologe
- Wilhelm Naegel (* 3. August 1904; † 24. Mai 1956 in Hannover), Politiker (CDU), MdB, Vorsitzender des Wirtschaftsausschusses des Bundestages
- Friedrich Krommes (* 26. September 1906; † 4. März 1971 in Kassel), Kirchenverwaltungsjurist und geschäftsführender Vorstand der Bruderhilfe VVaG
- Hans Bickel (* 21. September 1907; † 20. September 1983 in Frankfurt am Main), Jurist und Landesbankdirektor
- Maximilian Diederich (* 12. Mai 1909; † 7. Mai 1979 in Fritzlar), Missionarzt in Südnigeria, Chefarzt am Heilig-Geist-Hospital in Fritzlar
- Hans Joachim Rühle von Lilienstern (* 9. Januar 1915; † 26. November 2000 in Frankfurt am Main), Ökonom und SS-Hauptsturmführer der Reserve
- Gerhard Richter (* 7. Dezember 1929; † 3. Dezember 2015), Biologe, Botaniker und Hochschullehrer, Lehrstuhlinhaber in Hannover
- Karl-Heinz Ernst (* 18. Januar 1942), Politiker (SPD) und Abgeordneter des Hessischen Landtags
- Reiner Schöne (* 19. Januar 1942), Schauspieler, Sänger, Songwriter und Autor
- Elke Leonhard (* 17. Mai 1949 in Werkel; † 1. Januar 2025), Politikerin (SPD), MdB 1990–2005
- Jutta Meurers-Balke (* 6. Dezember 1949), Archäologin und Archäobotanikerin
- Horst Wackerbarth (* 1950), Fotokünstler
- Jürgen Störr (* 1954), Künstler und Filmemacher
- Stephan Balkenhol (* 10. Februar 1957), Künstler, Bildhauer
- Michael Schreiber (* 10. August 1962), Sprachwissenschaftler
- Carsten Feller (* 16. Dezember 1966), Hochschulmanager, Ministerialbeamter und Politiker (SPD)
- Peter Piller (* 5. Januar 1968), Künstler
- Manuel J. Hartung (* 16. September 1981), Schriftsteller
- Jörg Rohde (* 19. März 1984), Schauspieler
- Aljoscha Schmidt (* 26. Juni 1984), Handballspieler
- Sarah Knappik (* 5. Oktober 1986), Model
- Marc Bluhm (* 22. Juli 1987), Schauspieler und Synchronsprecher
- Mario Neumann (* 1988). Schauspieler
- Christian Durstewitz (* 11. Mai 1989), Sänger und Songschreiber
- Philip Stein (* 1991), rechtsradikaler Verleger und Aktivist
- Lion Semić (* 13. September 2003), Fußballspieler

### In Fritzlar wirk(t)en, ohne dort geboren zu sein
- Bonifatius (* um 673; † 754 oder 755)
- Wigbert (* um 670 in Wessex; † 747 in Fritzlar), Missionarsgefährte von Bonifatius und erster Abt des Benediktinerklosters Fritzlar
- Witta von Büraburg (* um 700; † nach 760), 741–747 Bischof von Büraburg
- Felix von Fritzlar († um 790), Missionar und Märtyrer
- Burkhart von Ziegenhain († 1247), 1240–1247 Propst des Petristifts, 1247 Erzbischof von Salzburg
- Otto von Ziegenhain (* 1304; † 1366 in Mainz), 1333–1366 Propst des Petristifts
- Hermann von Hessen (* 1450; † 1508), Propst des Petristifts, Erzbischof von Köln
- Konrad Klüppel (* um 1490 in Korbach; † 1541 oder 1542 in Fritzlar), Stadtschreiber in Fritzlar, Syndikus des Petristifts, Chronist der Grafschaft Waldeck
- Christian Busse (* um 1560; † 1609), Organist, Orgelbauer und Schulmeister am Petristift
- Johann Droste zu Hülshoff (* 1640 in Burg Hülshoff; † 1679 in Fritzlar) sowie seine Brüder Diederich und Alexander, Stiftsherren am Petristift
- Ignazio Fiorillo (* 1715 in Neapel; † 1787 in Fritzlar), Opernkomponist
- Bettina von Arnim (* 1785 in Frankfurt am Main; † 1859 in Berlin), Schriftstellerin, 1794–1797 Schülerin der Ursulinenschule Fritzlar
- Oskar von Watter (* 1861 in Ludwigsburg; † 1939 in Berlin), Generalleutnant, 1907–1909 Abteilungskommandeur in Fritzlar, 1908 Ehrenbürger der Stadt Fritzlar, Ende der 1980er Jahre aberkannt
- Wilhelm Jestädt (* 1865 in Fulda; † 1926 ebenda), 1905–1926 Dechant des katholischen Dekanats Fritzlar
- Julius Höxter (* 1873 in Treysa; † 1944 in Richmond upon Thames, Surrey, England), Pädagoge und Schriftsteller jüdischen Glaubens, 1887/88 Schüler der Präparandenanstalt in Fritzlar
- Gustav Kron (* 1878 in Wolfhagen; † 1942 im Vernichtungslager Kulmhof), letzter jüdischer Lehrer und Vorbeter der jüdischen Gemeinde in Fritzlar
- Sr. Veronika Jüngst († 1962), Vinzentinerin, ab 1901 am Hospital zum Heiligen Geist in Fritzlar, 1951 Ehrenbürgerin der Stadt Fritzlar
- Erich Tursch (* 1902 in Lischa, Sudetenland; † 1983 in Kassel), Maler und Kunsterzieher, Lehrer an der König-Heinrich-Schule Fritzlar
- Sr. Angelika Kill OSU (1917–2003), 1961–1992 Leiterin der Ursulinenschule, erste in Marburg studierende Nonne, Ehrenbürgerin der Stadt Fritzlar
- Gottfried Schreiber (* 1918 in Liegnitz; † 2003 in Fritzlar), 1975–1987 Präsident der Landestierärztekammer Hessen
- Ludwig Vogel (* 1920 in Petersberg; † 2014 ebenda), 1966–1991 Dechant des katholischen Dekanates Fritzlar und 1968–1991 Stadtpfarrer von Fritzlar, Ehrenbürger der Stadt Fritzlar
- August Franke (1920–1997), Landrat des Landkreises Fritzlar-Homberg, Landrat des Schwalm-Eder-Kreises, MdL (SPD)
- Hermann Stahlberg (* 1920 in Leichlingen; † 2005 in Fritzlar) deutscher Politiker (CDU) und Soldat der Bundeswehr
- Peter Lakotta (* 1933 in Hamburg; † 1991 in Kassel), Maler und Keramiker; Schüler/Abiturient des Realgymnasiums (später König-Heinrich-Schule) Fritzlar
- Martin Uppenbrink (* 1934 in Bielefeld; † 2008 in Berlin), erster Präsident des Bundesamtes für Naturschutz; Schüler/Abiturient des Realgymnasiums (später König-Heinrich-Schule) Fritzlar
- Josef Klik (* 1935 in Kottiken; † 2020 in Petersberg), ehemaliger Leichtathlet, Deutscher Meister im Kugelstoßen, Diskuswurf und Zehnkampf; Schüler/Abiturient des Realgymnasiums (später König-Heinrich-Schule) Fritzlar
- Burkhart Prinz (* 1939 in Gensungen; † 2014 ebenda), Handballspieler und -trainer, Jugend-Bundestrainer des Deutschen Handballbundes; Schüler/Abiturient der König-Heinrich-Schule Fritzlar
- Ulrich Skubella (* 1941 in Gleiwitz), Anästhesiologe am Hospital zum Heiligen Geist; Gründer Fritzlarer Kultur- und Fördervereine, Ehrenbürger der Stadt Fritzlar
- Klaus Ahlheim (* 1942 in Saarbrücken; † 17. Juni 2020), Pädagogikprofessor; Schüler/Abiturient der König-Heinrich-Schule Fritzlar
- Dirk Schmitz von Hülst (* 1943 in Magdeburg), Soziologieprofessor; Schüler/Abiturient der König-Heinrich-Schule Fritzlar
- Gerd Loßdörfer (* 1943 in Nordhausen; † 2023), Mediziner, ehemaliger Leichtathlet, Deutscher Meister 1966 und Vizeeuropameister 1966 im 400-Meter-Hürdenlauf; Schüler/Abiturient der König-Heinrich-Schule Fritzlar
- Günther Bott (* 1944 in Leslau an der Weichsel), ehemaliger Richter am Bundesarbeitsgericht; Schüler/Abiturient der König-Heinrich-Schule Fritzlar
- Peter Barthelmey (* 1945 (in Minsk?); † 2019 in Marburg), Schüler/Abiturient der König-Heinrich-Schule Fritzlar, Handballspieler und -trainer
- Jens Beutel (* 1946 in Lünen; † 2019), Politiker der SPD, 1997–2011 Oberbürgermeister von Mainz; Schüler/Abiturient der König-Heinrich-Schule Fritzlar
- Werner Bätzing (* 1949 in Kassel), Professor für Kulturgeographie; Schüler/Abiturient der König-Heinrich-Schule Fritzlar
- Jochen Beyse (* 1949 in Bad Wildungen), Schriftsteller; Schüler/Abiturient der König-Heinrich-Schule Fritzlar
- Heiner Lürig (* 1954 in Hannover), Musiker, Produzent, Komponist, Musical-Autor